# Musée national (New Delhi)
Pour les articles homonymes, voir Musée national.
Le Musée national (en hindi : राष्ट्रीय पुरातात्विक संग्रहालय (rāṣṭrīy purātātvik saṅgrahālay), en anglais : National Museum), appelé aussi Musée national d'Inde, est l'un des plus grands musées d'Inde. Il a été créé en 1949 et contient des œuvres et objets allant de la période préhistorique jusqu'à l'art moderne. Il dépend administrativement du Ministère indien de la culture. Le bâtiment du musée se trouve au coin de Janpath et de la Maulana Azad Road à New Delhi. En 2011, le musée possédait plus de 200 000 œuvres, de provenance indienne ou étrangère, couvrant 5 000 ans d'histoire.
Il abrite également au premier étage l'Institut d'histoire de l'art, de conservation et de muséologie du musée national, créé en 1983 et qui est une université depuis 1989, dispensant des cours et des formations de niveau maîtrise et doctorat en histoire de l'art, conservation et muséologie.

## Histoire
Les prémices d'un musée de vocation nationale à New Delhi apparaissent avec l'édification de la ville entre 1912 et 1929. Dans cette nouvelle capitale des Indes britanniques, les autorités prévoyaient l'établissement d'un institut culturel de grande envergure, lui dédiant notamment un terrain spécifique sur les plans de la ville. Cependant le projet n'aboutira pas sous cette forme.
Les origines concrètes du Musée national remontent à 1946, lorsque le Maurice Gwyer Committee est chargé de préparer une exposition consacrée à l'art indien et organisée par la Royal Academy de Londres avec le soutien des gouvernements britannique et indien. L'exposition rassemble alors des œuvres en provenance de plusieurs musées d'Inde. Elle s'ouvre à la galerie de la Burlington House à Londres pendant l'hiver 1947–1948, puis elle est transportée à New Delhi dans le Rashtrapati Bhavan (la résidence du Président) en 1949. Le succès est tel qu'il entraîne la décision de créer un musée à New Delhi : au lieu de disperser à nouveau les objets rassemblés pour l'exposition, les organisateurs s'adressent aux musées, aux gouvernements et aux autres propriétaires des œuvres pour les inviter à en faire don ou à les vendre afin de constituer le noyau de la collection du nouveau musée. Le Musée national est ainsi inauguré à New Delhi dans le Rashtrapati Bhavan le 15 août 1949 par le Gouverneur général d'Inde, R.C. Rajagopalachari.
En mai 1955, à l'initiative du Premier ministre d'alors, Jawaharlal Nehru, un nouveau bâtiment est prévu pour accueillir le musée. La construction se fait en deux étapes, dont la première se termine en 1960 et la deuxième en 1989. Lorsque le nouveau bâtiment est fonctionnel en 1960, la collection initiale hébergée au Rashtrapati Bhavan y est transférée à l'exception de deux pièces, le Bouddha conférant protection (École de Mathura, Ve siècle) et le chapiteau au taureau de Rampurva (Sculpture Maurya, c. IIIe siècle av. J.-C.), qui sont retenus au Palais présidentiel à la demande de Nehru, et peuvent y être encore admirés.
Depuis sa création, le Musée national doit une grande partie de sa structure et de son organisation originales à l'exemple du Musée indien de Calcutta, car certains de ses premiers conservateurs étaient d'anciens employés de ce dernier, tels que C. Sivaramamurti. Même si le Musée national aspirait à remplacer la position historique que le Musée indien avait acquis en tant que musée le plus grand et le plus grandiose de l'Inde. Le Musée national a encouragé les chercheurs et le public à penser différemment les objets exposés, en plaçant ceux-ci dans un contexte historique général et en leur permettant de parler pour une représentation plus large en dehors d'eux-mêmes. Une approche muséale innovante à cette période et pour le contexte muséographique indien, largement hérité de l'époque coloniale.
Grace Morley fut la première directrice du Musée national de New Delhi, qui joua auparavant un rôle déterminant en tant que directrice fondatrice du Musée d'art de San Francisco (aujourd'hui Musée d'art moderne de San Francisco), de 1935 à 1958. Elle rejoint le Musée national le 8 août 1960 et en assure la direction durant les six années suivantes. Elle faisait partie des défenseurs de la démocratie culturelle qui pensaient que l’art devait être accessible à tous, et avait la ferme conviction du rôle crucial que les musées pouvaient jouer dans cette entreprise. Dans ses installations pour le Musée national, ce désir de sécularisation et de démocratisation s'est concrétisé à travers la présentation de sculptures dans des espaces classiques en cubes blancs, avec un minimum d'informations contextuelles. C'est son système d'exposition de « stockage visuel », caractérisé par des socles minimalistes en teck, des bouches d'air conditionné, un éclairage sur rail et de grandes vitrines avec des contremarches décalées pour une variété visuelle. Une organisation qui conduit le musée à acquérir une reconnaissance internationale, celui-ci en reflète encore l'influence dans son fonctionnement actuel. Elle a demandé aux menuisiers chargés de la fabrication du mobilier, de construire des vitrines d'expositions et des sièges, des armoires et des caisses de style Eamesien, qui reflétaient des lignes modernistes et épurées. Ces équipements constituaient un cadre parfait et rationalisé pour une projection de la modernité auprès du public. Des palettes de couleurs harmonieuses, un éclairage dramatique et tamisé, des coussins d'espace autour des objets placés à hauteur des yeux et, à l'occasion, une plante feuillue pour une pause visuelle, tout cela a contribué à la création d'un musée moderne.

## Bâtiment
Le bâtiment actuel du Musée national a été conçu par l'architecte Ganesh Bikaji Deolalikar, la première pierre est posée par le Premier ministre Jawaharlal Nehru le 12 mai 1955. Il est inauguré par le Dr. Sarvepalli Radhakrishnan, vice-président de l'Inde, le 18 décembre 1960. Il se trouve sur le terrain prévu dans le plan d'Edwin Lutyens (l'architecte de New Delhi) pour le musée impérial, qui était auparavant occupé par un petit musée des antiquités d'Asie centrale, où était hébergée l'importante collection de l'explorateur Sir Aurel Stein.
Le bâtiment du musée national était prévu pour être construit en plusieurs phases afin de lui donner finalement une forme octogonale. La première phase a été inaugurée en 1960, et la seconde a été achevée en 1989. La troisième et dernière phase, dont la première pierre a été posée le 18 décembre 2017, devait impliquer la démolition du bâtiment voisin de l'Archaeological Survey of India (ASI), qui a été déplacé à Dharohar Bhawan. Comme le suggèrent les cartes du plan original, il reste environ un quart de la portion à ajouter pour achever le bâtiment. Le bâtiment du musée national comporte trois étages avec des galeries rayonnant à partir d'un jardin central. L'Institut du musée national, qui se trouve au premier étage du musée et qui a le statut d'université, doit intégralement déménager à l'issue de ces derniers travaux dans le nouveau campus existant à Noida.
Néanmoins, dans le cadre actuel du Central Vista Project, un important projet de réaménagement urbain du cœur de New Delhi par le gouvernement de Narendra Modi, le bâtiment du musée devrait être détruit, rendant caduc son processus initial d'extension. À la place, le musée serait déplacé au Secretariat Building, situé sur la colline de Raisina, devant le Palais présidentiel. Celui-ci est actuellement un complexe administratif massif qui accueille de nombreux ministères et bureaux du gouvernement indien, dont ceux du Premier ministre. Les deux bâtiments qui constituent le complexe du Secretariat Building, North et South Blocs, devraient être entièrement dévolus au musée.

## Collections
En 2011, le musée possédait plus de 200 000 œuvres s'étalant sur plus de 5 000 ans d'histoire. Les objets conservés dans ces collections sont de nature très variée et consistent en découvertes archéologiques, armes, armures, œuvres d'art figuré, joaillerie, manuscrits, peintures et miniatures indiennes, vêtements et textiles, etc. Le musée est connu entre autres pour sa collection d'art bouddhique comprenant notamment les reliques de Bouddha datant des Ve–IVe s. av. J.-C. et découvertes à Piprehwa dans le district de Basti (Uttar Pradesh). Le musée possède aussi des collections plus restreintes consacrées aux arts précolombiens et aux arts modernes. Seulement six à sept pour cent de l'ensemble des artéfacts conservés par le musée sont exposés, le reste l'est par rotation ou dans le cadre des expositions temporaires. La dernière phase d'expansion du bâtiment du musée pourrait permettre d'exposer définitivement trois à quatre pour cent d'artéfacts supplémentaires.
Les collections exposées sont présentées dans des parcours en galeries, organisées autour d'une thématique, d'un type d'artéfacts ou d'une civilisation ou aire géographique.

### Galerie harappéenne
Le musée possède la collection la plus complète au monde d'antiquités de la civilisation harappéenne, également connue sous le nom de civilisation de la vallée de l'Indus, constituée de plus de 3 500 artéfacts qui sont un prêt permanent de la part de l'Archaeological Survey of India. Parmi les pièces les plus célèbres, on trouve la Danseuse en bronze, qui appartient à la période mature harappéenne, un des squelettes excavé du site de Rakhigarhi dans l'Haryana, la figurine en terre cuite de la Déesse mère, ou encore le sceau dit de Pashupati. La galerie présente également d'autres sculptures en bronze et en terre cuite, des objets en os, en ivoire, en stéatite, des pierres semi-précieuses, des poteries peintes, des bijoux, et des sceaux.

Les collections publiques muséales dans le nord du sous-continent indien, y compris celle du Musée national, ont été impactées par l'histoire moderne de la région et de sa Partition en 1947. Lorsque l'un des principaux sites de la civilisation harappéenne, Mohenjo-daro, a été fouillé dans les années 1920, les archéologues ont d'abord déposé les pièces importantes au musée de Lahore, puis l'archéologue Mortimer Wheeler les a transférées à Delhi, en prévision de la construction d'un musée impérial central dans cette ville. Au moment de la Partition, la question de la propriété de ces objets s'est posée, et les deux pays ont finalement convenu de partager toutes les collections de manière égale, bien que cela ait parfois été interprété au sens littéral, plusieurs colliers et gaines ayant été démontés, la moitié des perles étant envoyée au Pakistan et l'autre moitié conservée en Inde. Selon Nayanjot Lahiri, « l'intégrité de ces objets a été compromise au nom d'un partage équitable ». Parmi les deux figures sculptées les plus célèbres trouvées à Mohenjo-daro, le Pakistan a demandé et obtenu le buste en stéatite d'un homme barbu, surnommé le Roi-Prêtre, tandis que le Musée national a conservé la statuette en bronze de la Danseuse, une femme nue ornée de bijoux. Bien que les sites majeurs indusien, tels que Mohenjo-daro, Harappa ou Chanhu-daro, désormais au Pakistan, bénéficient d'une bonne représentation dans cette galerie et les collections du musée, celles-ci incluent et s'enrichissent également des découvertes faites dans les fouilles effectuées après 1947, dans l'Inde actuelle, comme celles de Daimabad, Rakhigarhi et Dholavira.

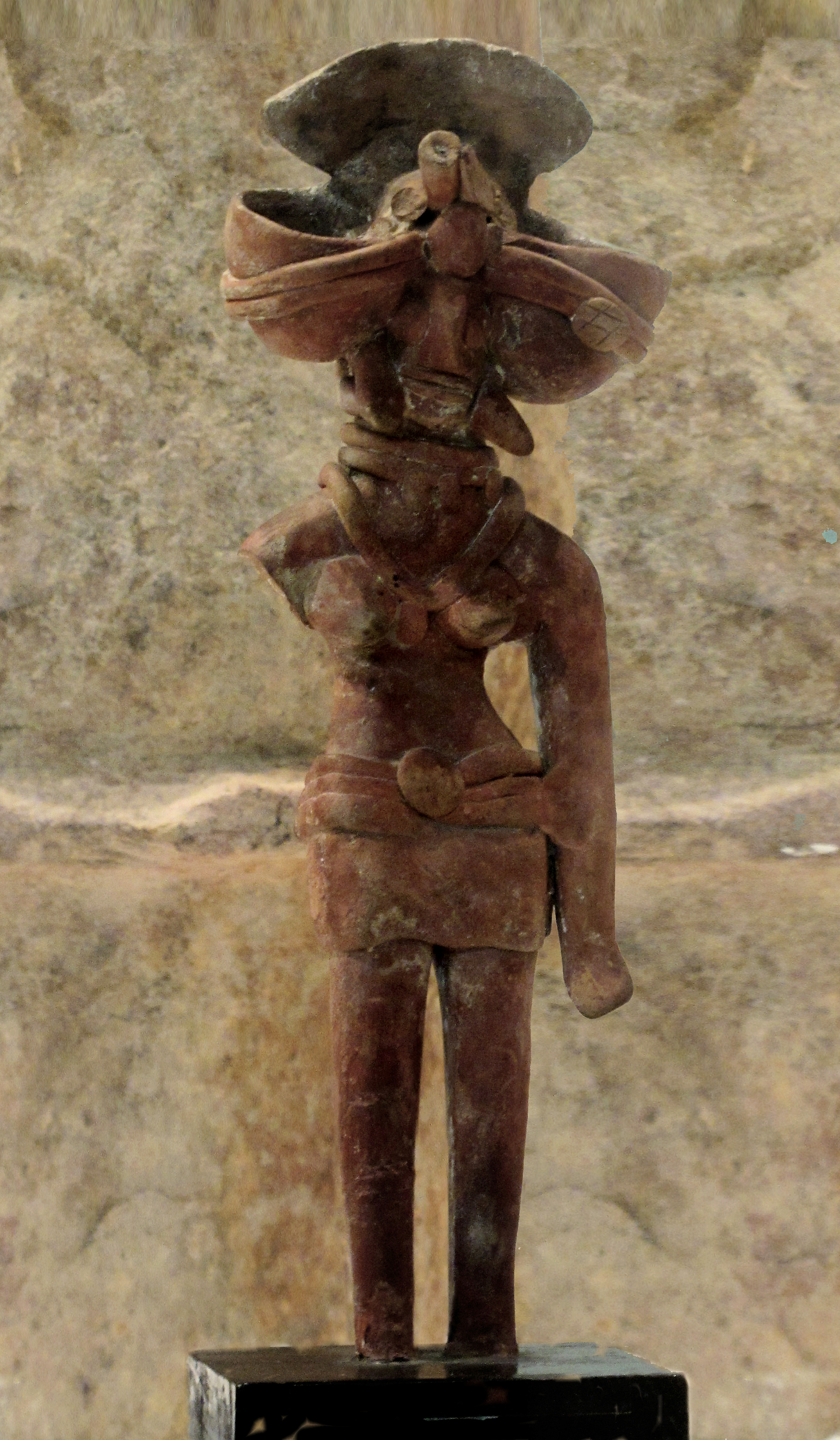
La Déesse mère de Mohenjo-daro (entre 2700 av. J.-C. et 2100 av. J.-C.)
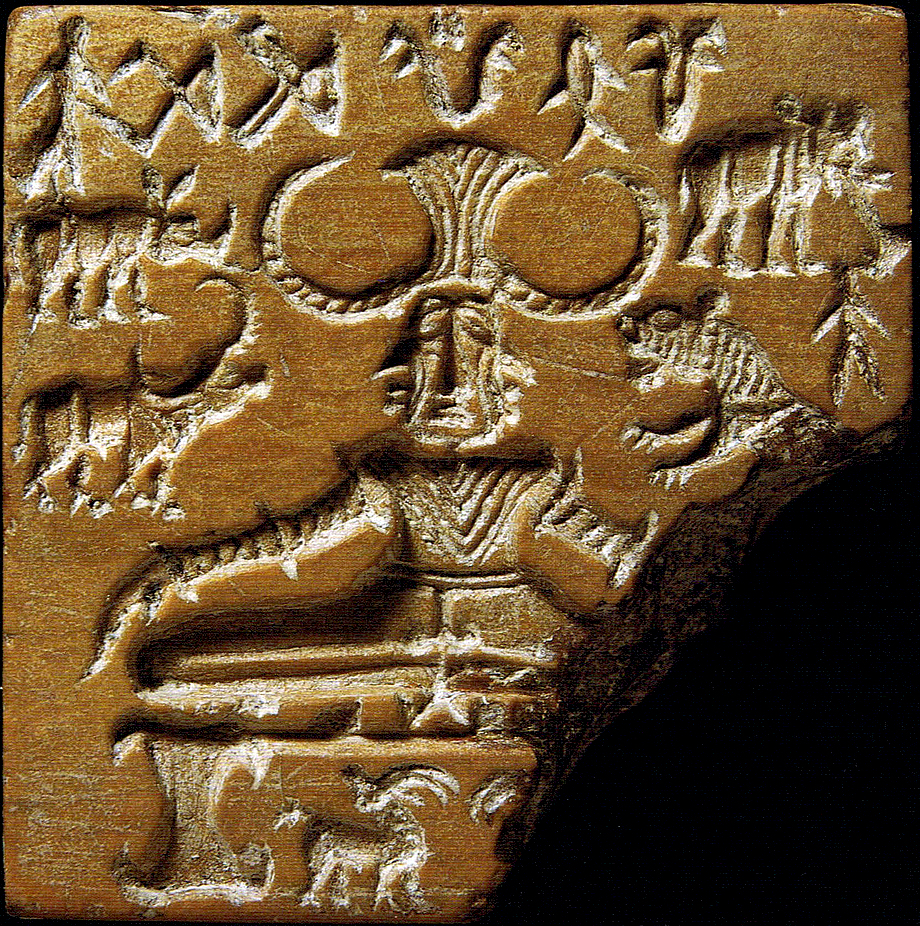
Le Sceau de Pasupati (entre 2350 av. J.-C. et 2000 av. J.-C.)
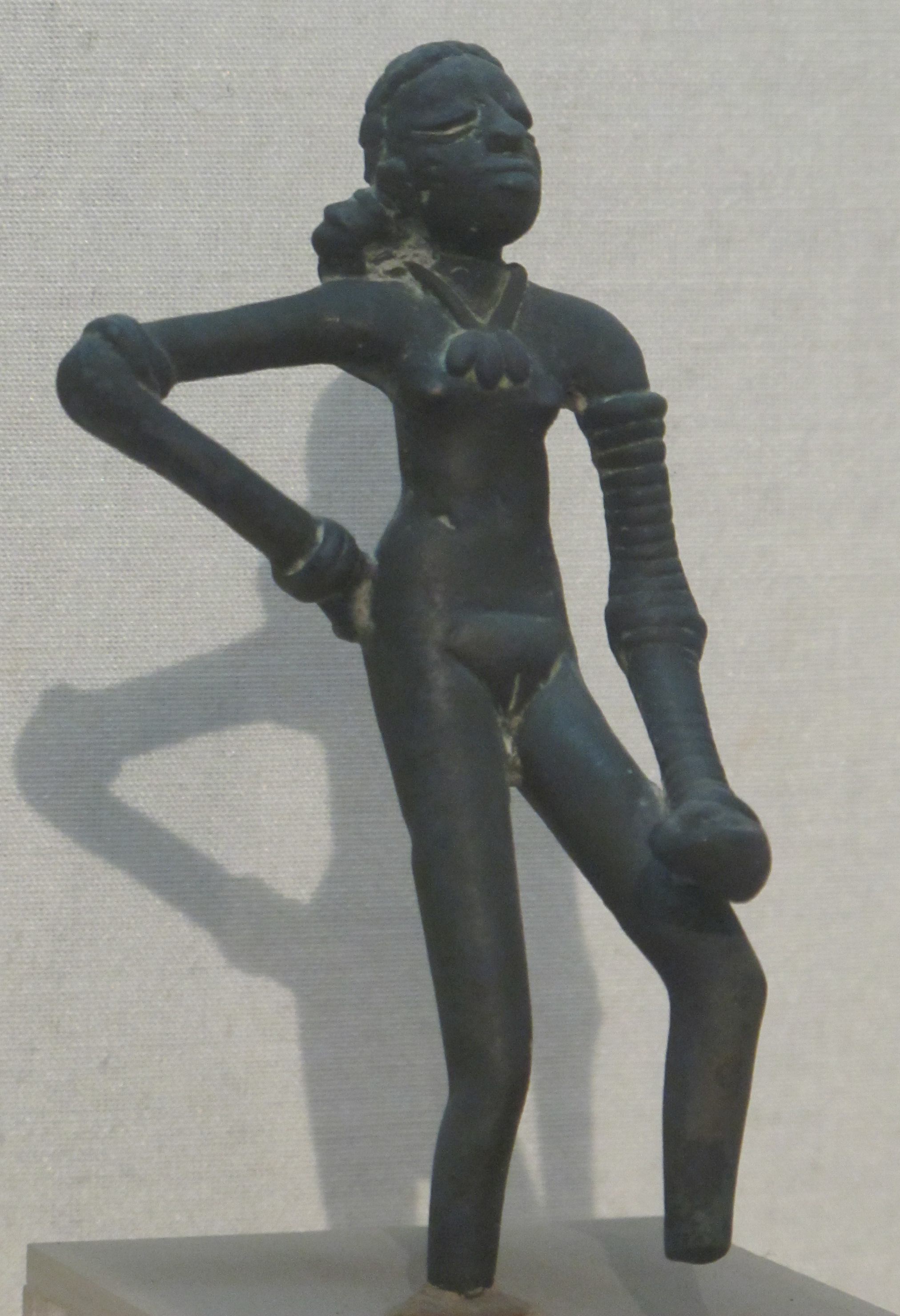
La Danseuse de Mohenjo-daro (entre 2300 av. J.-C. et 1700 av. J.-C.)
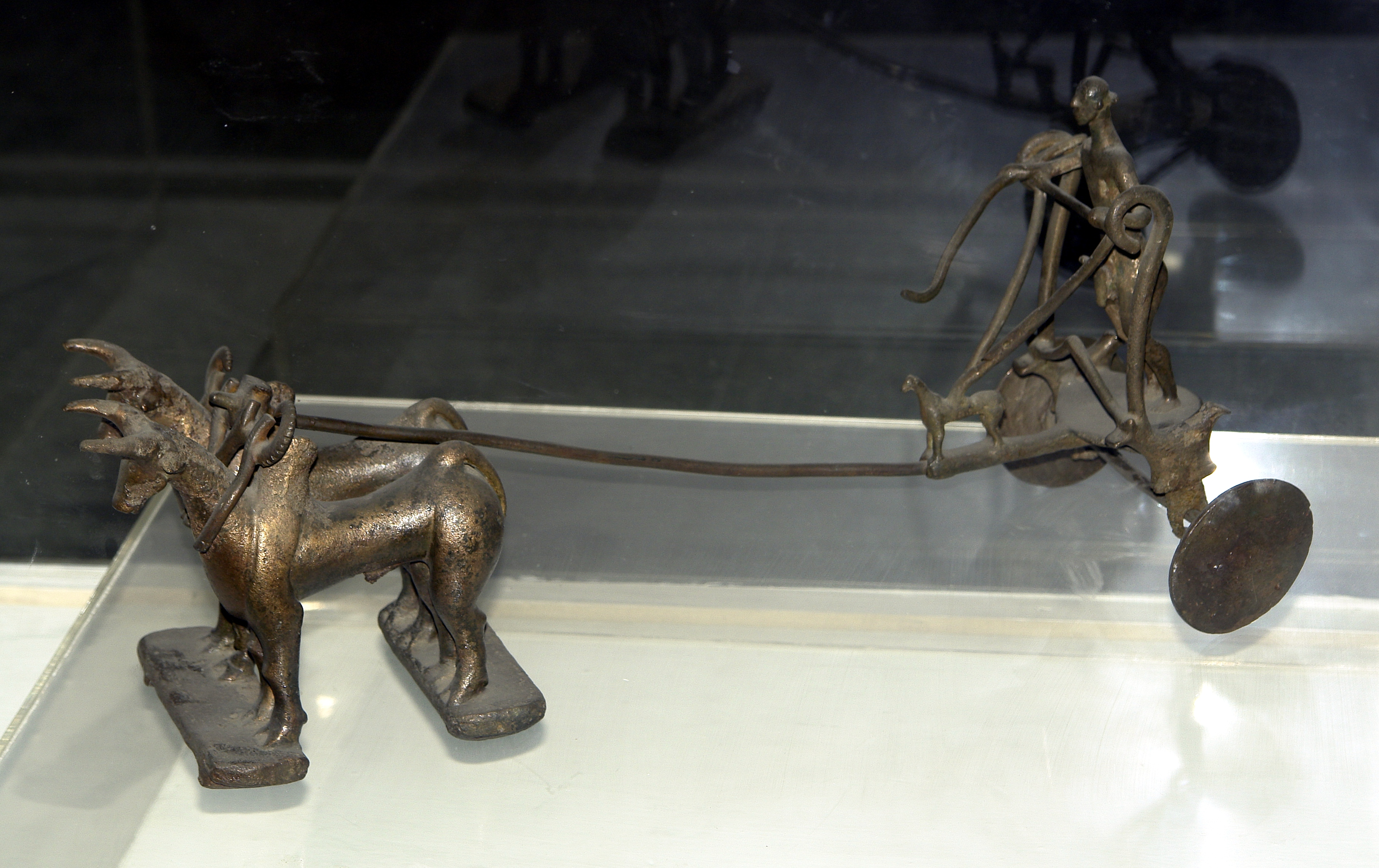
Le Chariot à bœufs de Daimabad (2000 av. J.-C.)
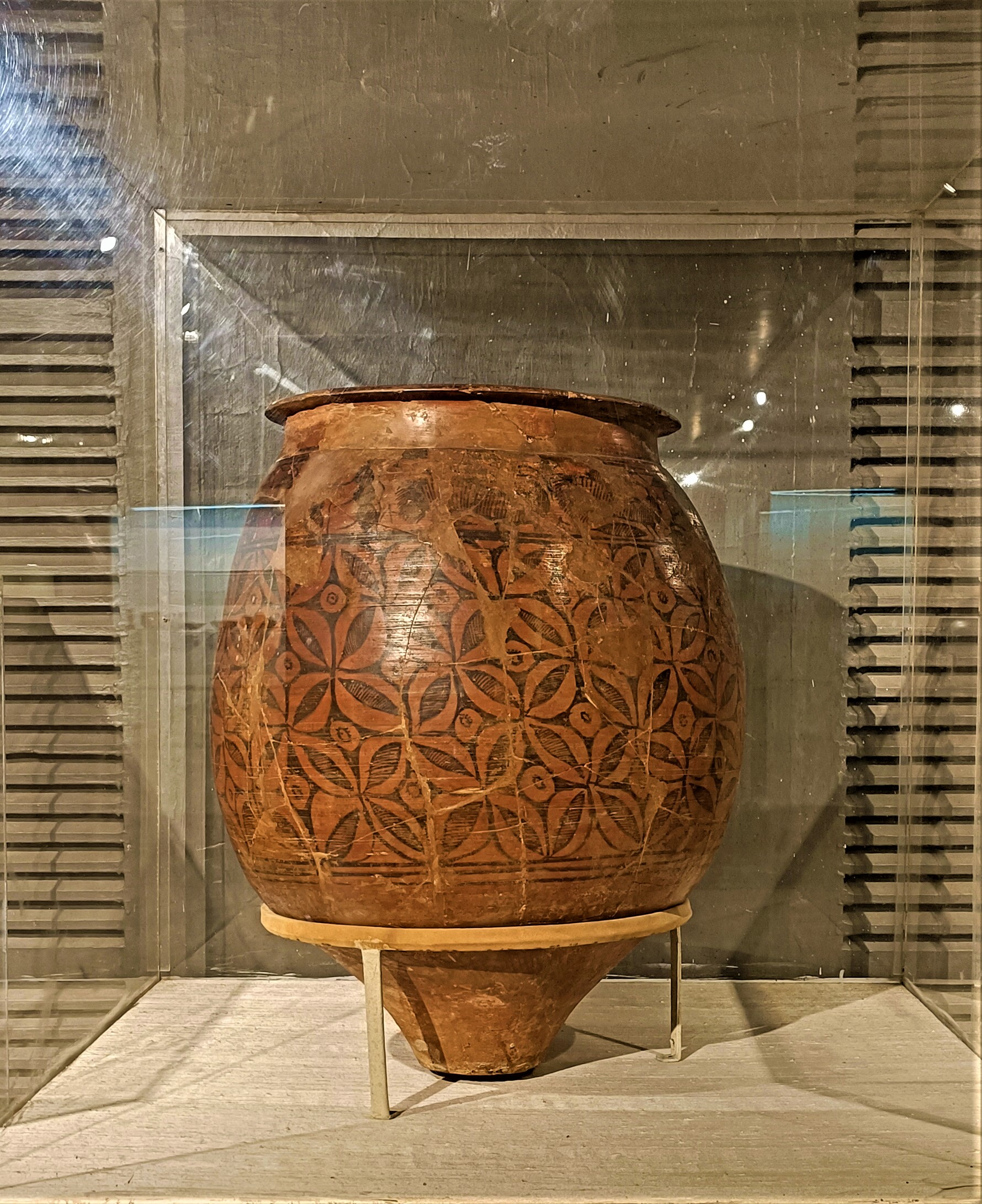
Une jarre provenant de Chanhu-daro (entre 2700 av. J.-C. et 2000 av. J.-C.)

### Galerie des arts maurya, shunga et satavahana
La galerie présente des œuvres datant du IVe siècle av. J.-C. au Ier siècle av. J.-C.. Les objets couvrent trois grandes dynasties : les Mauryas, les Shungas et les Satavahanas. Les œuvres de la galerie ont une influence achéménide et grecque, caractérisée notamment par des finitions en miroir (une technique connue aussi sous le nom de « poli mauryen »). La galerie abrite également des fragments de balustrades provenant de divers stupas anciens, sur lesquels sont gravés des épisodes de la vie de Bouddha. Deux pièces majeures parmi celles-ci sont celle qui montre la visite du sage Asita au bébé Siddharta, et la balustrade de Bharhut qui dépeint l'histoire du partage des reliques associées à Bouddha par le brahmane Drona. Une caractéristique typique de la période à laquelle appartiennent les artéfacts de la galerie, est que les sculptures ne représentent pas Bouddha sous sa forme physique. Il est toujours représenté à l'aide de symboles tels que le Dharmachakra, l'arbre de la Bodhi, le trône vide et les empreintes de pas.

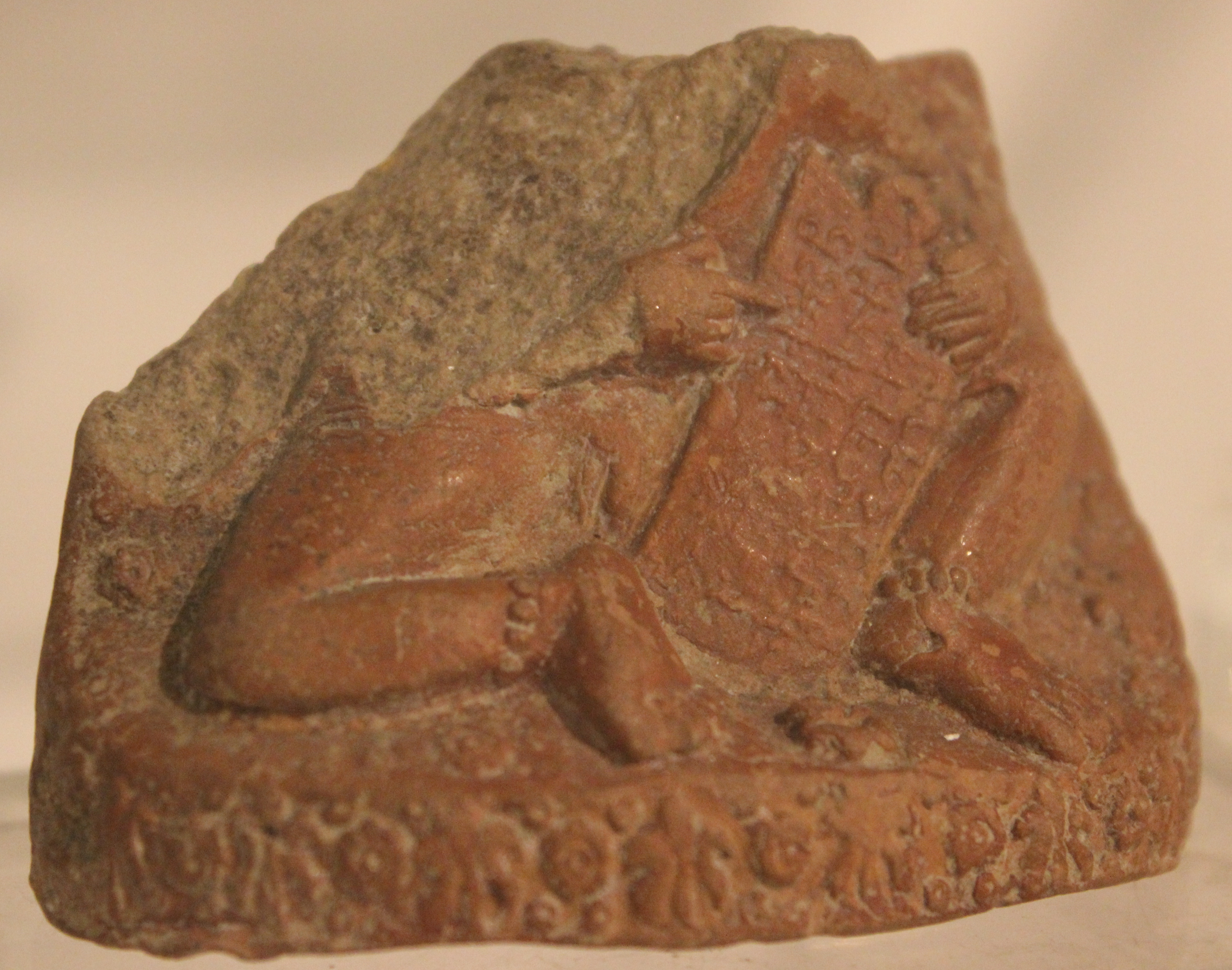
Enfant apprenant la brahmi. Statue en terre cuite de style Shunga, IIe siècle av. J.-C. Issu du tell de Sugh, en Haryana.
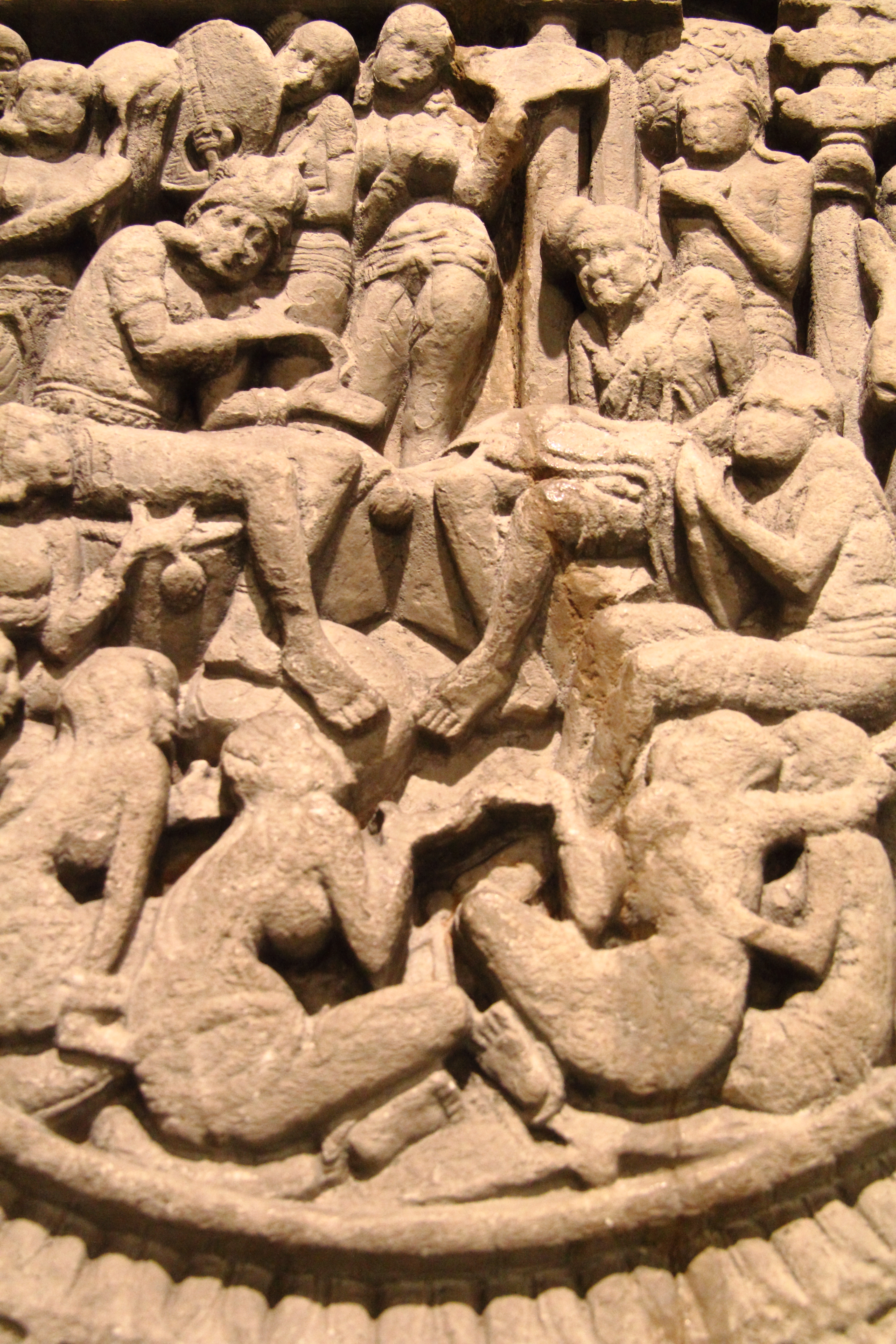
Asita visite le Bouddha nouveau-né. Sculpture en calcaire de style Satavahana, Ier et IIe siècles apr. J.-C.. En provenance d'Amaravati.
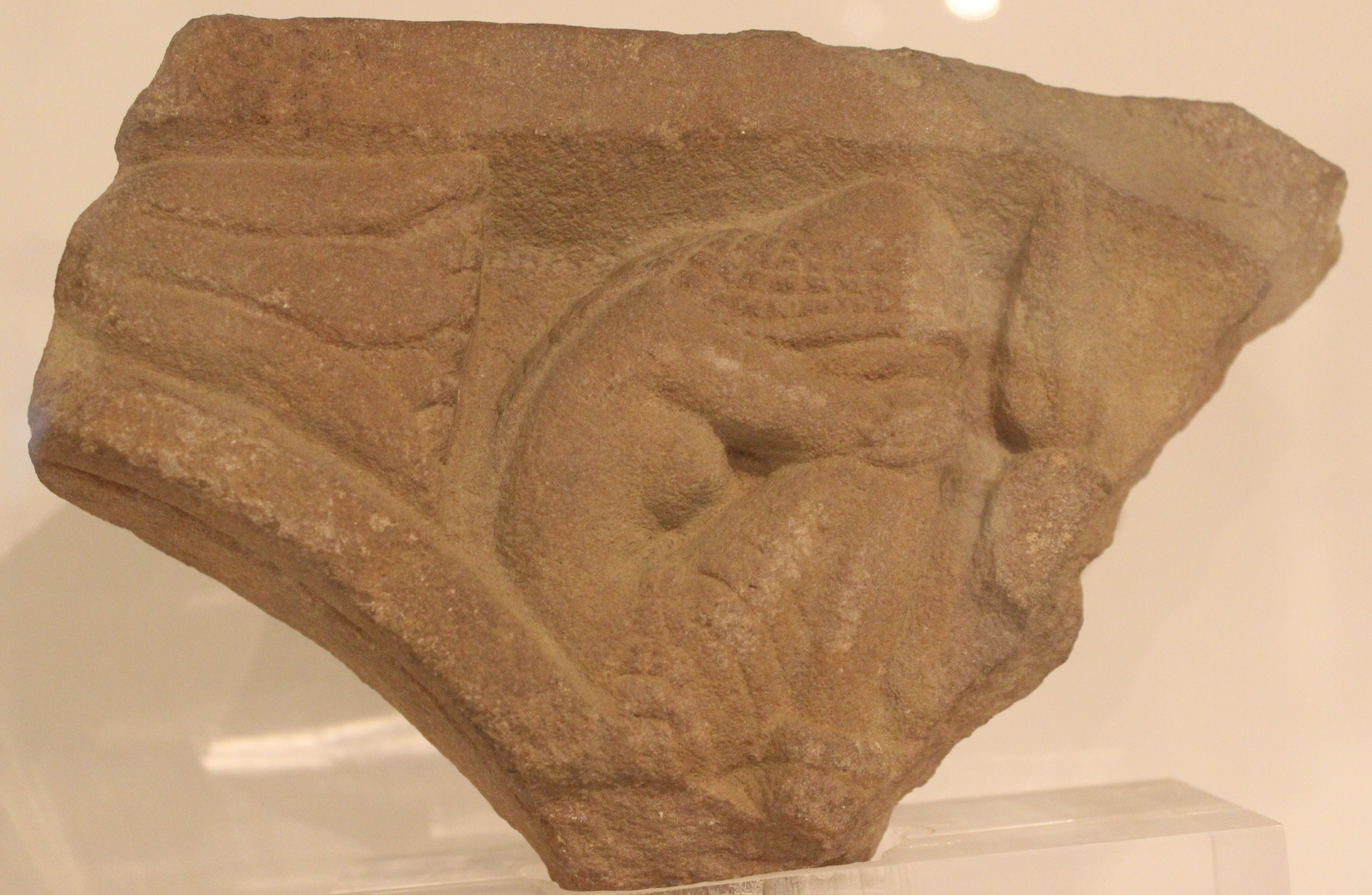
Une femme en peine. Sculpture en terre cuite de style Shunga, IIe siècle av. J.-C.. Issue du site de Sarnath, près de Bénarès.
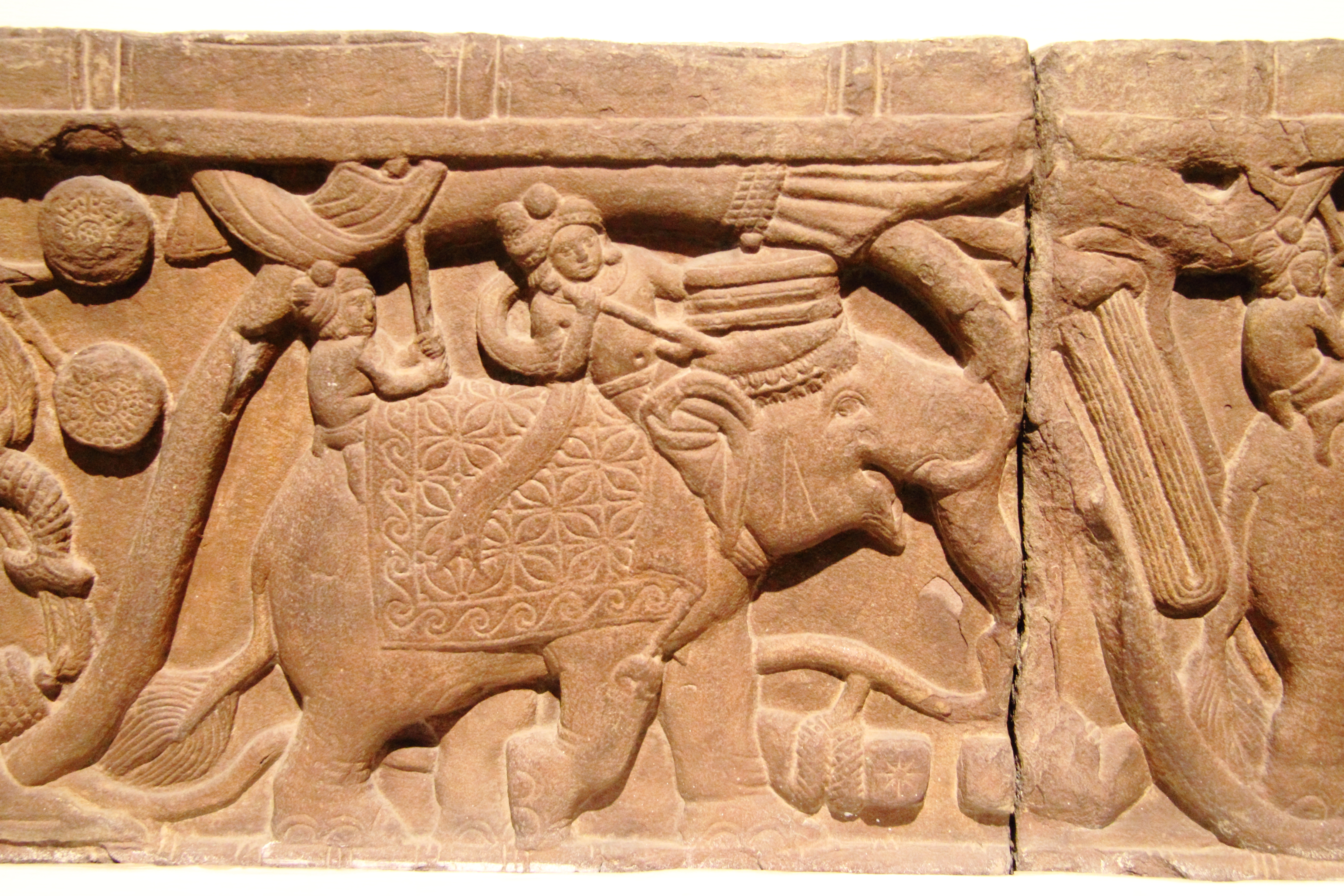
Une des pièces issues de la balustrade du stupa de Bharhut. Sculpture en relief de style Shunga, sur grès, IIe siècle av. J.-C..
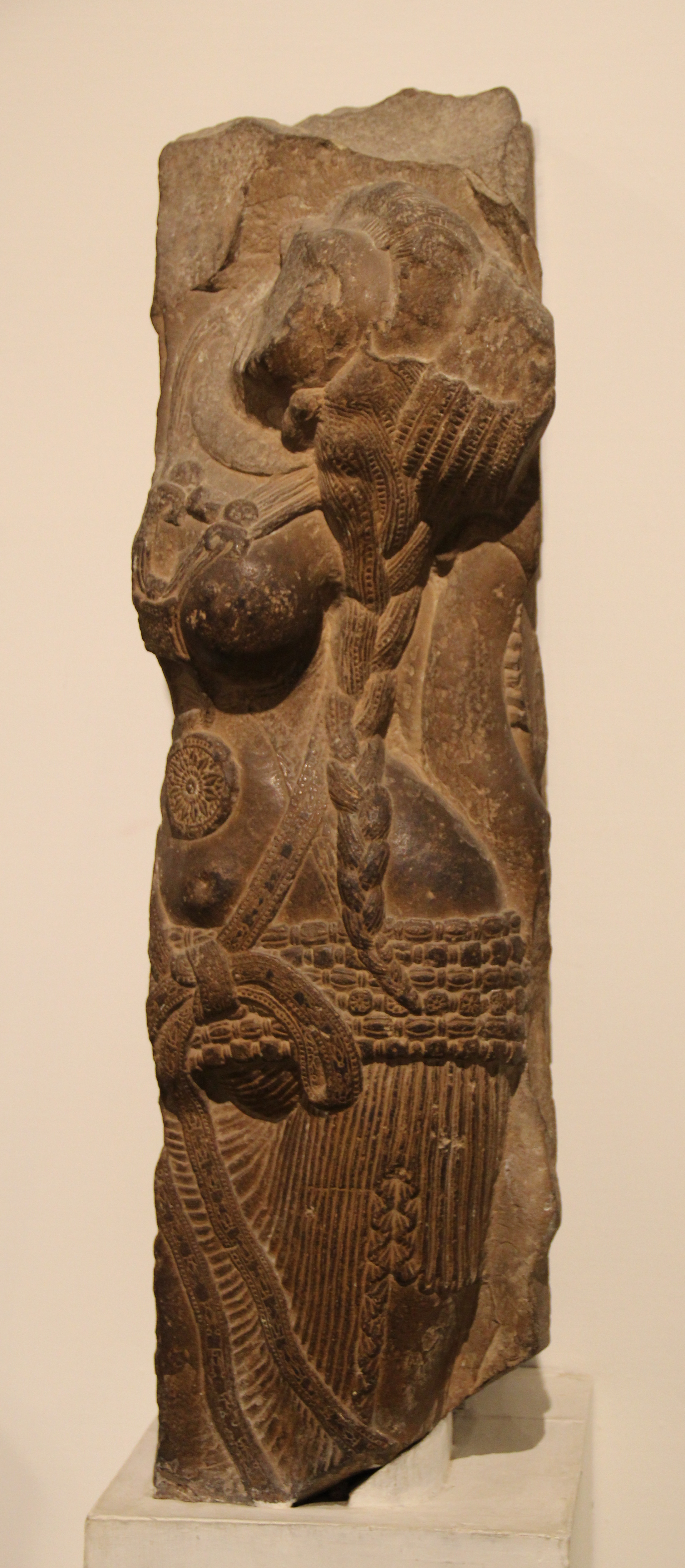
La Yakshi de Mehrauli. Statue en grès de style Shunga, IIe siècle av. J.-C..

### Galerie des arts kouchan et ikshvaku
Cette galerie présente des objets d'art de la période kouchane (entre les Ier et IIIe siècles), marquée par ses grandes « écoles d'art », dont les principales étaient l'école d'art du Gandhara et l'école d'art de Mathura. L'école du Gandhara a été fortement influencée par l'iconographie grecque et les thèmes étaient principalement bouddhistes. Tandis que l'école de Mathura présente une iconographie composite, touchant à la fois au bouddhisme, au jaïnisme et au brahmanisme. Les œuvres de cette galerie témoignent de la rupture qui s'opère dans l'art bouddhique à cette période, le Bouddha y étant représenté pour la première fois sous une forme physique. Parmi les pièces maîtresses de la collection, on peut remarquer Le Bouddha debout (entre les IIe et IIIe siècles), réalisé en pierre schisteuse grise dans l'école d'art du Gandhara, le Kubera d'Ahicchatrâ, le Chatturmukhi Shivlinga, le Bodhisattva Maitreya et les plaques votives jaïns.

La galerie comprend aussi un certain nombre d'artéfacts produits sous la dynastie des Ikshvakus d'Andhra (en), qui règnent entre les IIIe et IVe siècles sur la vallée du Krishna en Andhra Pradesh, depuis la cité de Vijayapuri, désormais mieux connue sous le nom de Nagarjunakonda. 

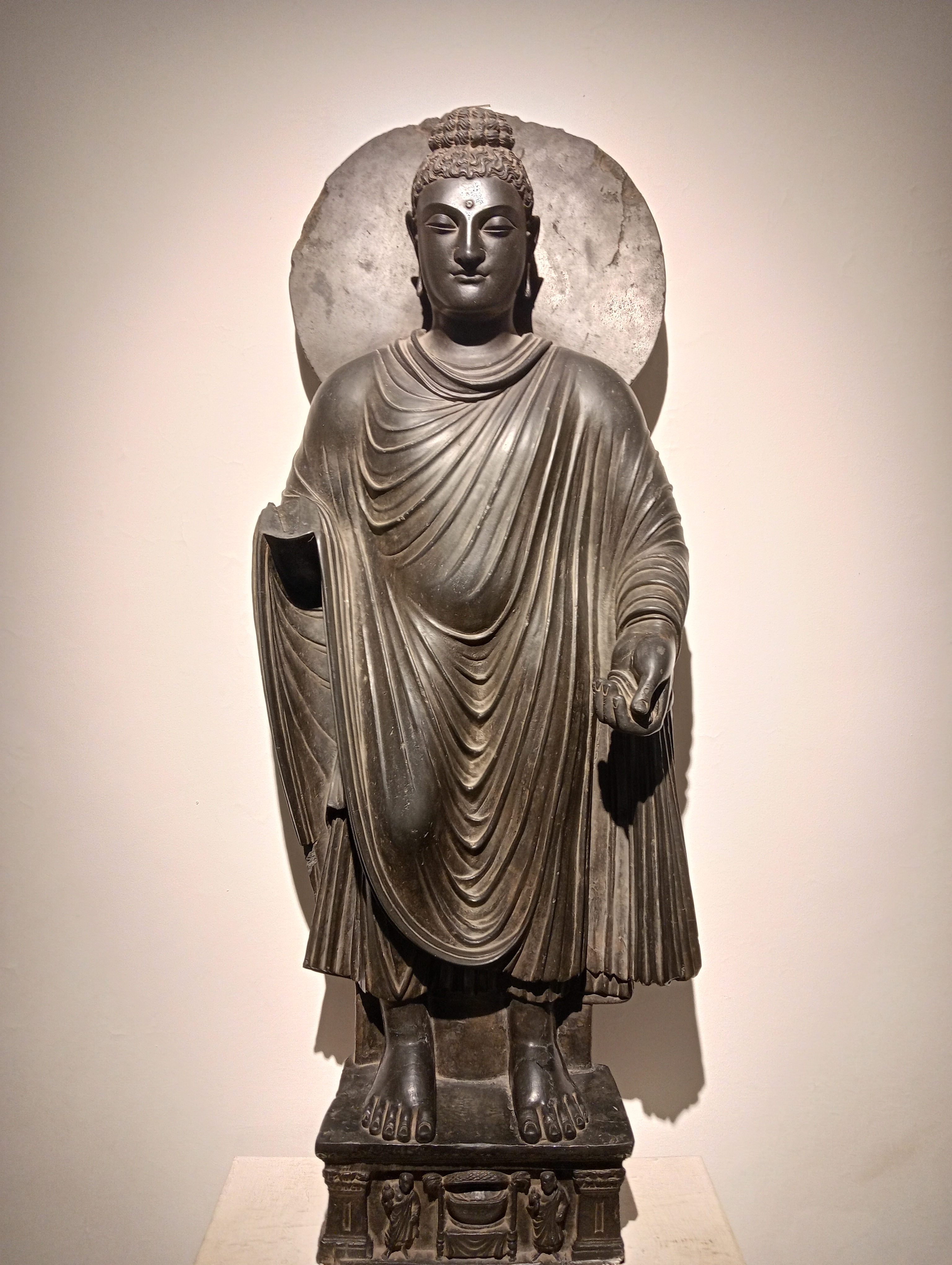
Le Bouddha debout de New Delhi. Statue en schiste du IIe ou IIIe siècle, en provenance du Gandhara.
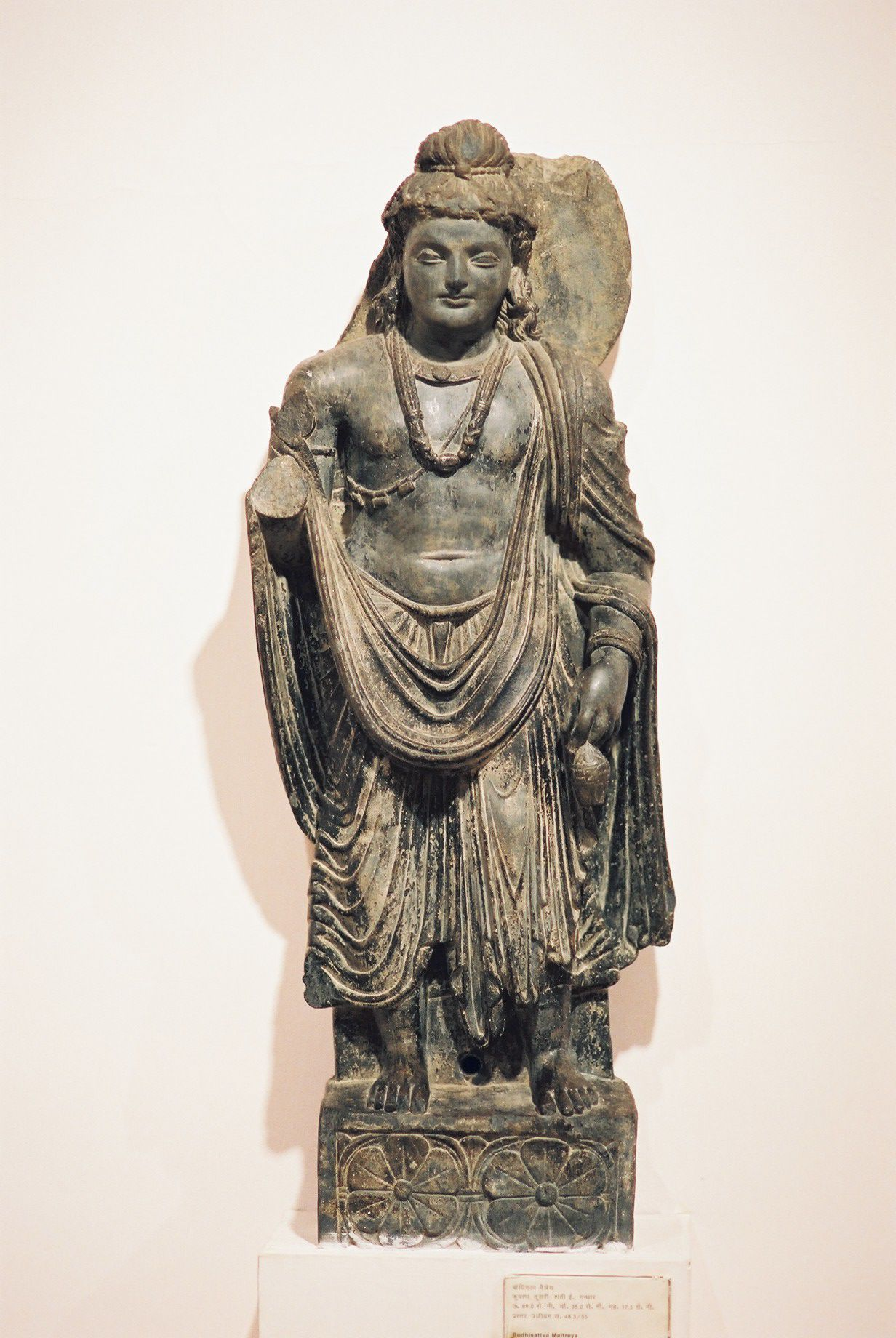
Le Bodhisattva Maitreya. Statue en schiste du IIe siècle, de l'École du Gandhara.
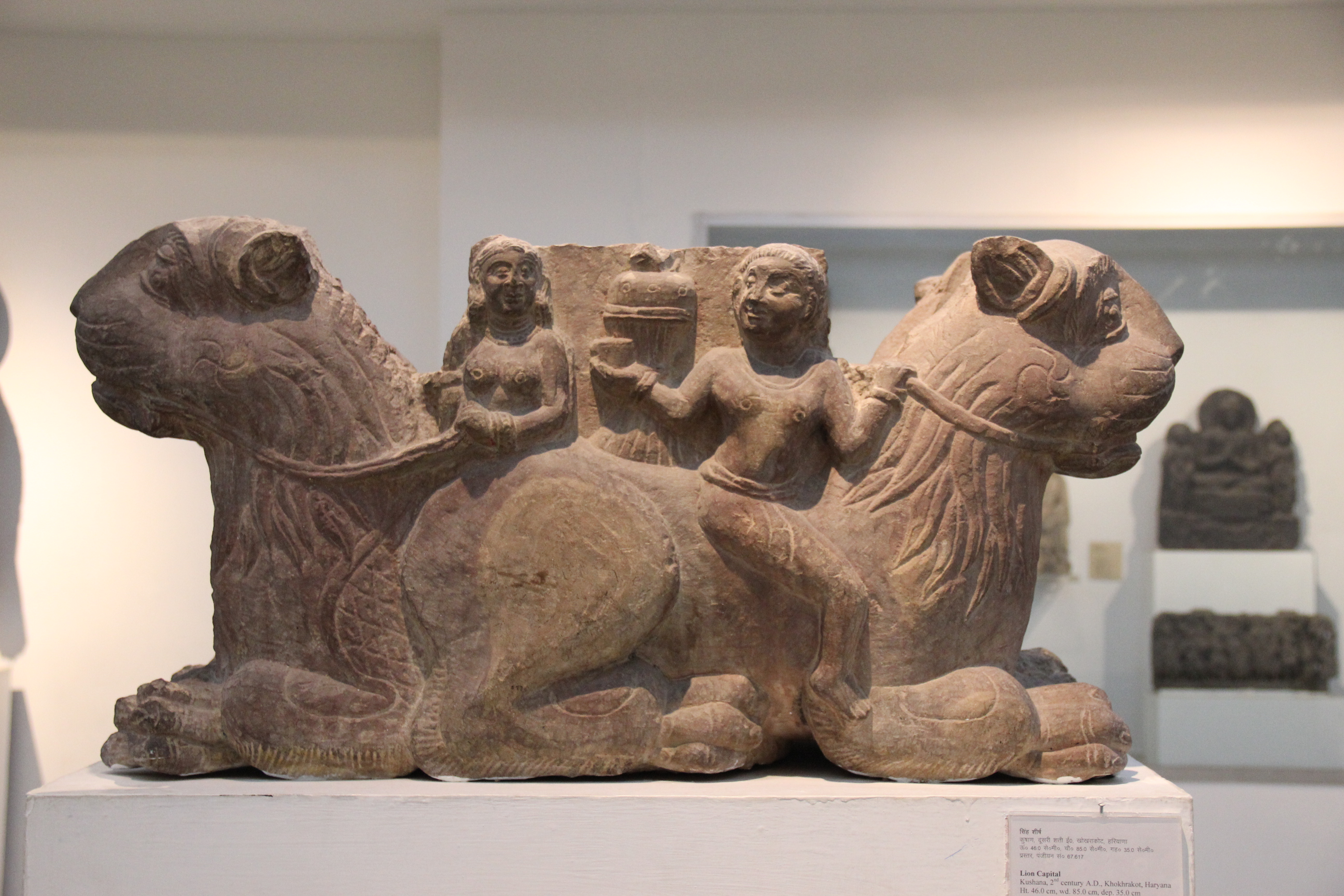
Chapiteau aux lions kouchan. Sculpture du IIe siècle issue du tell de Khokhrakot, dans l'Haryana.
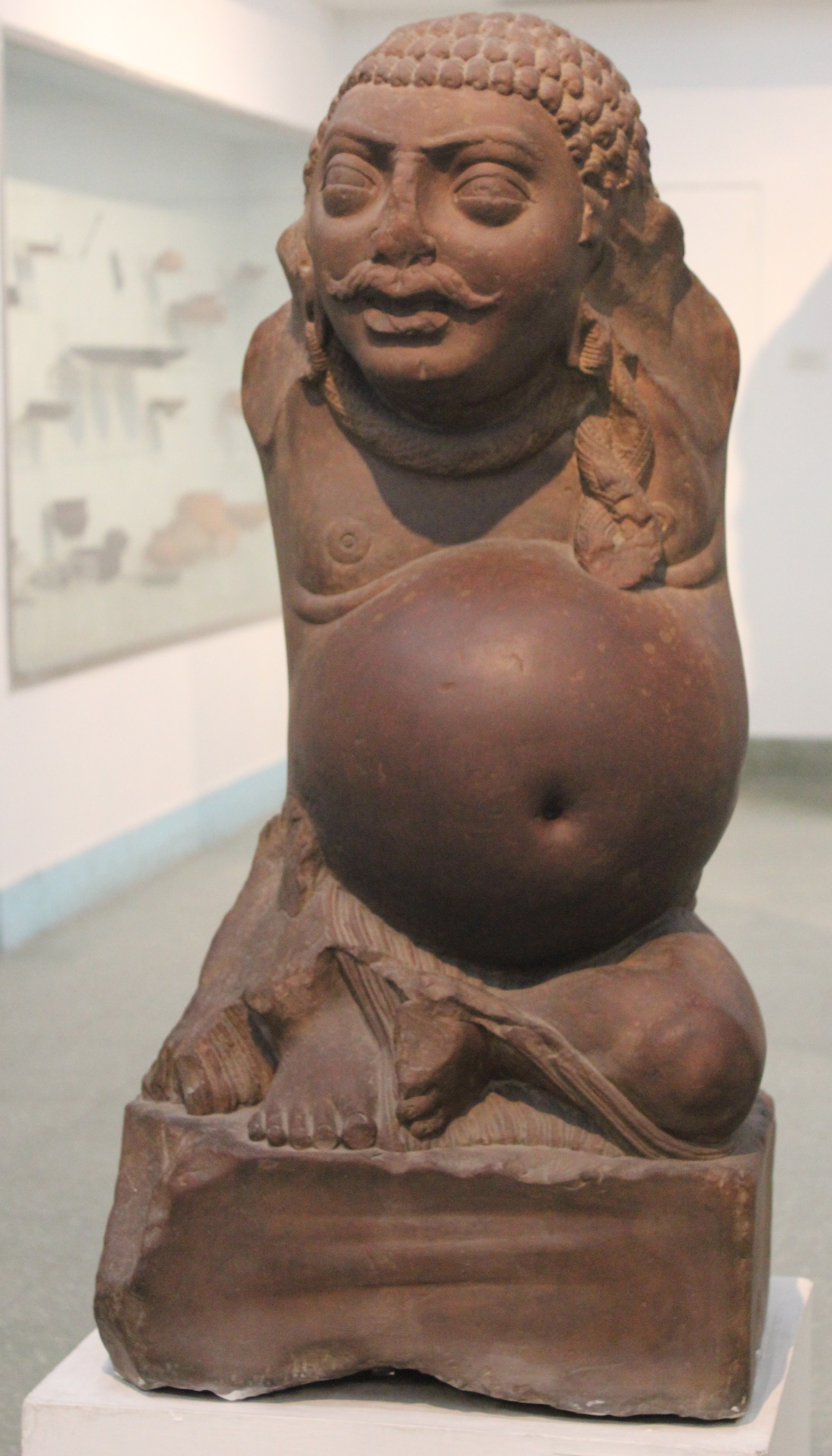
Le Kubera d'Ahichhatrâ. Sculpture en grès rouge du IIe siècle, réalisée dans le style de Mathura.
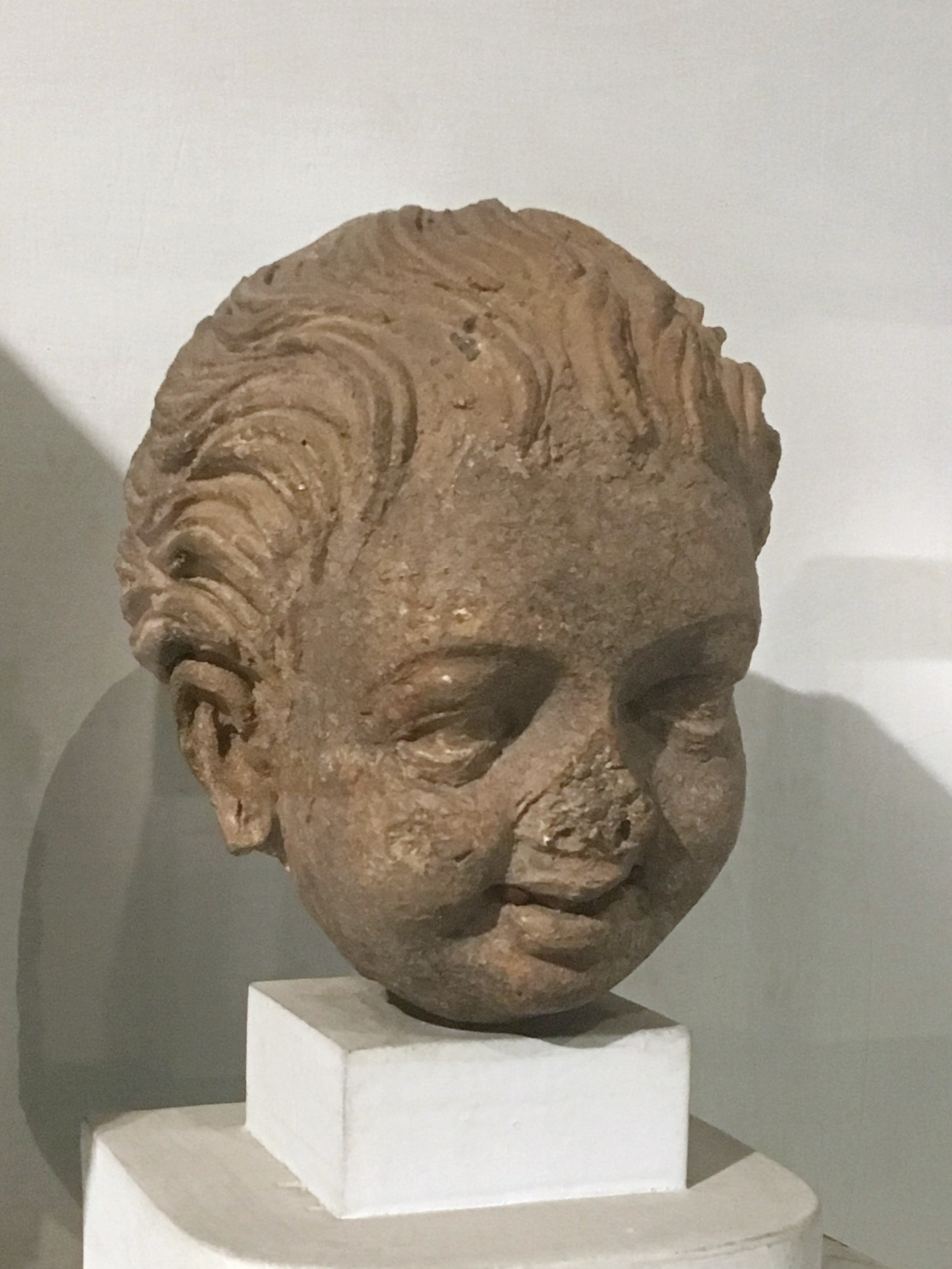
Garçon souriant. Statue en stuc de style Gandhara, réalisée entre les IIe et IIIe siècles.

### Arts Gupta et médiévaux

#### Galerie gupta
La galerie expose des œuvres d'art de la dynastie Gupta (entre les IVe et VIe siècles). L'art de la période Gupta constitue un point culminant de l'art indien. Mathura et Sarnath en étaient les principaux centres d'activité artistique. Sous le patronage des souverains Gupta, les sculptures ont atteint une perfection de forme qui a fixé les standards de beauté artistique pour les siècles à venir. Des développements majeurs dans l'iconographie ont eu lieu au cours de cette période, les sculptures kouchanes semblant avoir été perfectionnées et certaines des sculptures de cette période sont considérées comme inégalées pour leurs figures proportionnées aux traits nets.

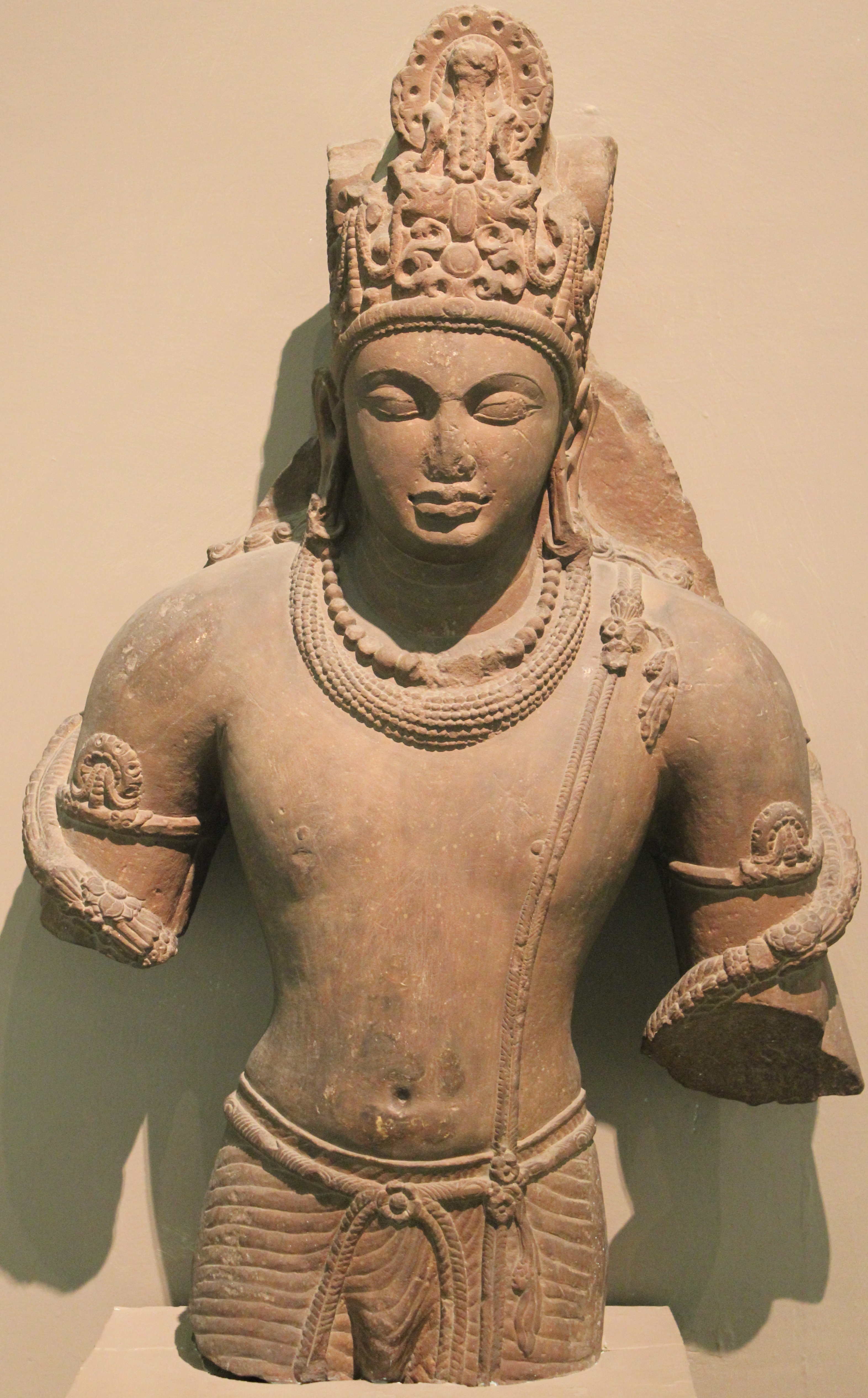
Le Vishnou de Mathura. Statue en grès rouge datée du Ve siècle.
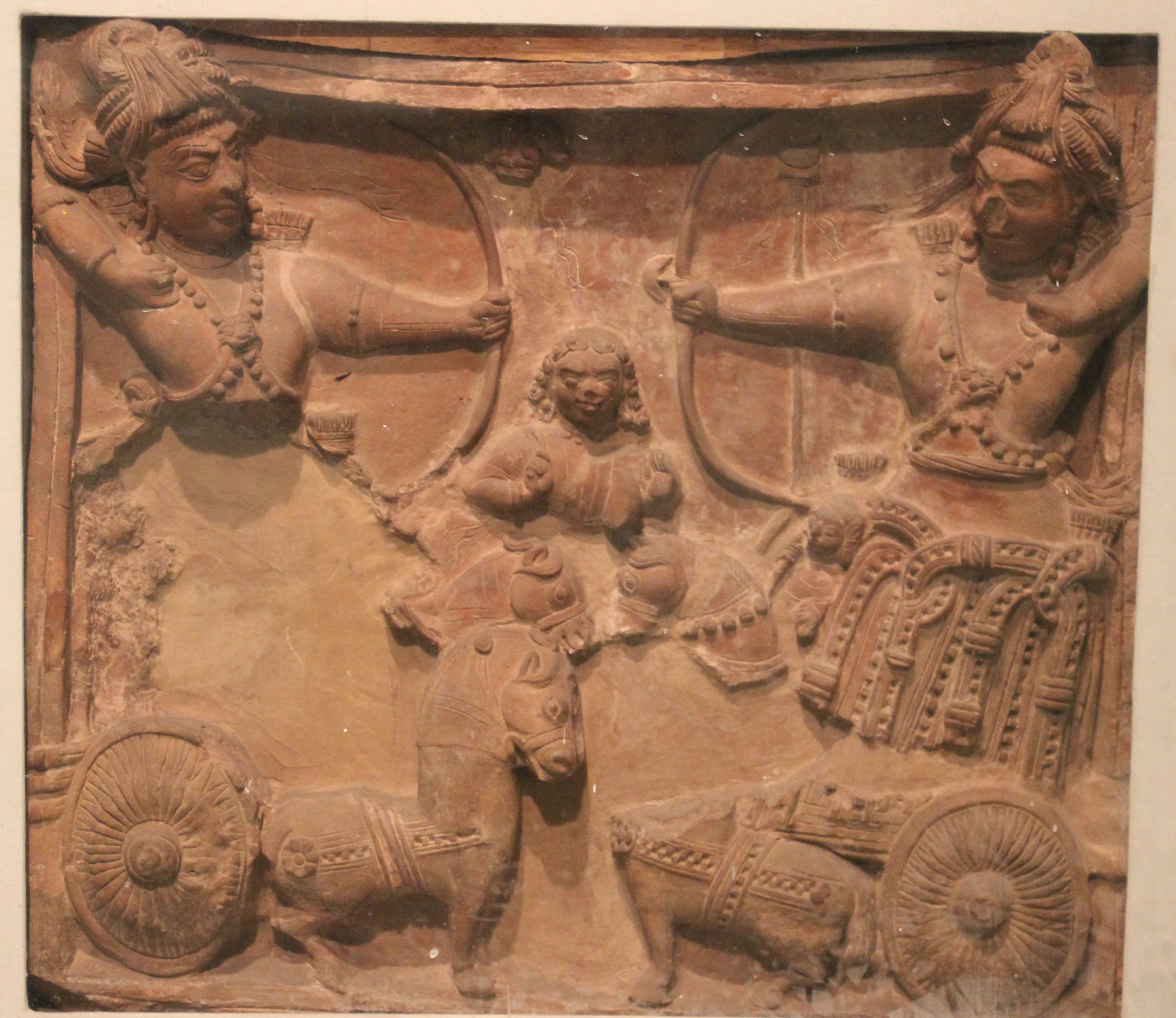
Une scène du Mahâbhârata, possiblement le conflit entre Jayadratha et Yudhishthira. Plaque en terre cuite du Ve siècle.
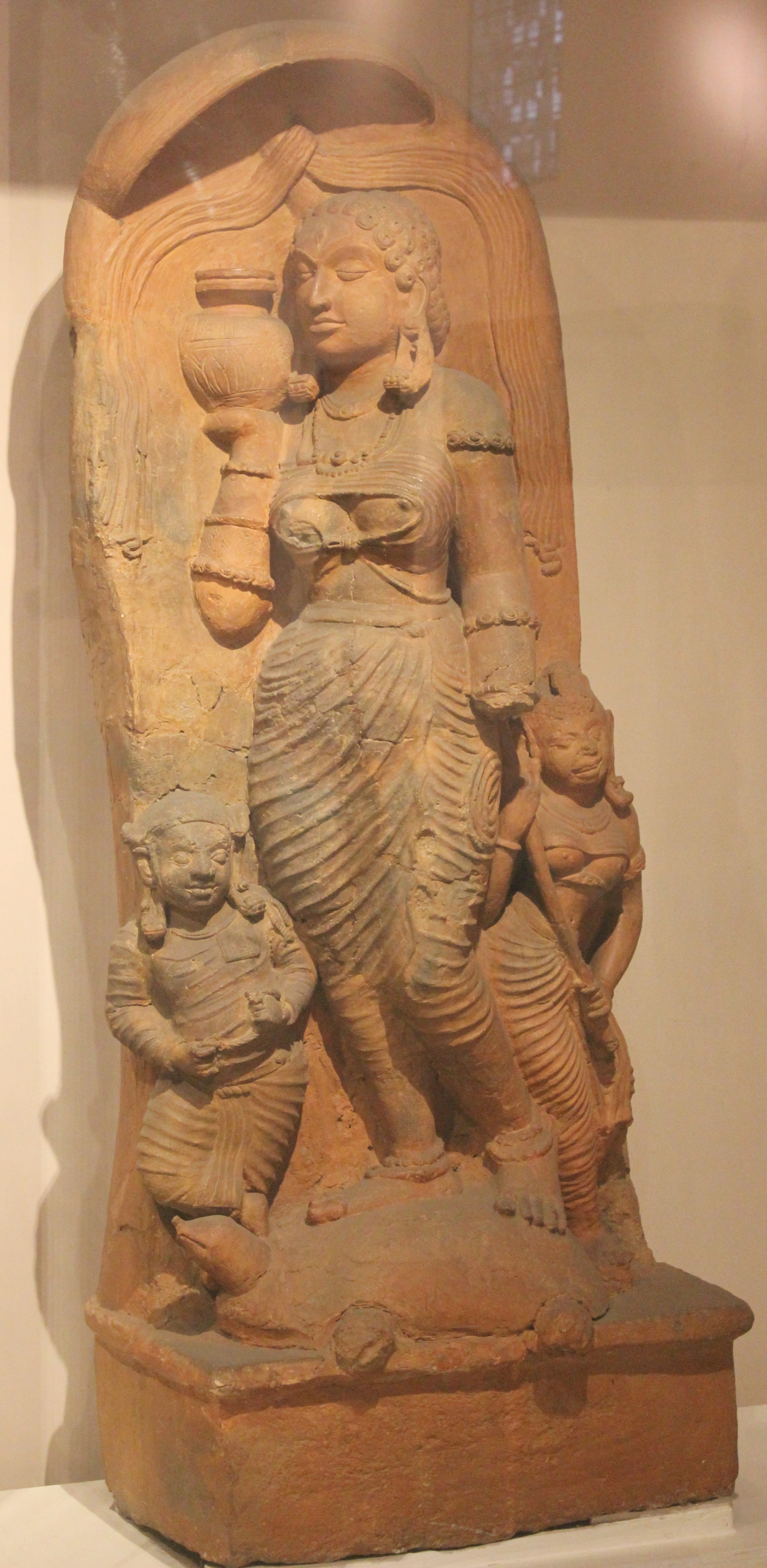
La déesse Yamuna, divinité de la rivière. Statue en terre cuite de style gupta, datée du Ve siècle. En provenance d'Ahicchatrâ.
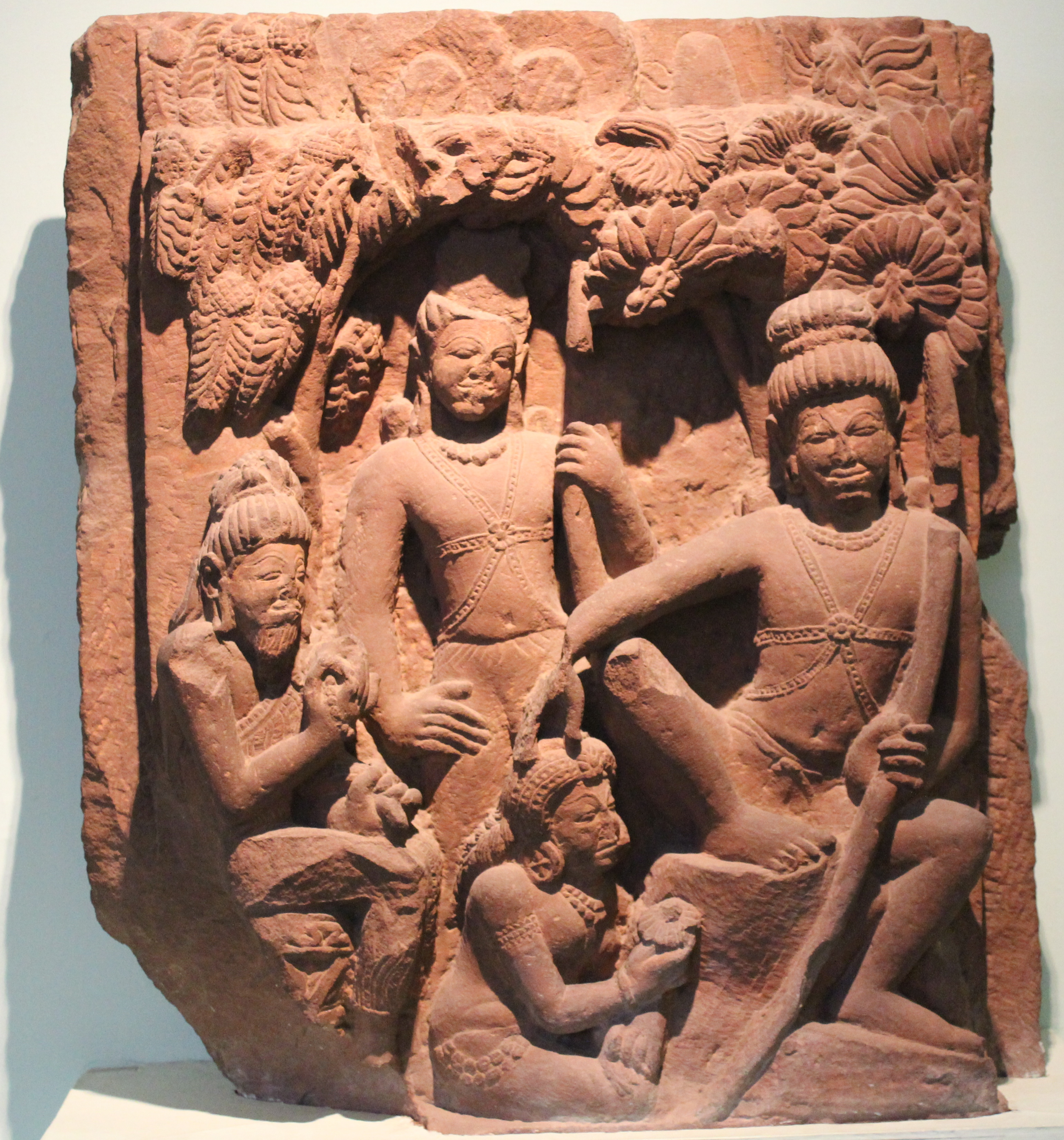
Rama libérant Ahalya. Sculpture du Ve siècle en provenance de Deogarh.
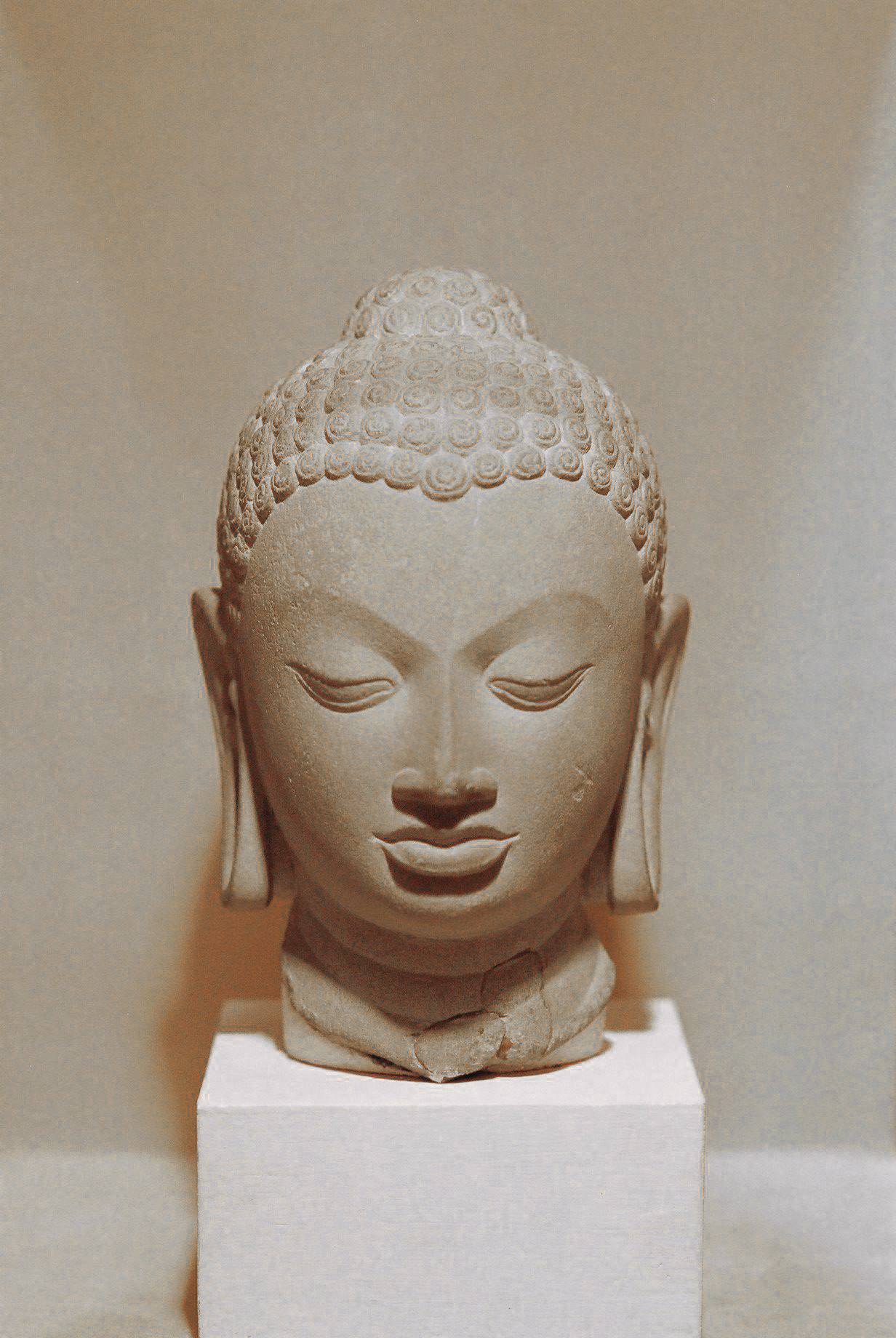
Tête du Bouddha. Sculpture en grès du Ve siècle, extraite de Sarnath.

#### Galerie des arts médiévaux
Les sculptures de la période médiévale sont réparties en deux groupes : Ancien (ou « Haut Moyen-Âge ») et Tardif (ou « Bas Moyen-Âge »). Les œuvres d'art de ces deux périodes sont répartis dans deux galeries dédiées.

##### Artéfacts du Haut Moyen-Âge
Cette galerie présente des sculptures datant du VIIe au Xe siècle. Après la chute de l'empire Gupta, le sous-continent indien est divisé et contrôlé par différentes dynasties dans différentes parties de l'Inde, telles que les Pâlas à l'Est, les Maitrakas (en) à l'Ouest, les Vardhanas et les Pratihâras au Nord, les Pallavas, les Cholas et les Chalukyas au Sud. La qualité artistique s'est généralement dégradée en raison du nombre limité de maîtres artisans et du grand nombre de temples construits.

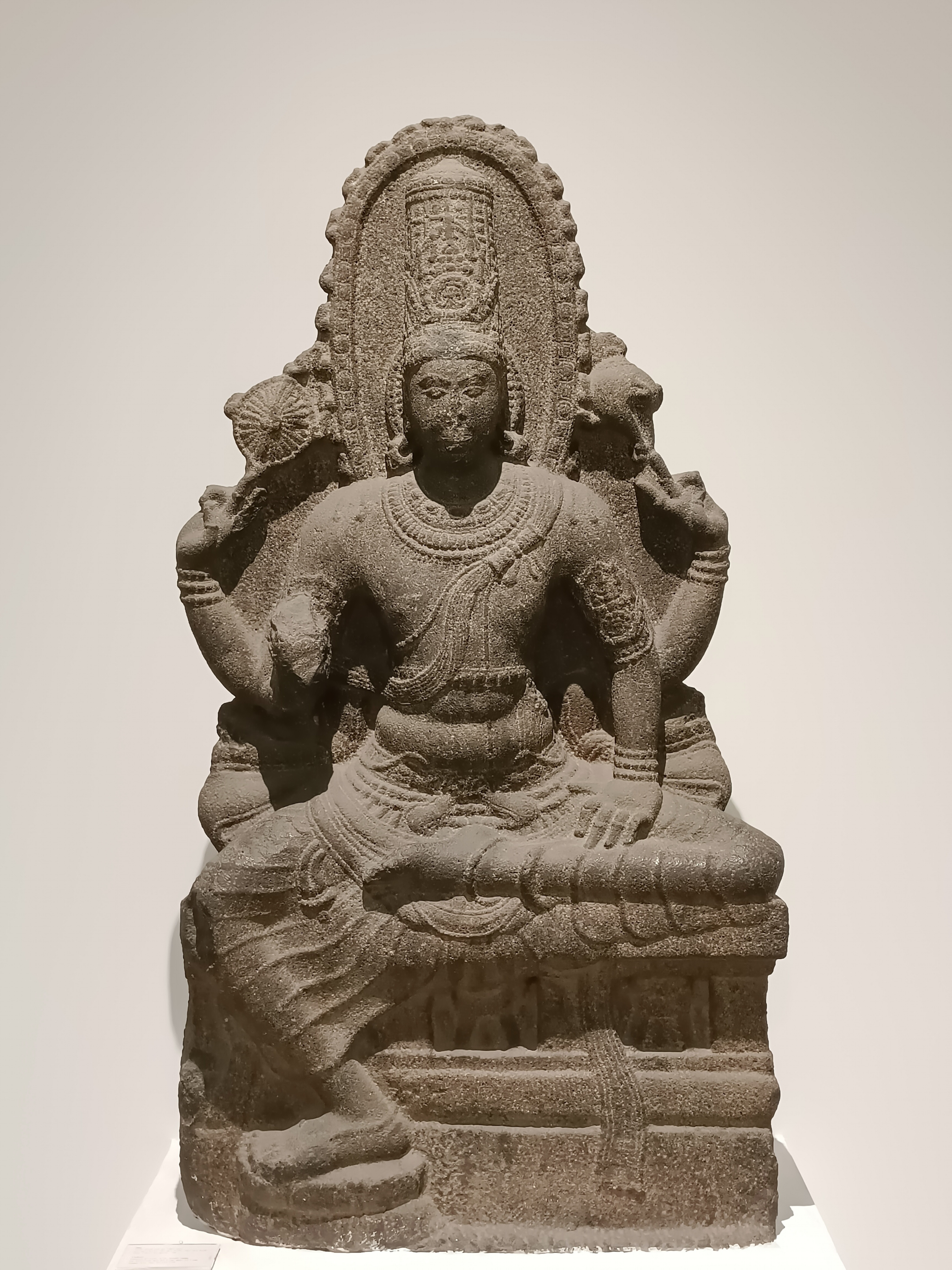
Vishnou en Lalitasana. Statue du VIIIe siècle de style Pallava et d'origine sud-indienne.
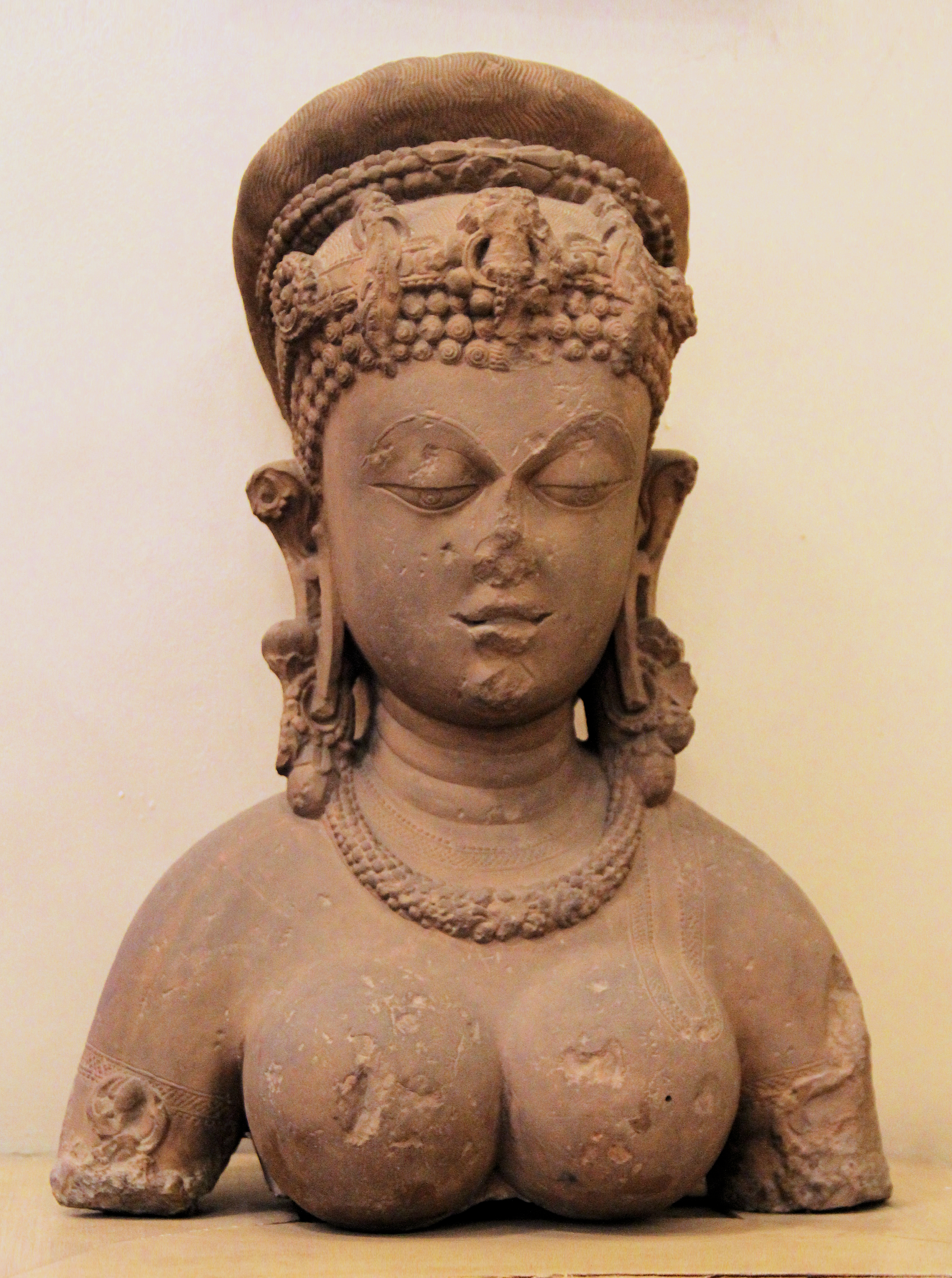
Buste féminin. Statue du VIIe siècle de style Vardhana, originaire de Gwalior.
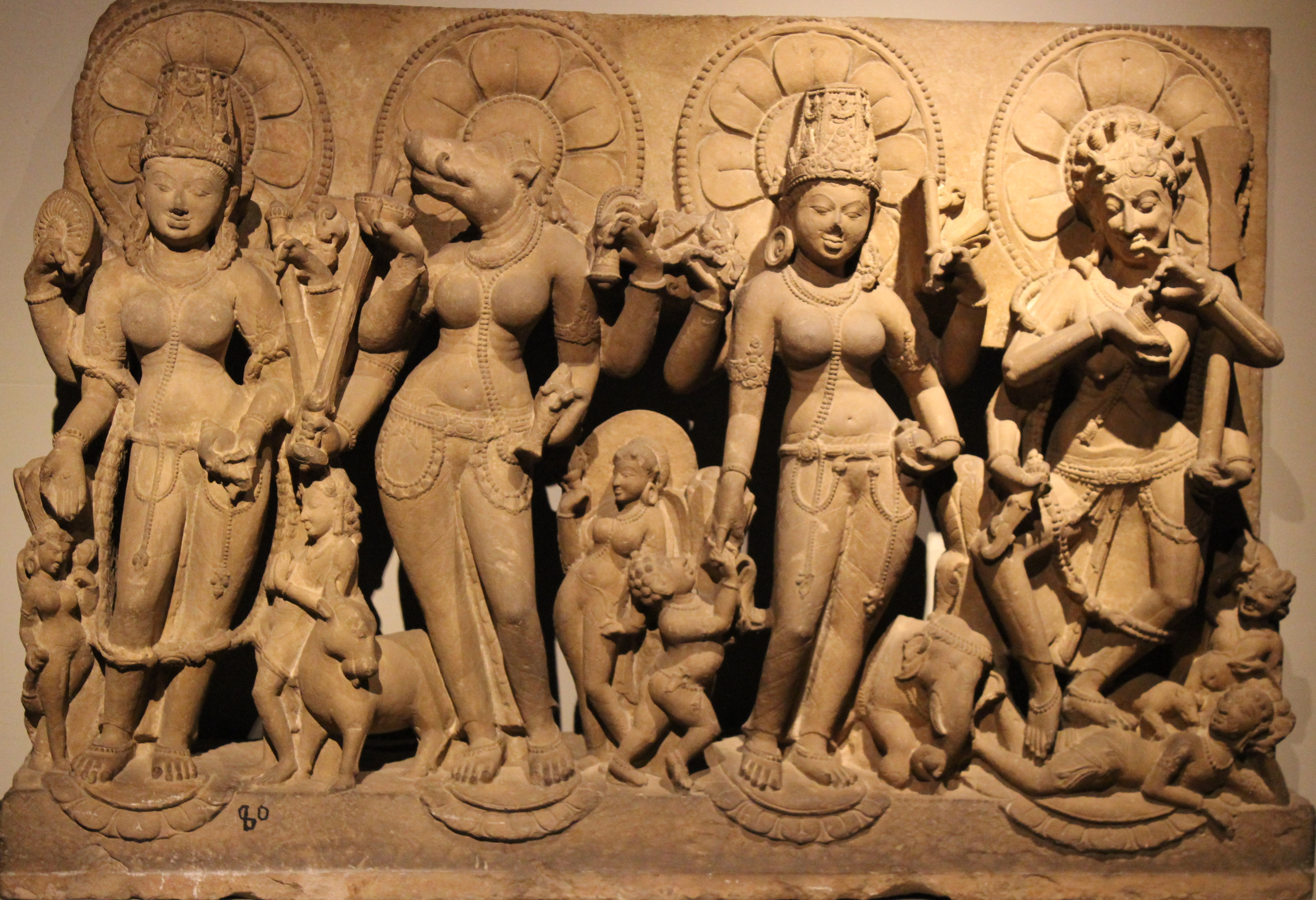
Les Matrikas. Haut-relief en grès de style Pratihâra, réalisé entre les VIIIe et IXe siècles.
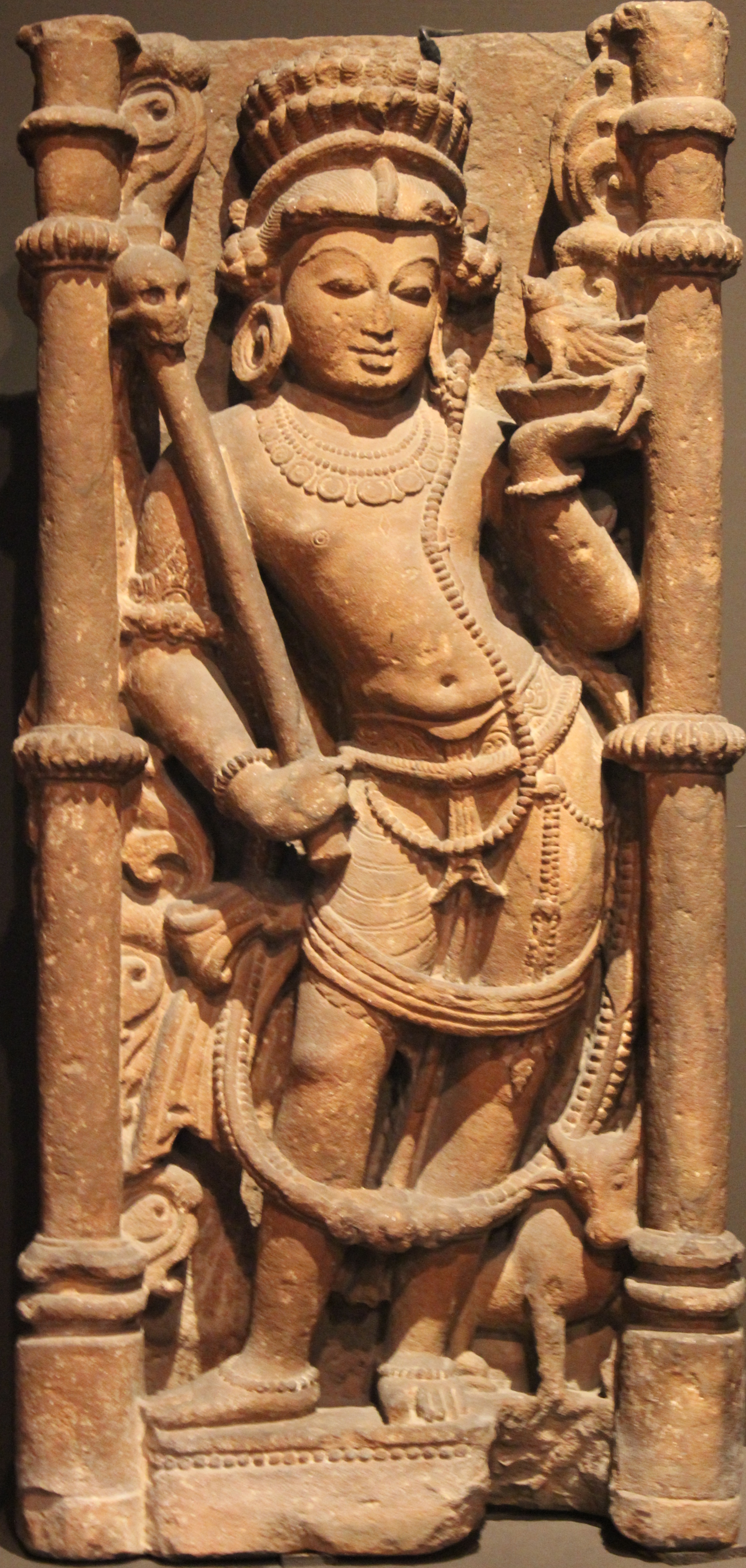
Yama. Statue de style Pratihâra, datée du Xe siècle. En provenance de Jhalawar.
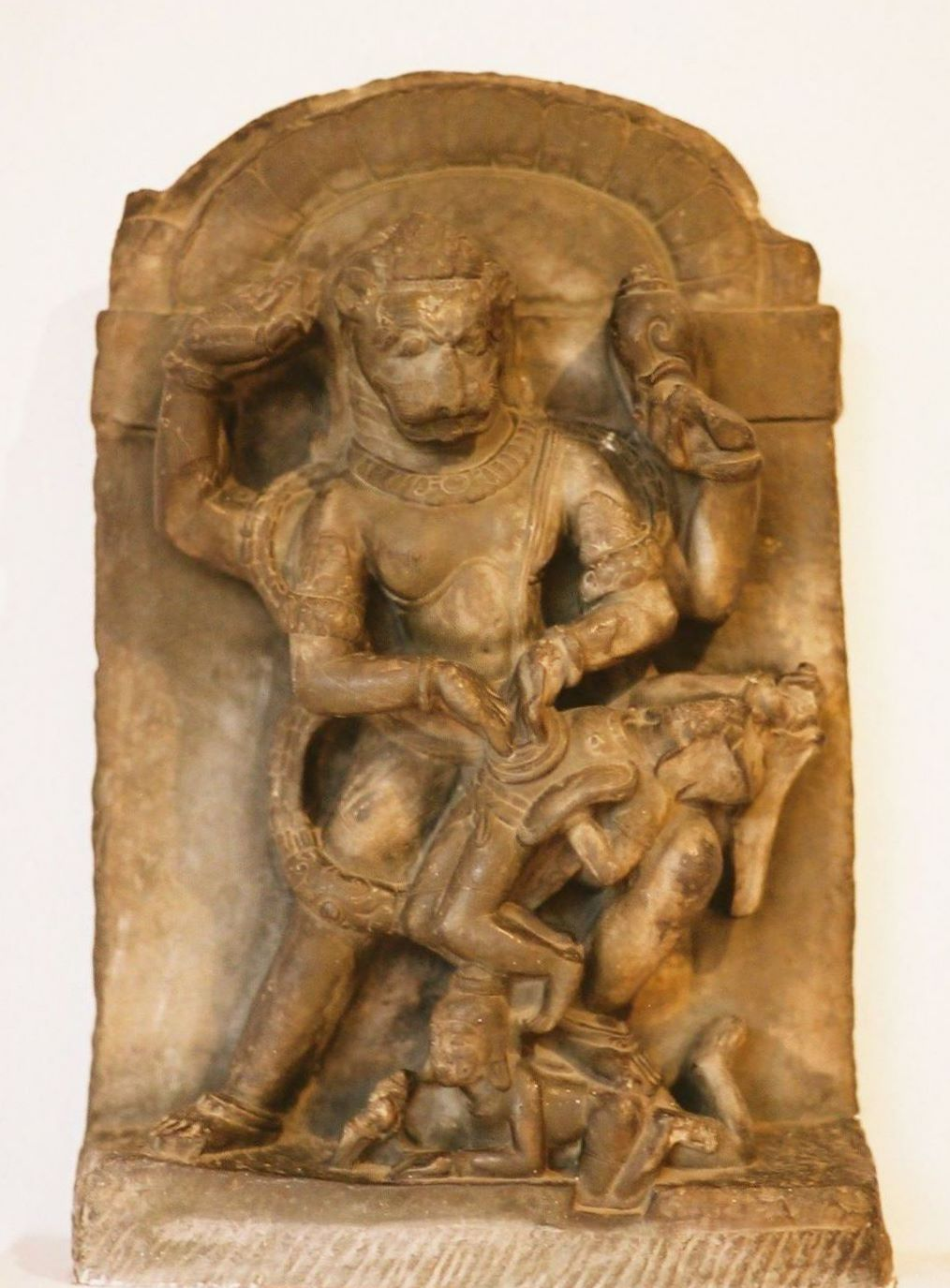
Narasimha. Statue Pâla du VIIIe siècle, en provenance d'Inde orientale.

##### Artéfacts du Bas Moyen-Âge
Cette galerie présente des sculptures datant du Xe au XIIIe siècle. Au cours de cette période, l'Inde est encore plus divisée avec l'essor de nouveaux royaumes distincts. Notamment les Hoysalas au Sud, les Paramaras et les Chandelas au Nord, les Gajapatis (en) et les Senas à l'Est, les Chahanamas (en) (ou Chauhans) à l'Ouest.

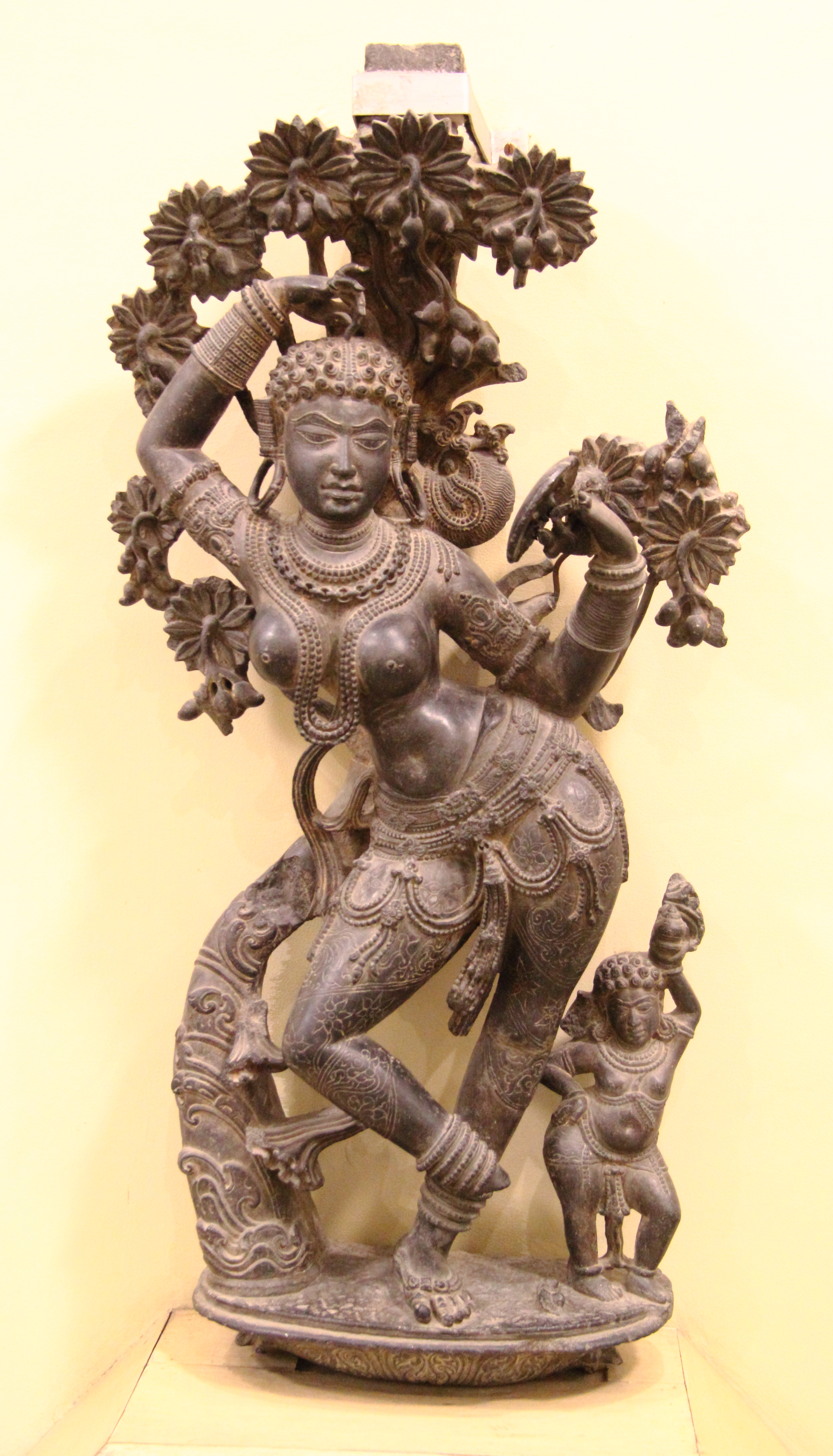
Mohini. Statue du XIIe siècle de la période des Chalukyas occidentaux, en provenance de Gadag.
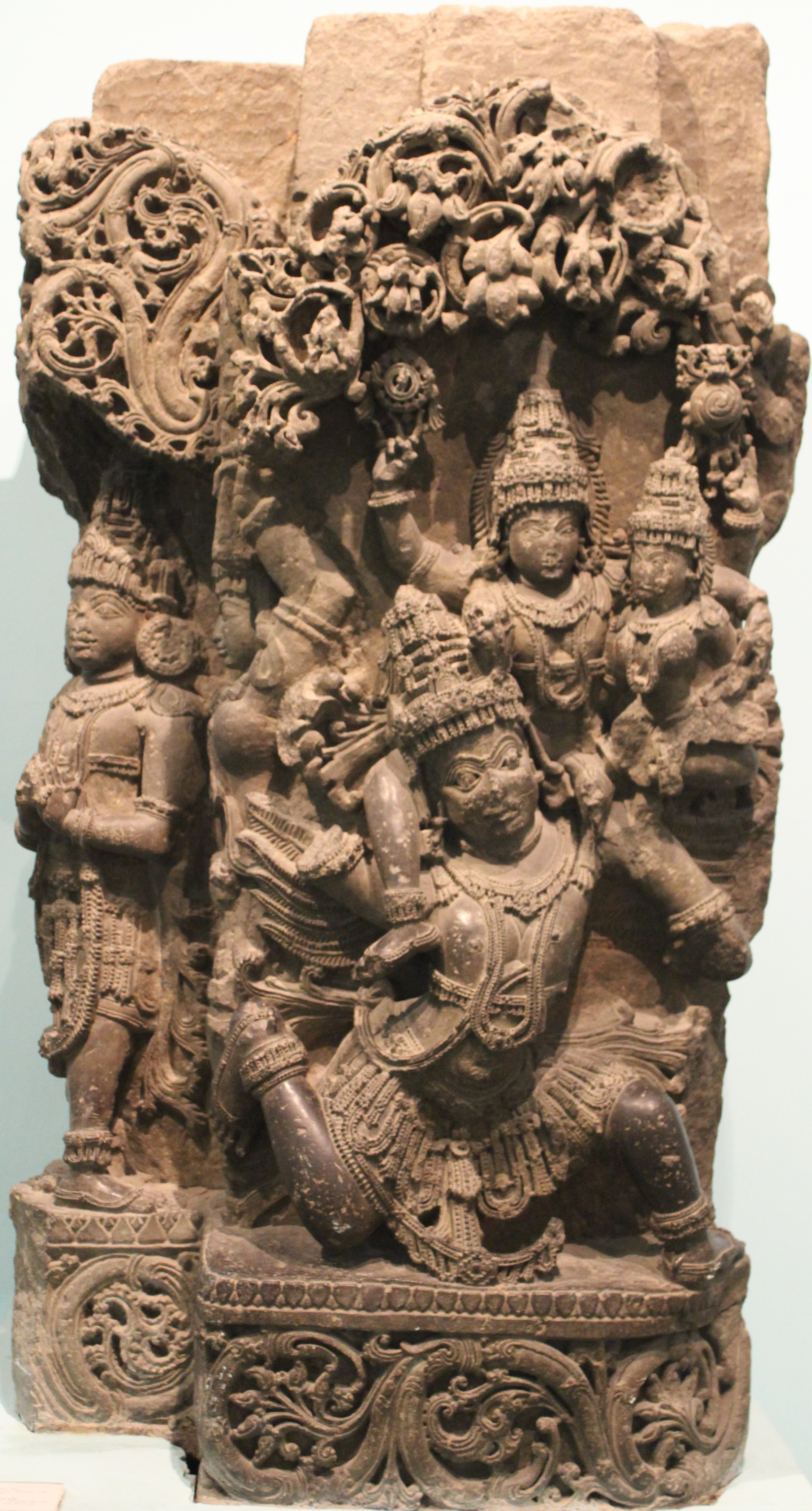
Lakshmi-Narayana sur Garuda. Statue de style Hoysala datée du XIIe siècle, issue de Halebid.
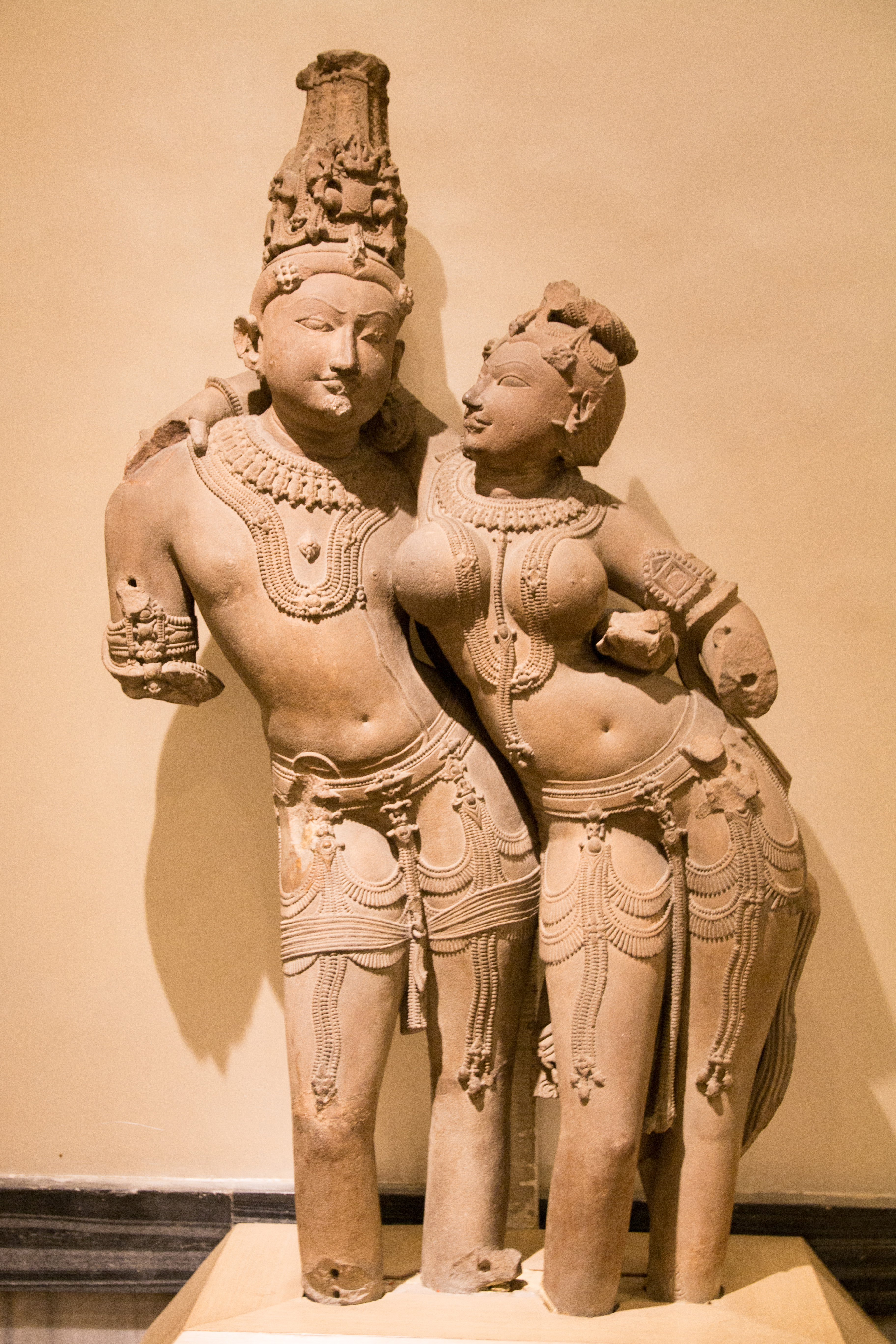
Lakshmi-Narayana. Statue de style Chandela datée du XIe siècle.
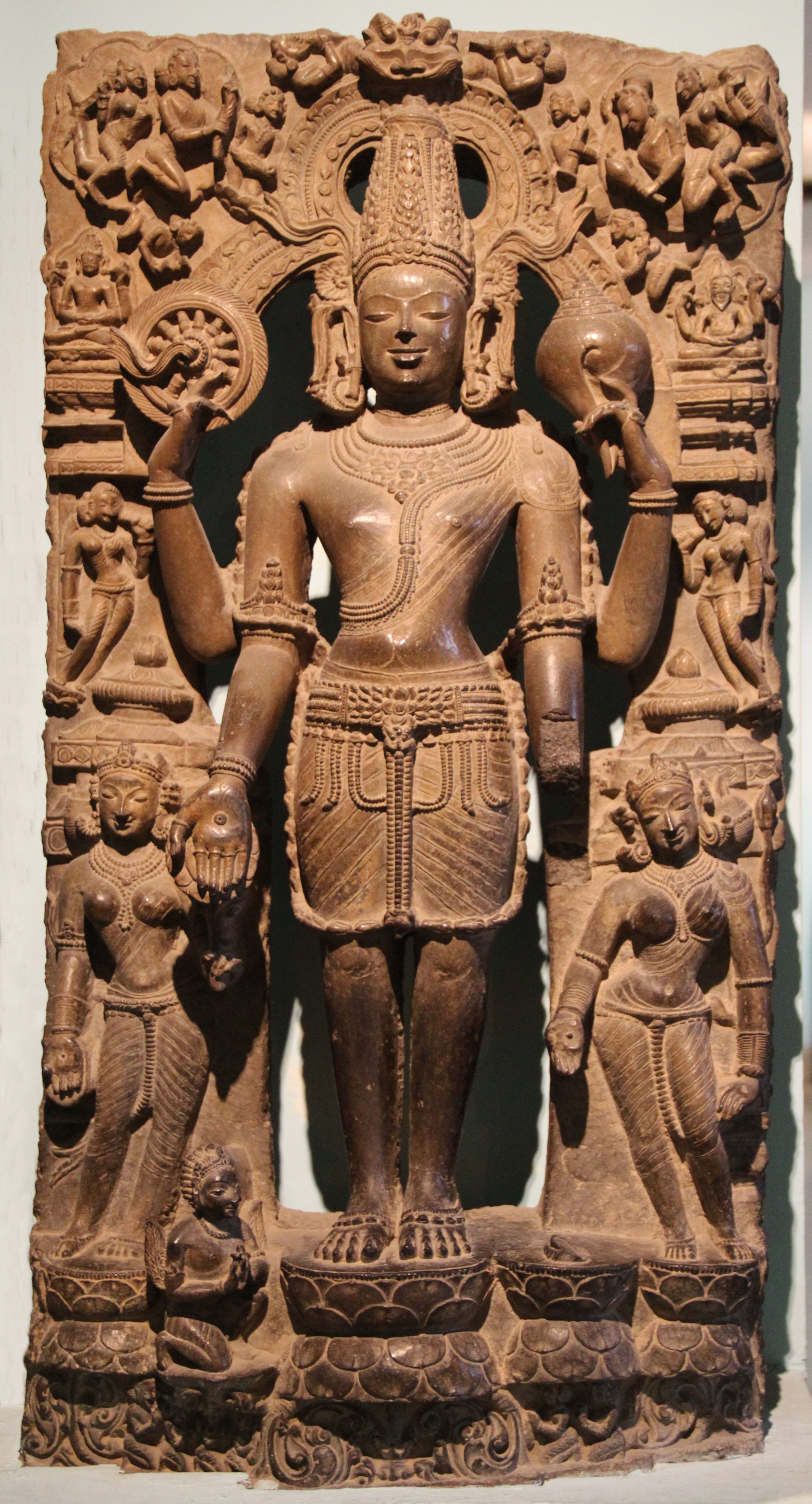
Vishnou et ses parèdres. Statue du XIIIe siècle de style Gangas orientaux, provenant de Konârak.
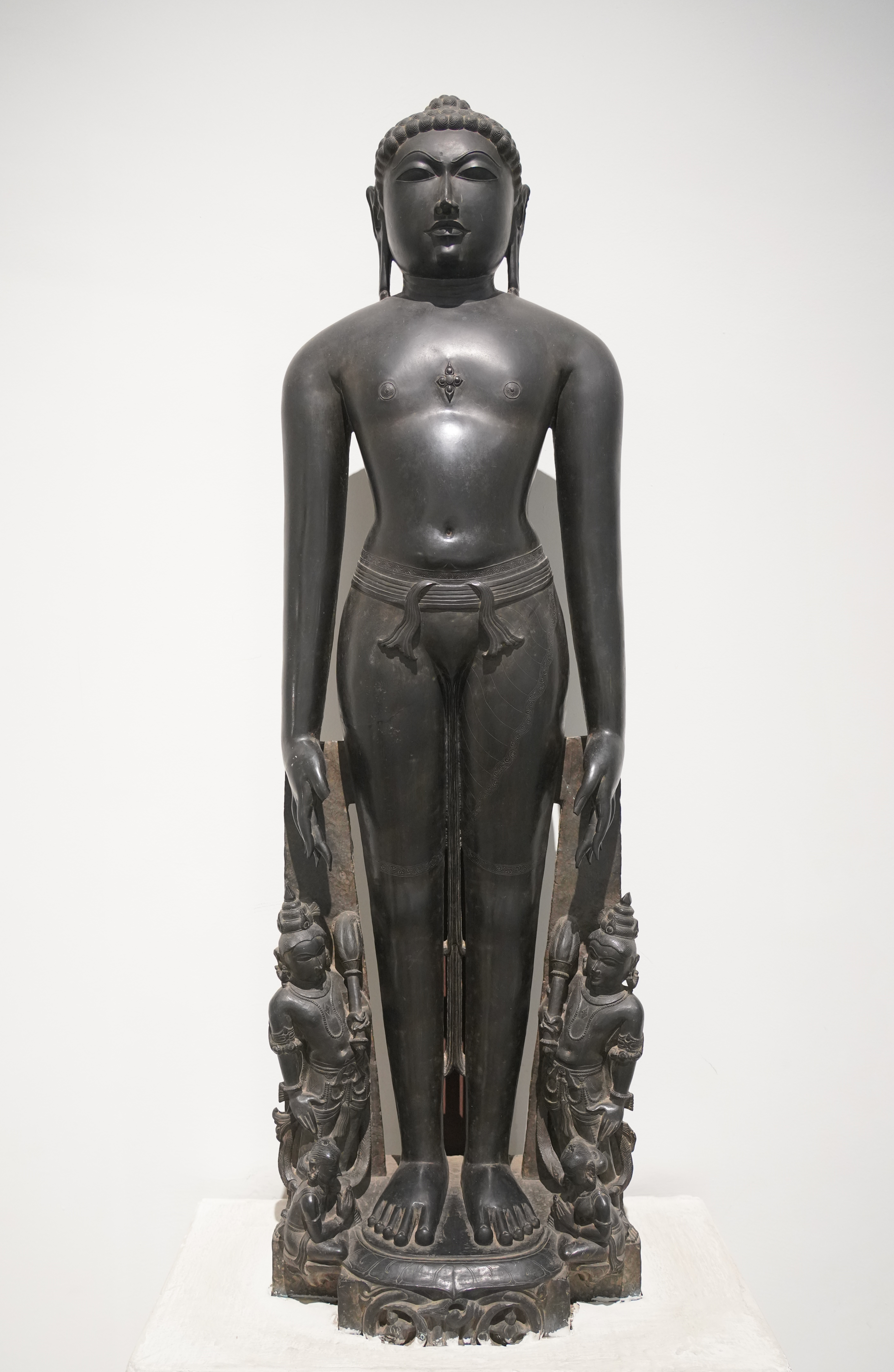
Neminatha. Sculpture de style Chahanama, datée du XIIe ou XIIIe siècle. Issue de Narhad, Rajasthan.

### Galeries des Arts décoratifs
La collection d'arts décoratifs du Musée national reflète les modes de vie du peuple indien du XVIe au XXe siècle. Les arts décoratifs se rapportent aux arts qui s'intéressent à la conception et à la décoration d'objets appréciés pour leur utilité plutôt que pour leurs qualités purement esthétiques. Ils comprennent à la fois des objets utilitaires et décoratifs fabriqués à la main par des maîtres artisans. Ils aident à comprendre le développement social, religieux, économique, commercial et technologique de la société indienne. La céramique, la poterie, le mobilier, les textiles, la verrerie, la métallurgie et la joaillerie sont quelques-uns des arts décoratifs. La section Arts décoratifs est divisée en deux galeries.

#### Galerie 1 des Arts décoratifs
Cette galerie donne un aperçu de trois collections du musée rassemblées selon leur matière : Ivoire, Jade et Céramique. La collection d'ivoire comprend plusieurs figurines hindoues et chrétiennes. La collection de jade présente des objets utilitaires, notamment de la période moghole, tandis que les tuiles vernissées et les poteries bleu-blanc constituent la collection de céramique. La galerie présente également une série d'artéfacts sur deux thèmes : les trônes de l'Inde et les jeux et loisirs du passé. La série des trônes montre l'évolution du siège du pouvoir, des sièges bas et plats de l'Antiquité aux fauteuils modernes, et inclut la pièce maîtresse qu'est le trône des rois de Bénarès. La série des jeux et loisirs comprend notamment des hochets, des yo-yo, des toupies, des échiquiers et des chaupars (en). Un autel domestique richement sculpté et quelques pitikas hindous et jaïns en métal (petits sièges pour conserver les idoles dans les sanctuaires domestiques) sont également présents.

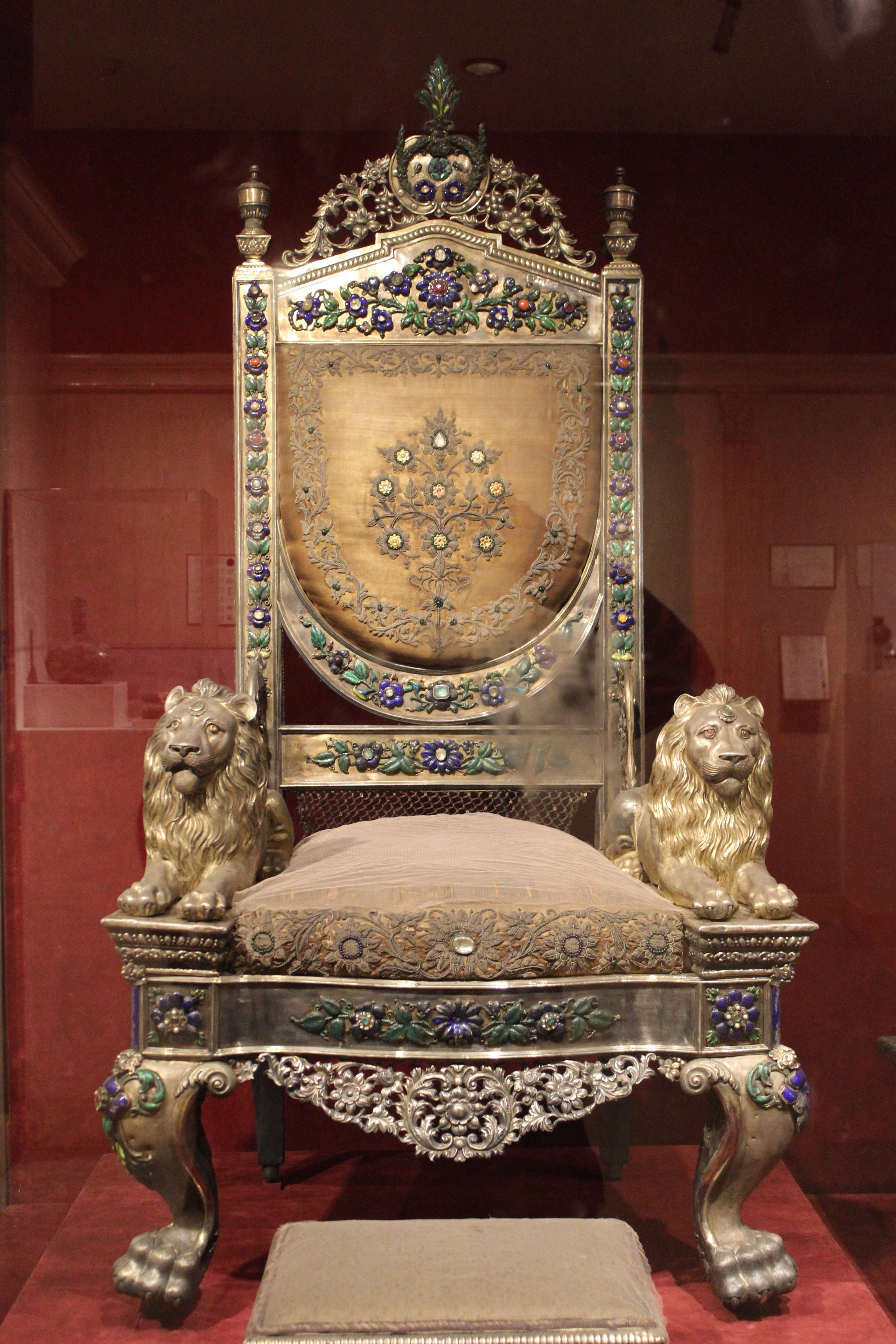
Trône du Raja de Bénarès. Seconde moitié du XIXe siècle, de facture nord-indienne.
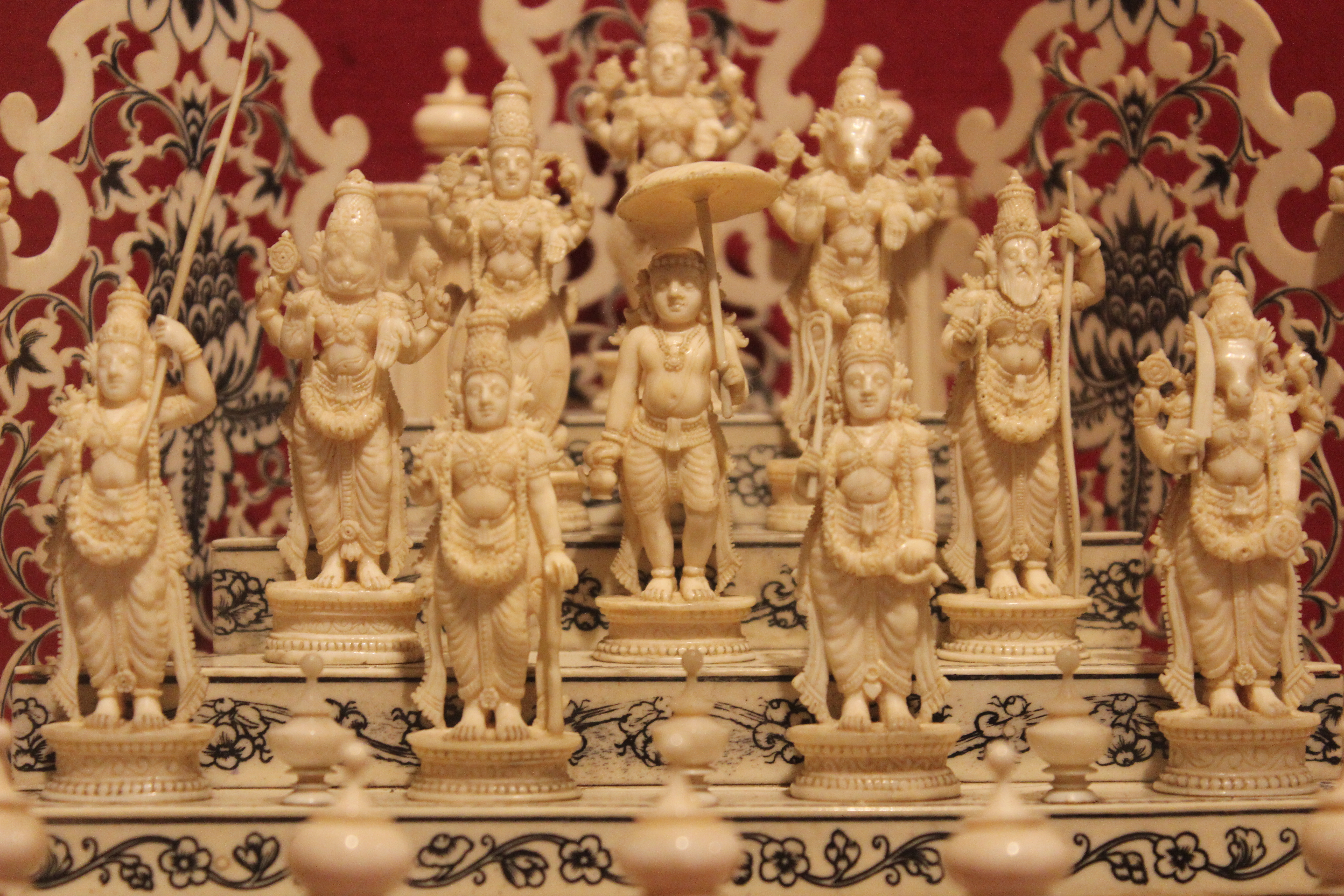
Les Dasavatara. Pièce d'ivoirerie mysoréenne et autel, datée du XVIIIe siècle.
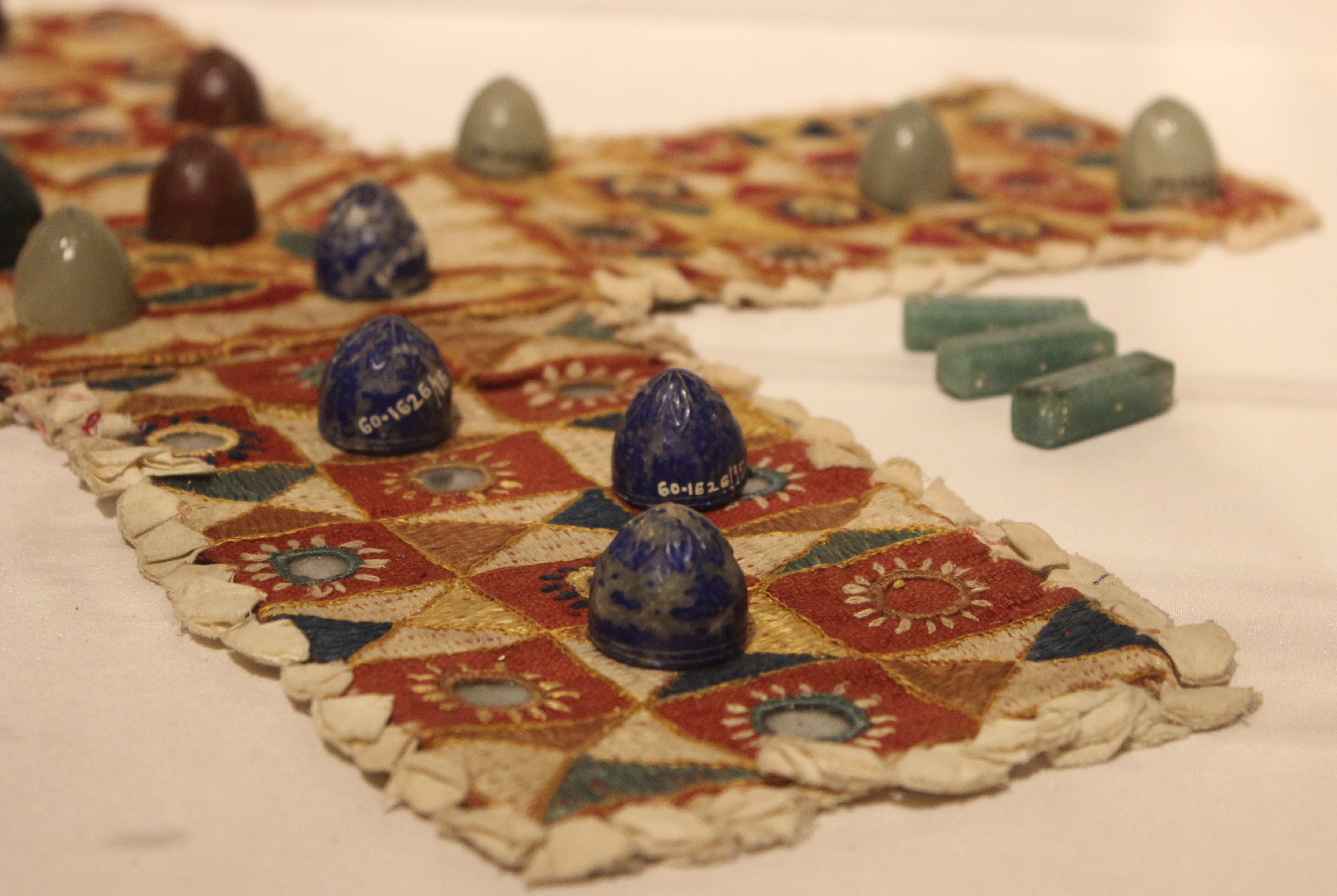
Un tablier de pachisi avec des pièces et des dés en jade. Fabriqué au Rajasthan au XIXe siècle.
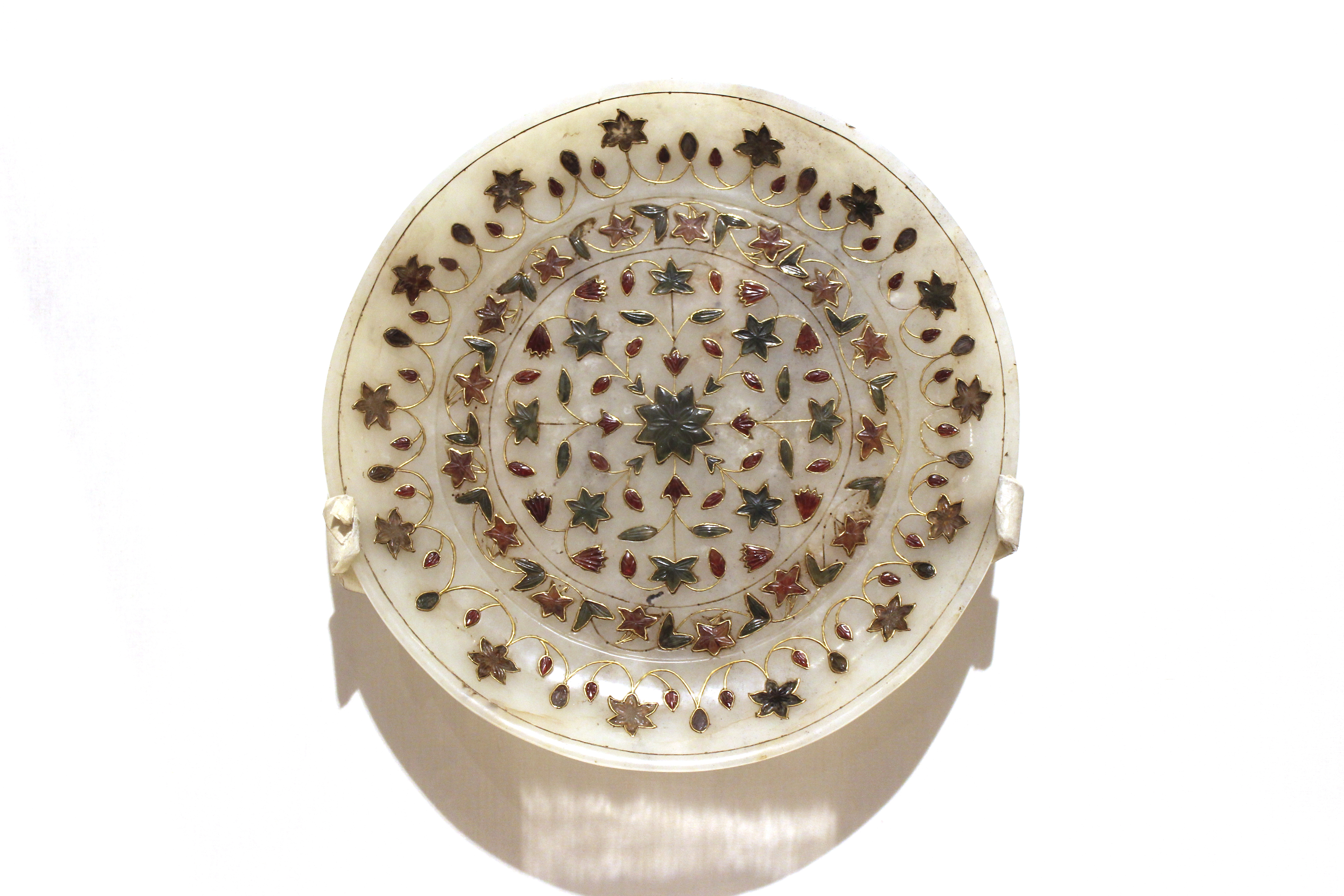
Assiette en jade sertie de pierres semi-précieuses. Datée entre les XVIIe et XVIIIe siècles.
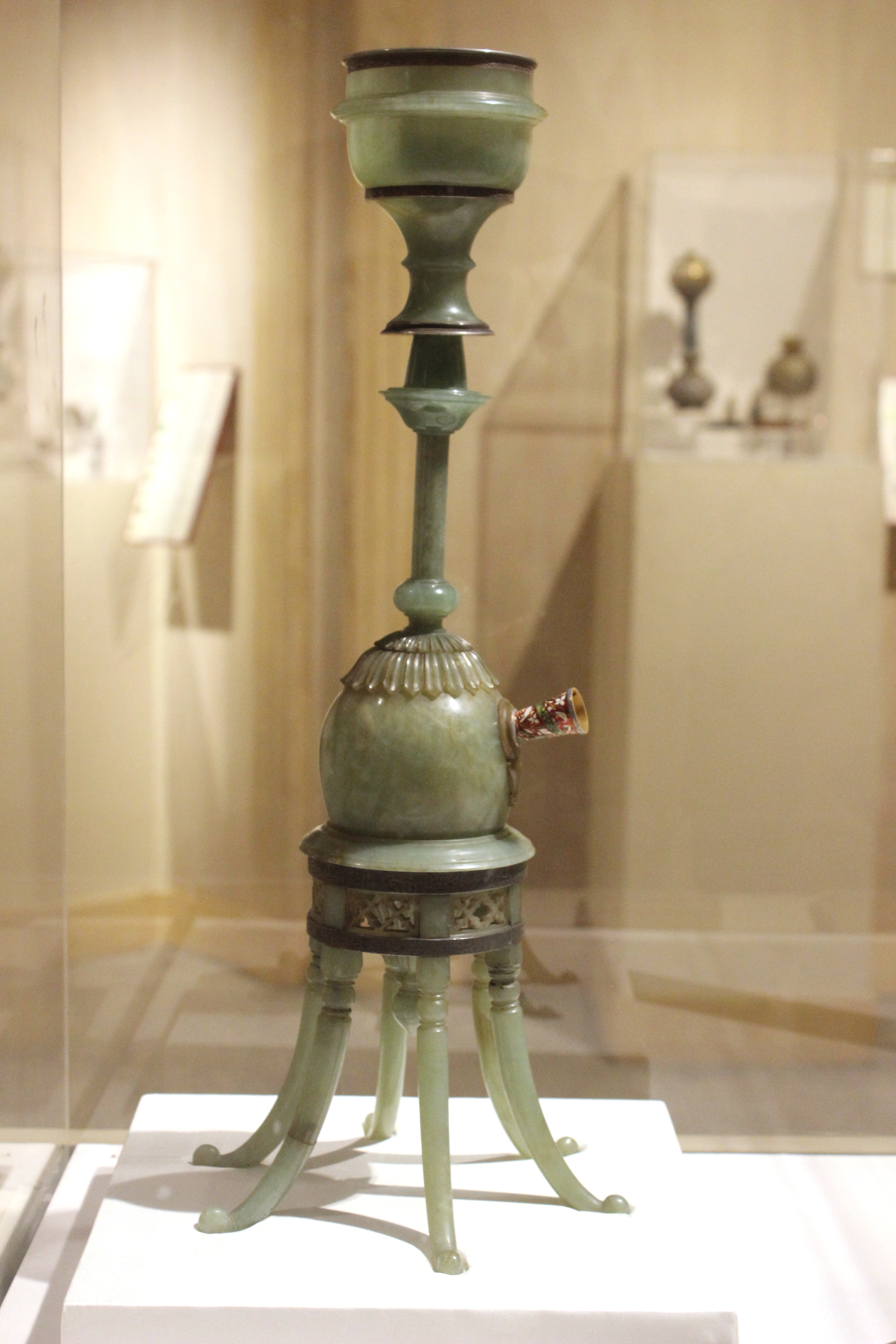
Narguilé en jade de l'empereur moghol Jahângîr, daté de 1626.

#### Galerie 2 des Arts décoratifs
Cette galerie, plus généraliste, présente des objets datant de la période protohistorique jusqu'à nos jours. La variété, la qualité et les supports augmentent en fonction des goûts et du statut des différentes générations. Des objets en métal, des bijoux et des pièces en bois y sont exposés. Parmi les artéfacts, les plus emblématiques sont les sculptures sur bois des vâhanas.

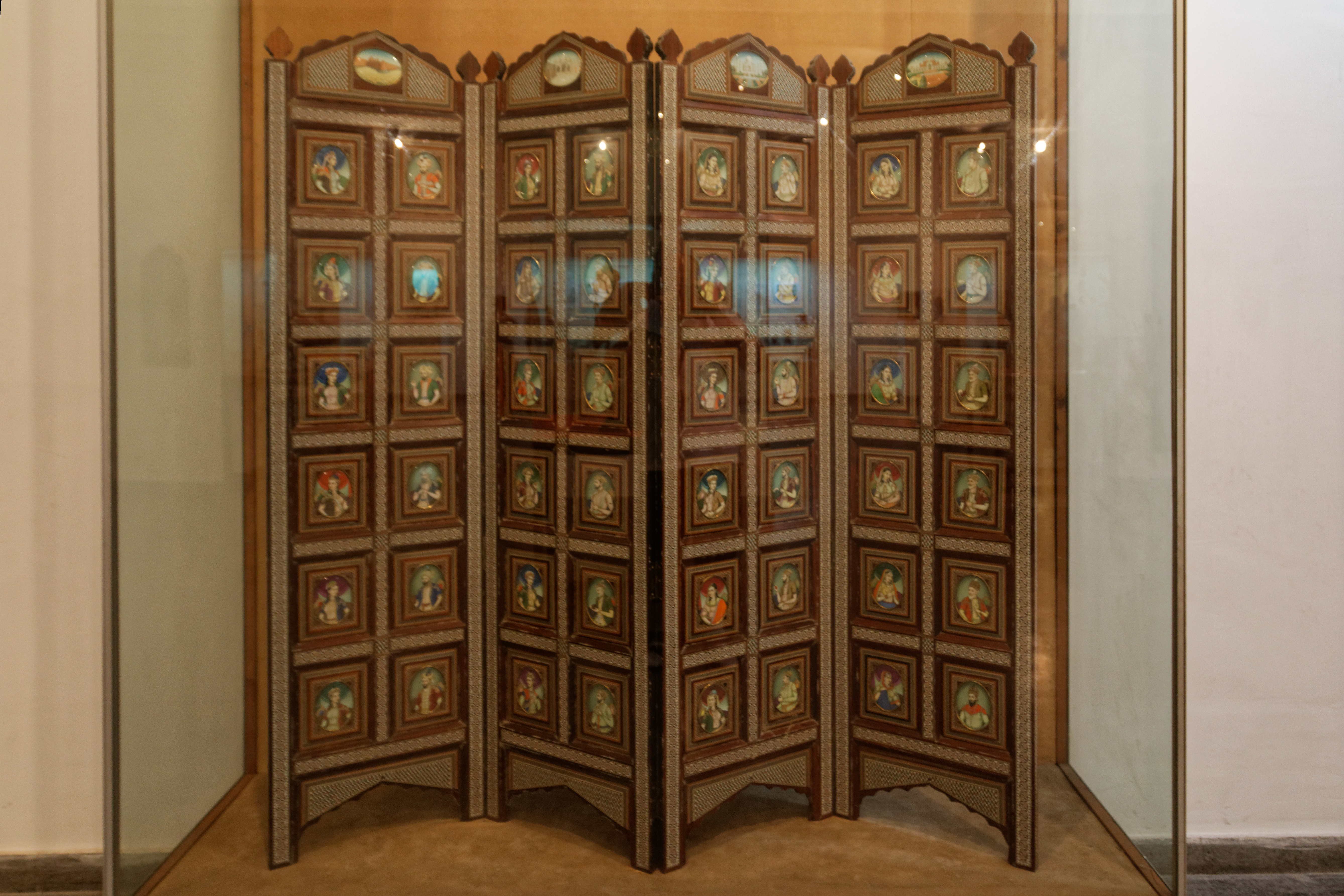
Paravent orné de portraits miniatures de nobles et de monuments.
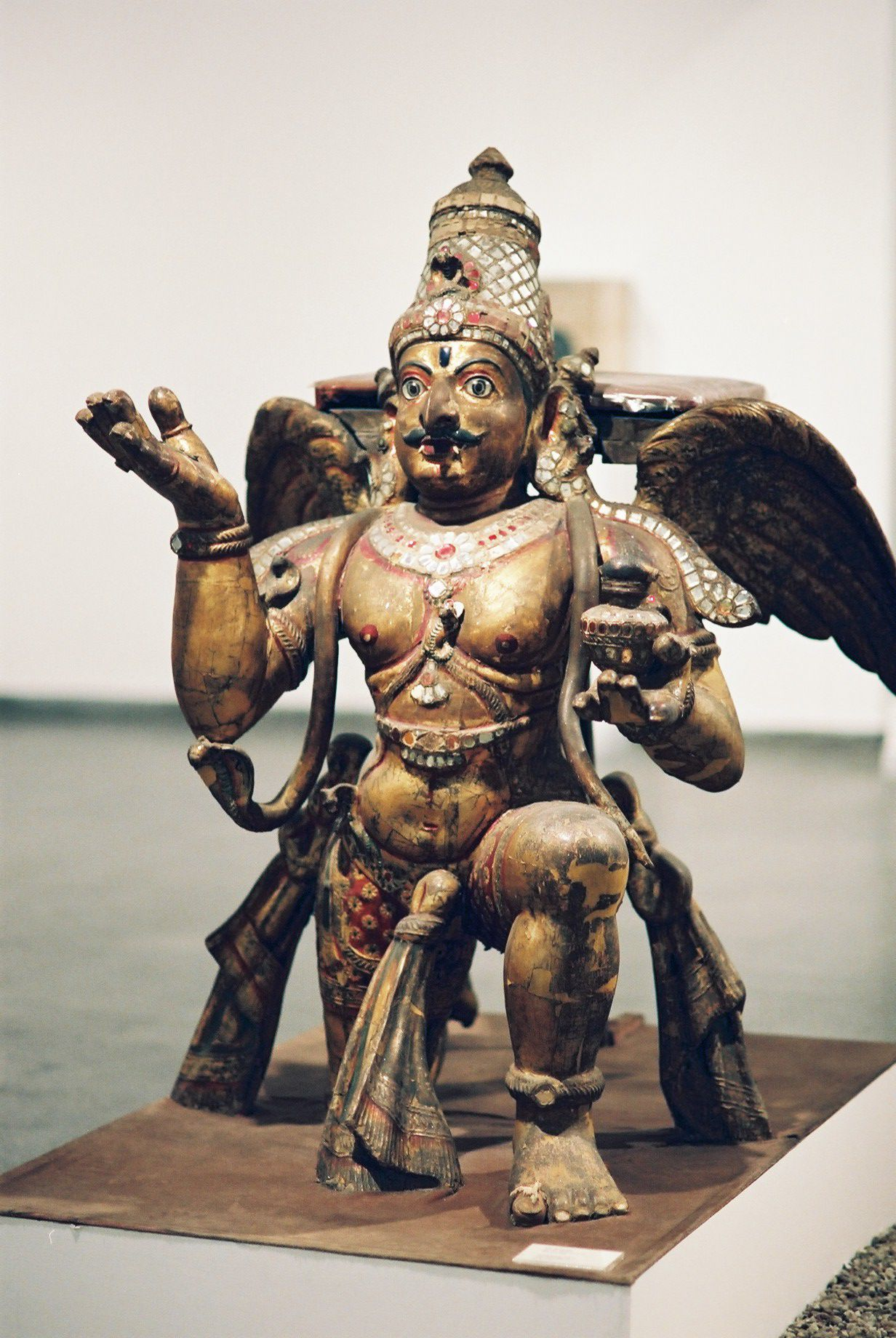
Garuda. Statue en bois peinte, sertie de verre, employée dans les processions. XIXe siècle, Tamil Nadu.
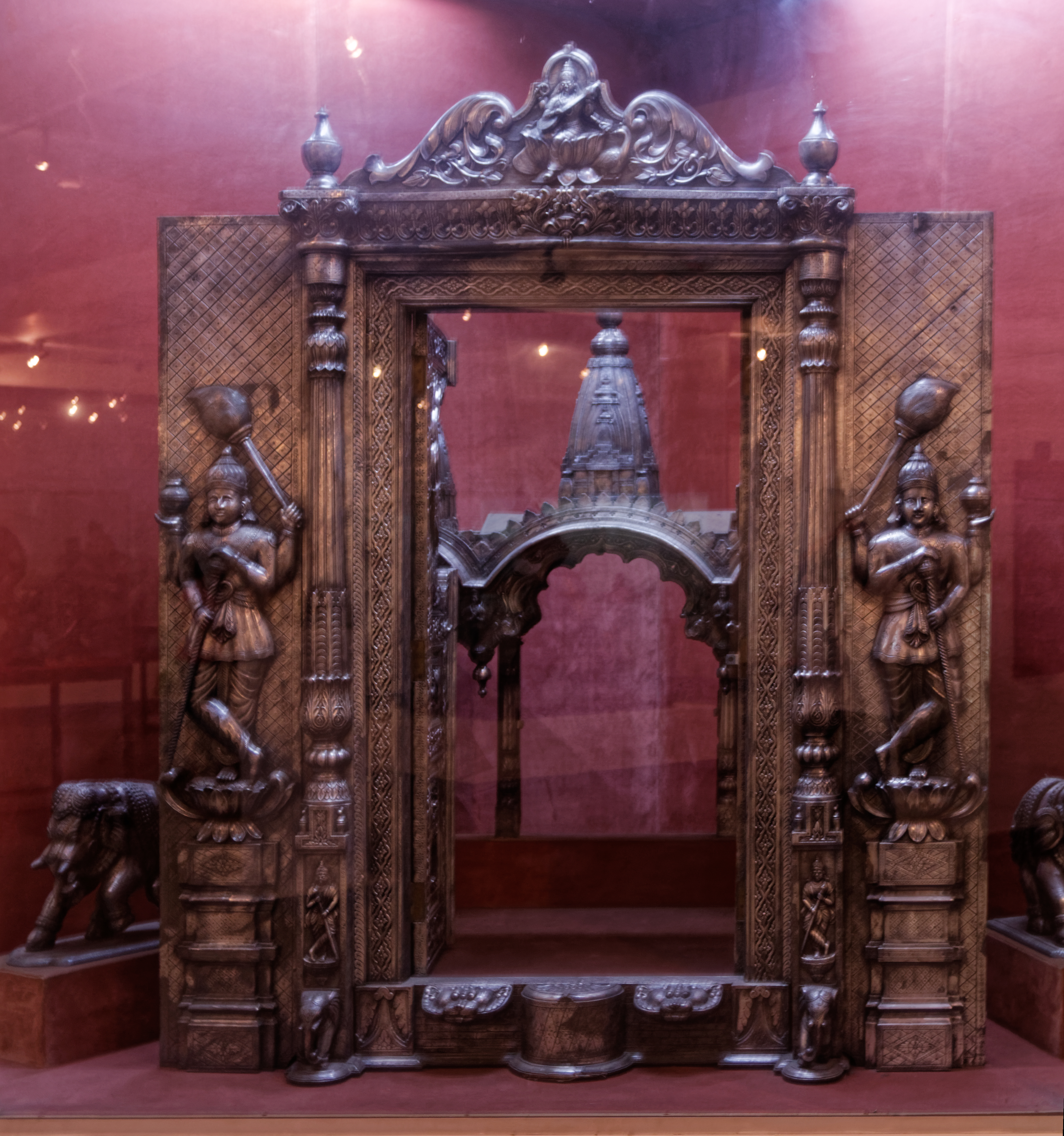
Porte d'un temple et son encadrement, accompagné d'une canopée métallique pour un sanctuaire.
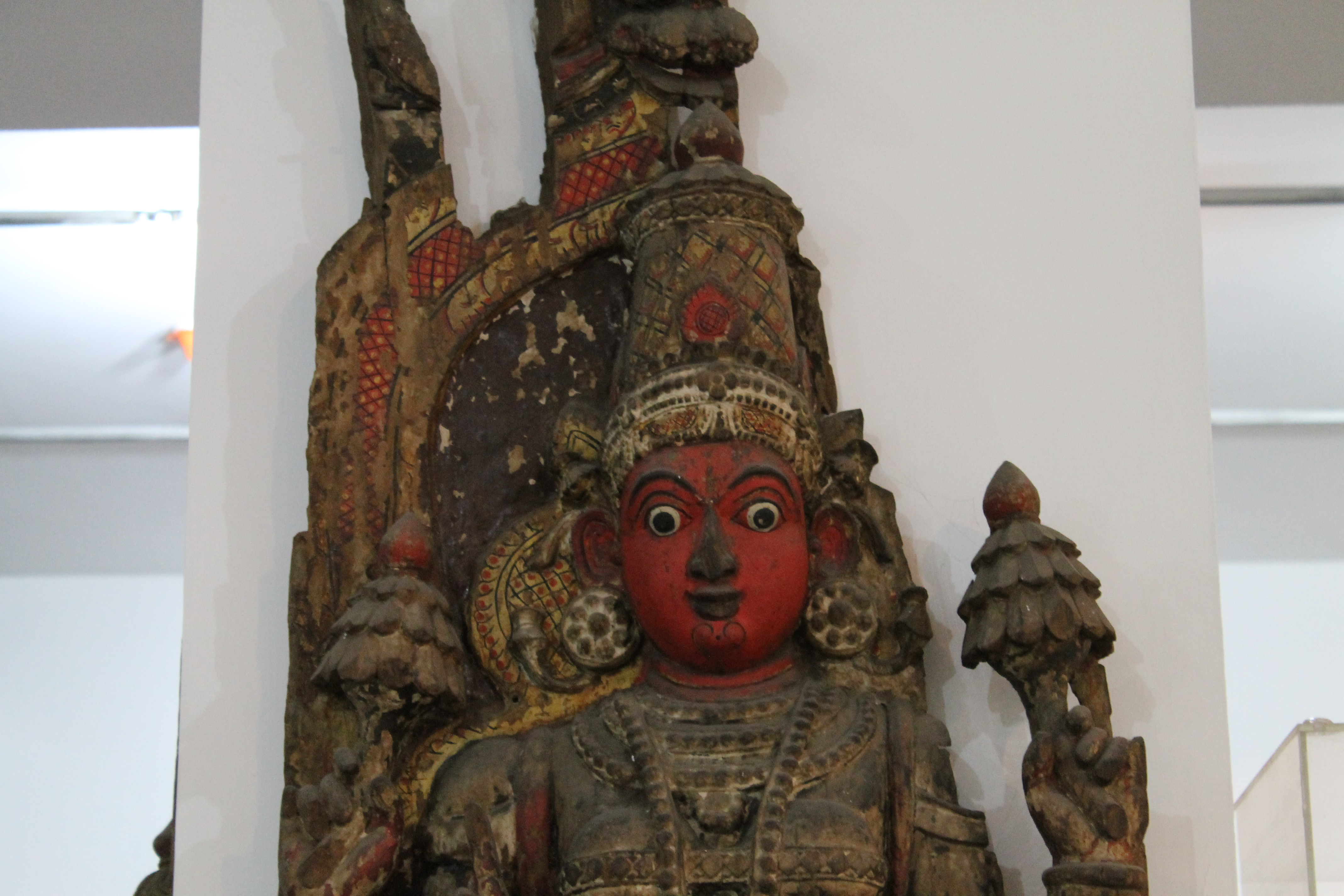
Dvarapala. Statue en bois peinte, sertie de verre, employée dans les processions. XIXe siècle, Tamil Nadu.
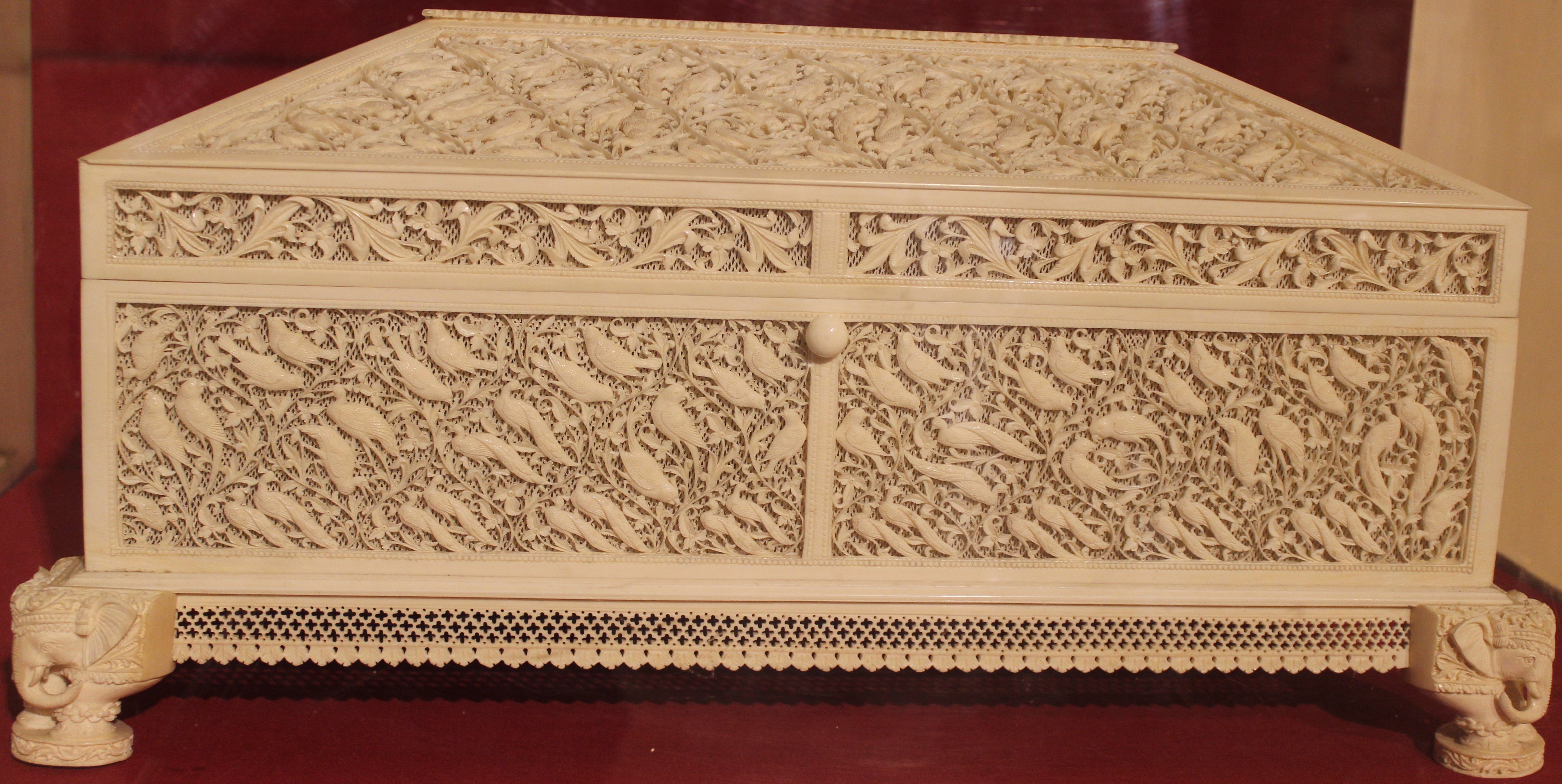
Boîte à bijoux en ivoire et en bois.

### Galeries des peintures
Les peintures (principalement des miniatures) sur papier, tissu, écorce, bois et ivoire forment l'une des collections les plus prestigieuses du Musée national. Le département des peintures du musée national compte plus de 17 000 œuvres, couvrant 900 ans et la plupart des formats stylistiques que l'on peut trouver en Inde : Pala, style jaïn primitif, Sultanat de Delhi, Écoles de Malwa, du Mewar, du Bundelkhand, de Raghogarh, style moghol, style deccanais, plus tardivement les diverses Écoles rajpoutes et paharis, l'École Sikh, les Écoles de Tanjore et de Mysore, et les Company Paintings.

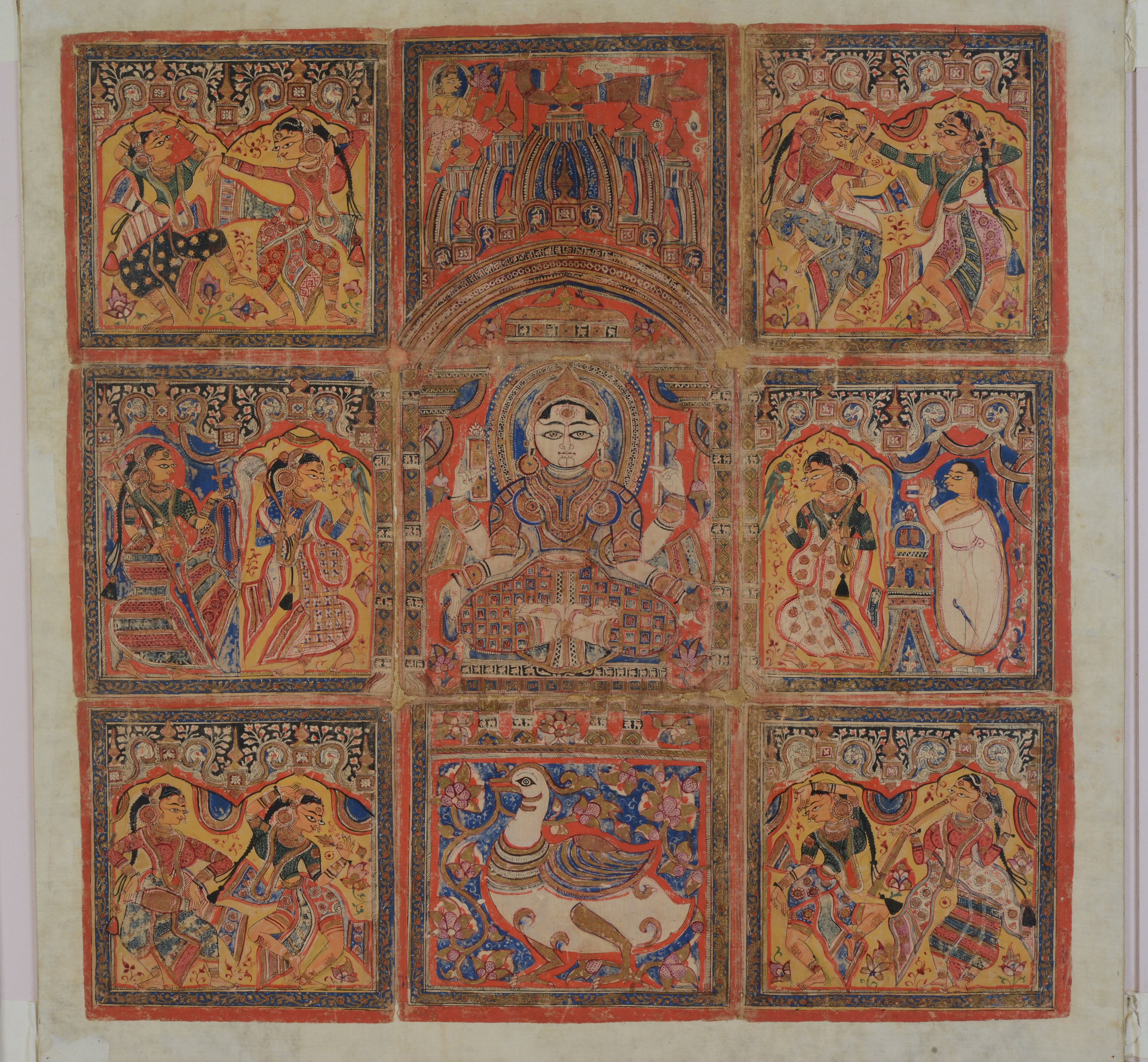
Saraswati Pata. Peinture sur tissu de style jaïn, datée entre 1475 et 1500. En provenance du Goudjarat.
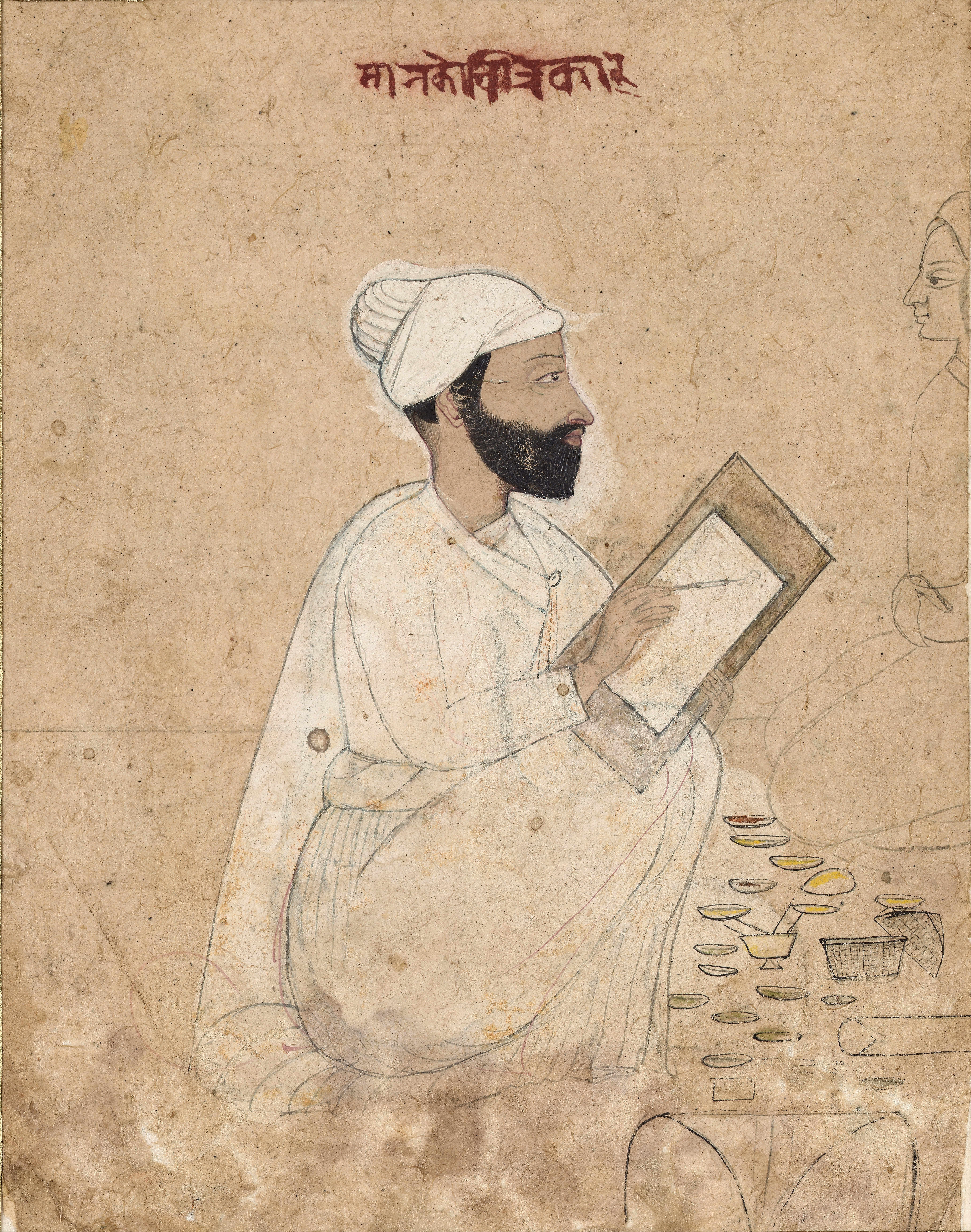
Portrait du peintre Manaku de Guler. Miniature de l'École de Guler, réalisée au XVIIIe siècle.
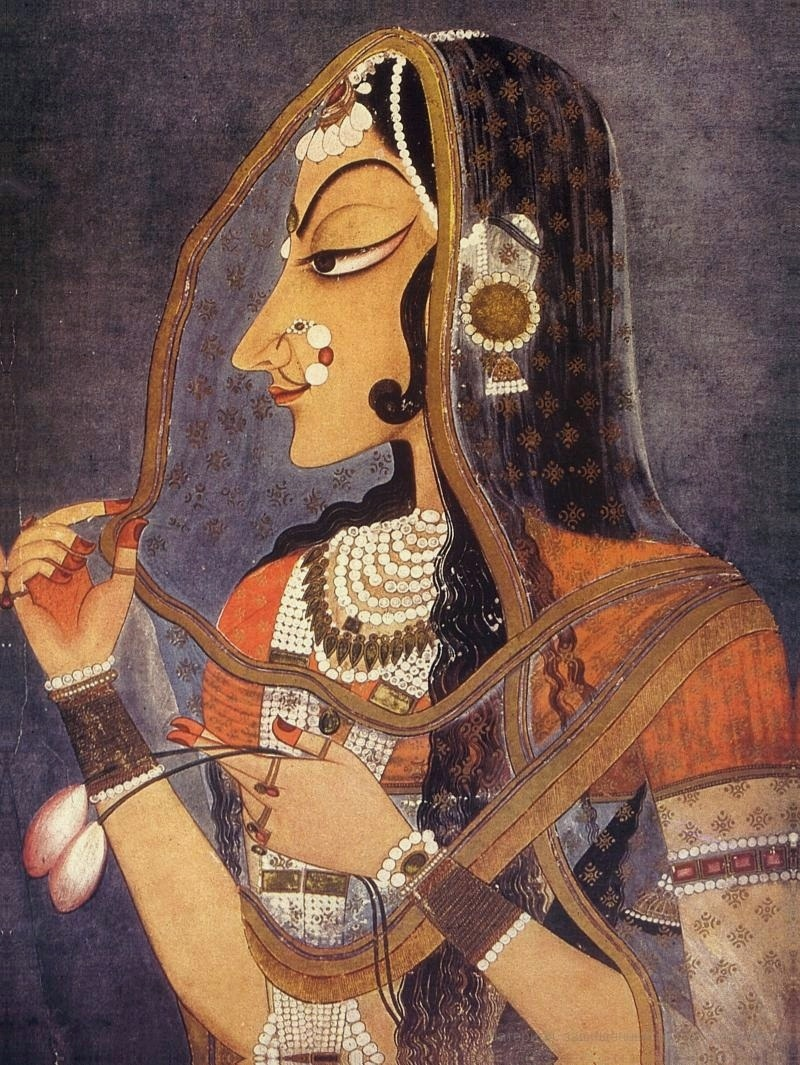
La Bani Thani en Radha. Portrait de l'École de Kishangarh, réalisé autour de 1750 par Nihâl Chand.
La Nativité. Miniature moghole réalisée entre 1720 et 1725, sous le règne de l'empereur Muhammad Shâh.
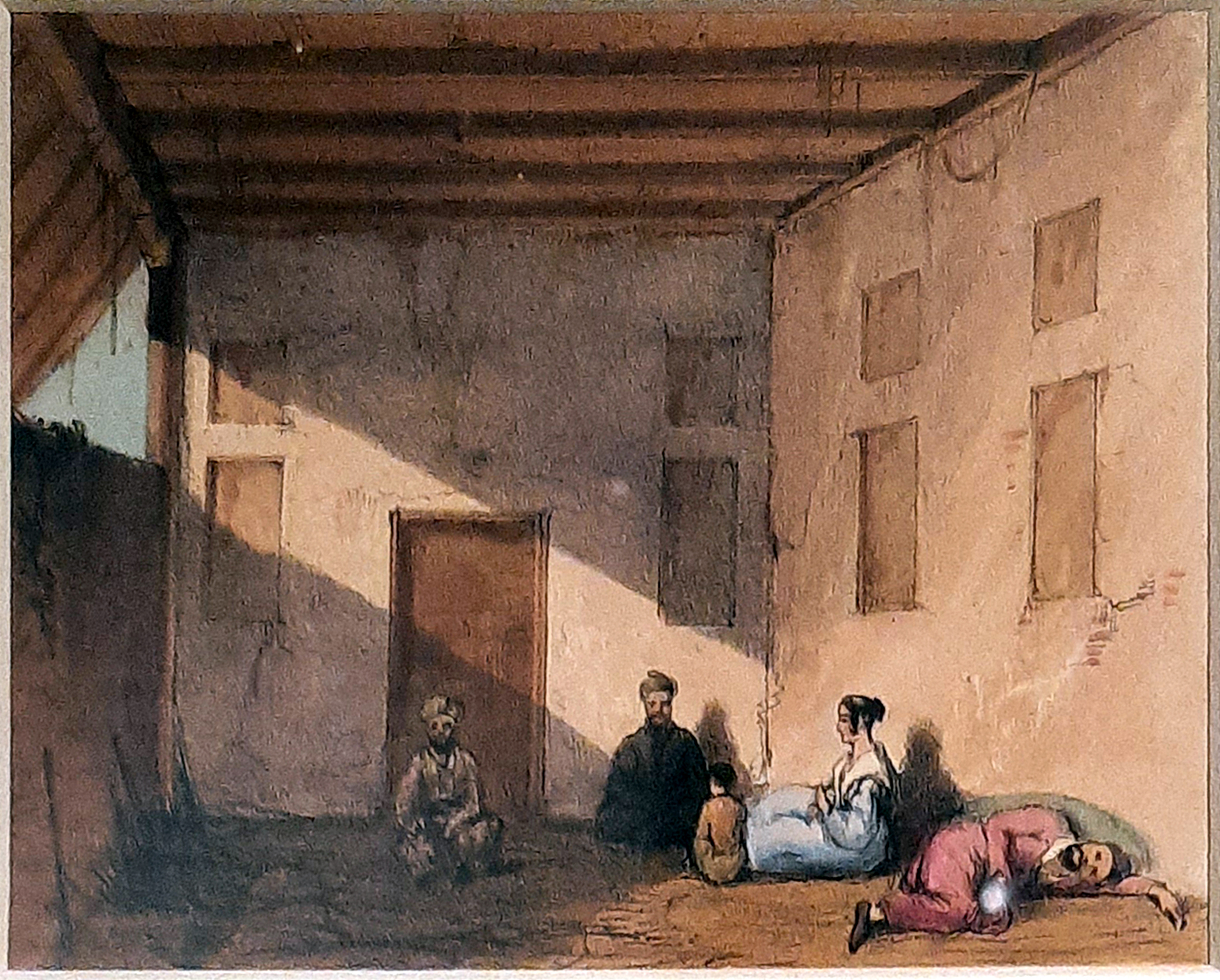
Scène de prison. Croquis reproduit en lithographie. De style Company Paintings, daté de 1842.

### Galerie des artéfacts bouddhiques
La galerie d'art bouddhique est surtout connue pour les reliques sacrées de Bouddha (Ve au IVe siècle av. J.-C.) qui y sont exposées. Celles-ci ont été redécouvertes à Piprahwa, dans le district de Siddhartha Nagar (Uttar Pradesh), lors de fouilles qui ont livré des reliquaires contenant des fragments d'os, ainsi que des ornements, des figurines et des pierres précieuses. L'inscription sur un des reliquaires mentionne la présence de reliques de Bouddha. L'Archaeological Survey of India a mené d'autres fouilles sur le site de 1971 à 1977, qui ont permis de découvrir deux autres reliquaires en stéatite, contenant d'autres reliques d'os sacrés.

La galerie expose également des pièces exceptionnelles d'art bouddhiste en pierre, bronze, terre cuite, stuc, des sculptures en bois et des rouleaux peints ou thangkas du Népal, du Tibet, d'Asie centrale, de Birmanie, de Java et du Cambodge, représentant les trois principaux courants du bouddhisme— Hinayana, Mahayana et Vajrayana.

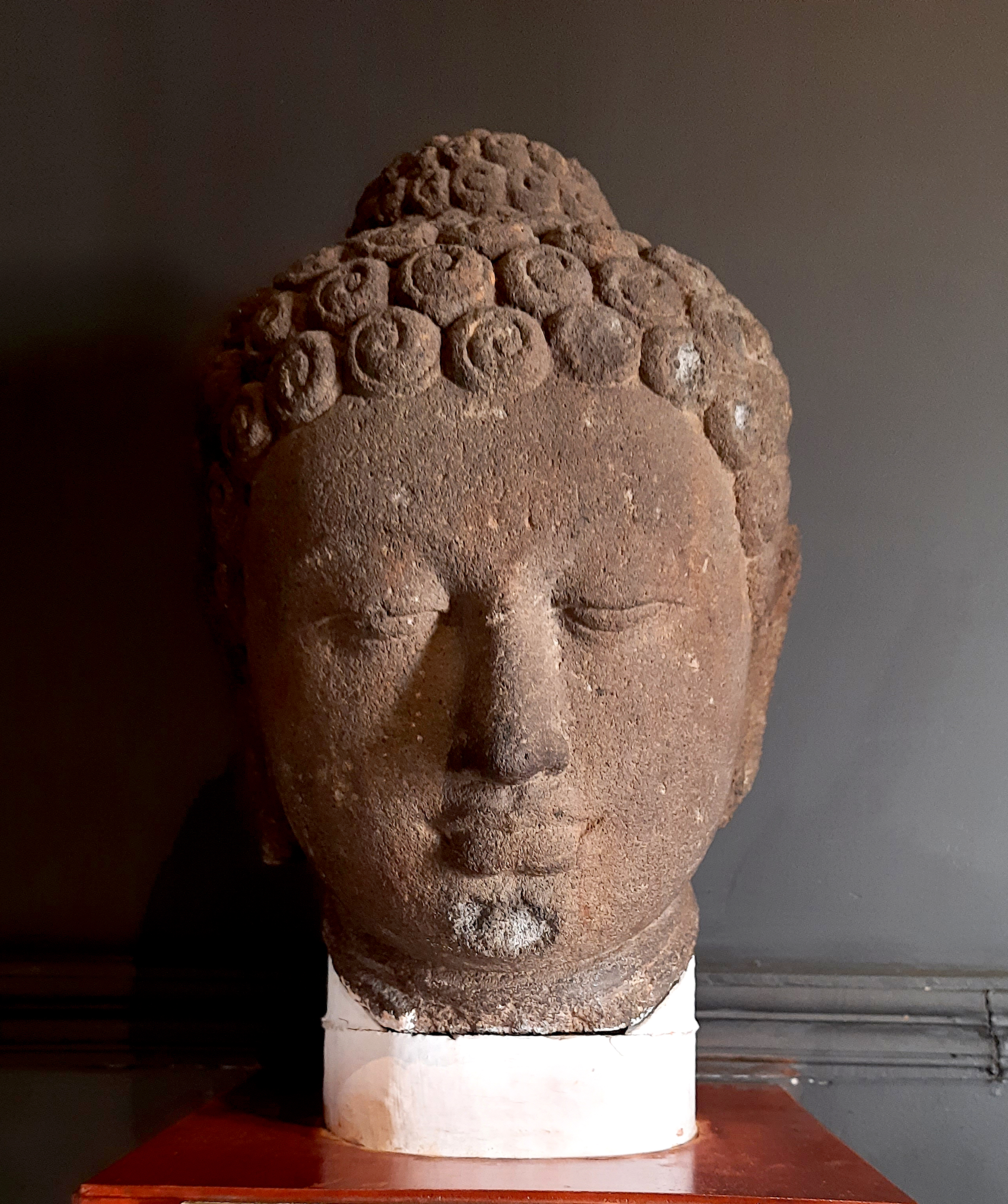
Bouddha. Sculpture du IXe siècle originaire de Borobodur, sur l'île de Java.
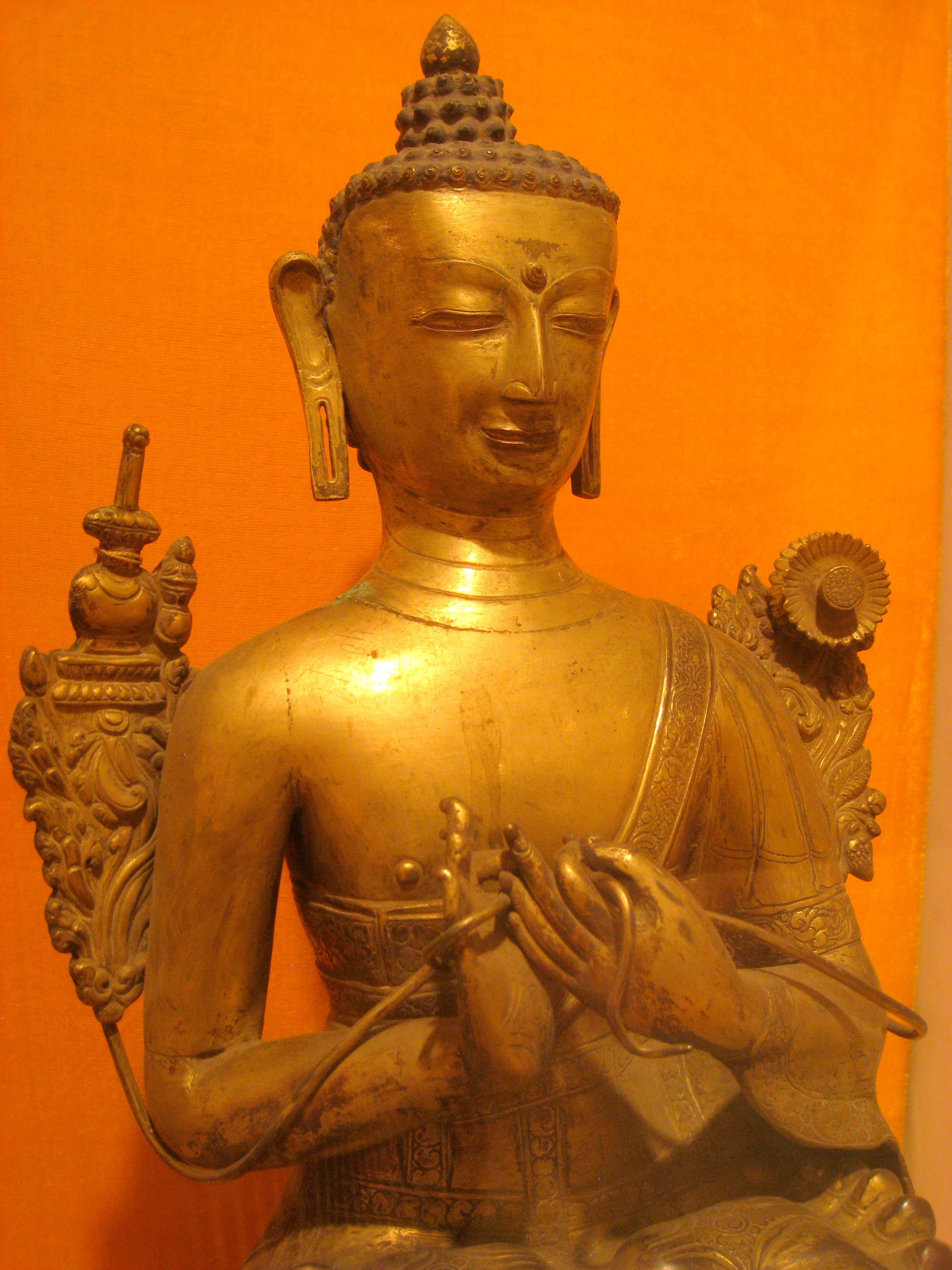
Maitreya. Bronze népalais du XVIIe siècle.
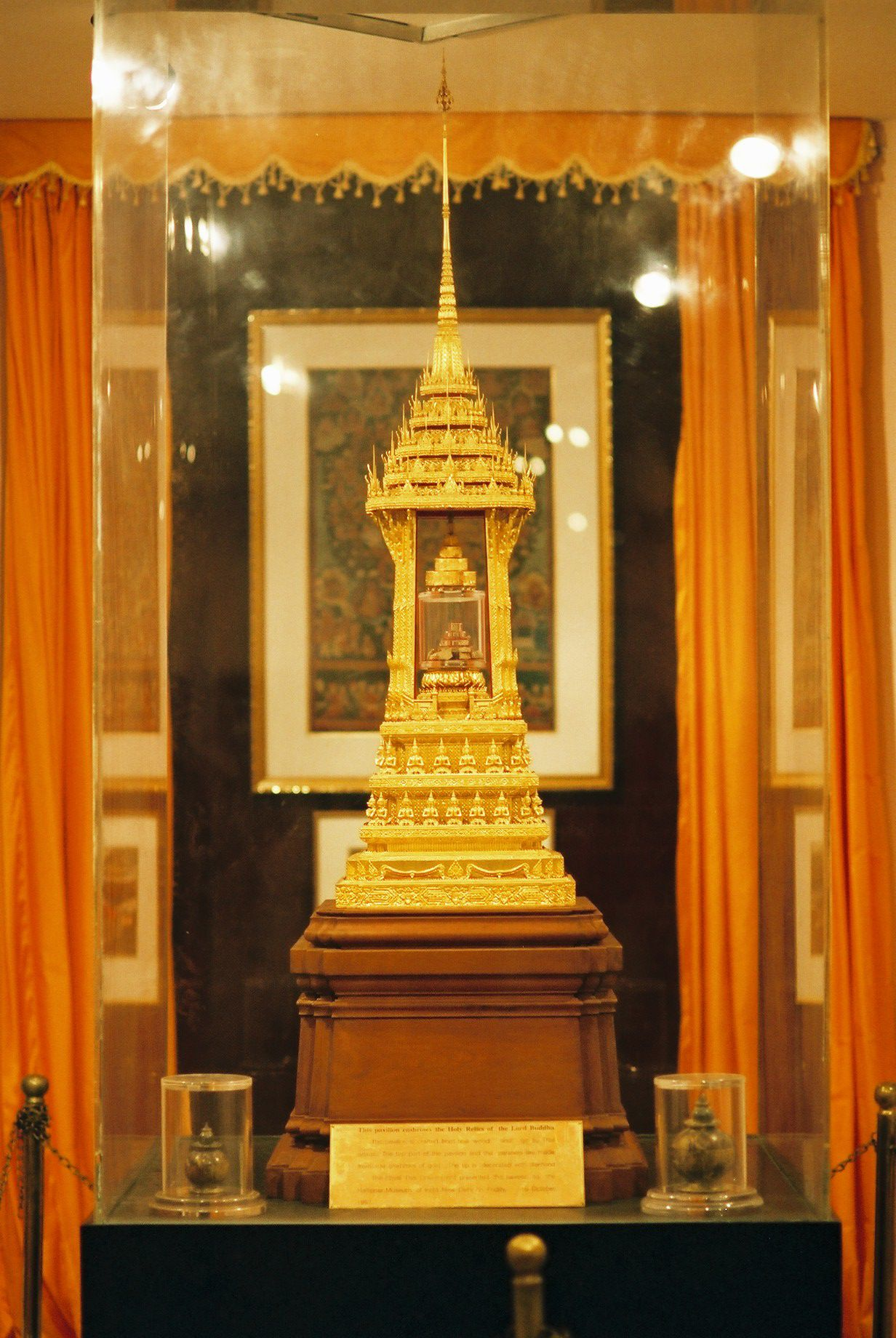
Châsse contenant des reliques de Bouddha. Issu d'un stūpa bâti par l'empereur maurya Ashoka au IIIe s. av. J.-C.
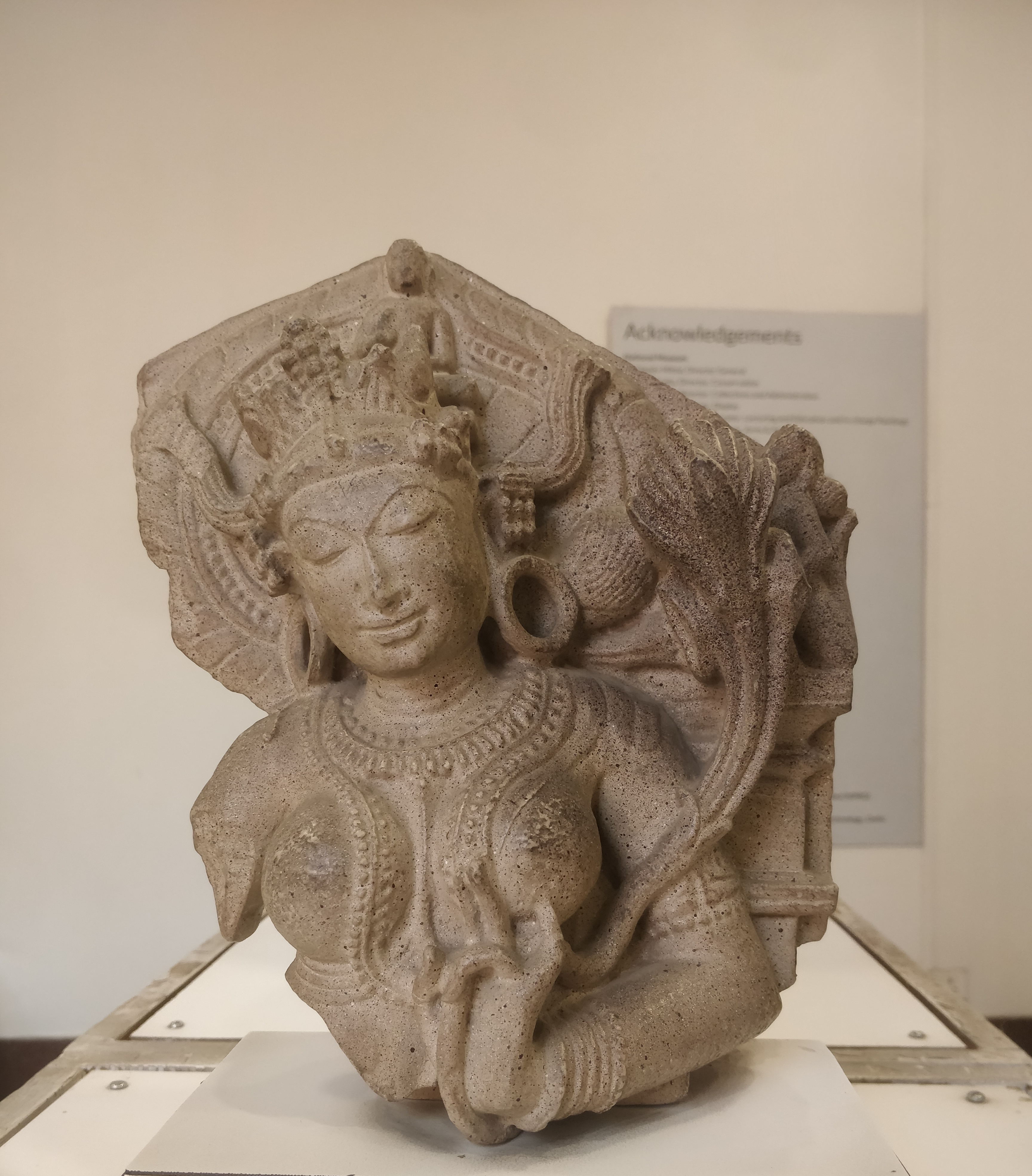
Vajra Tara. Statue datée du Xe siècle, trouvée dans le site de Sarnath près de Bénarès.
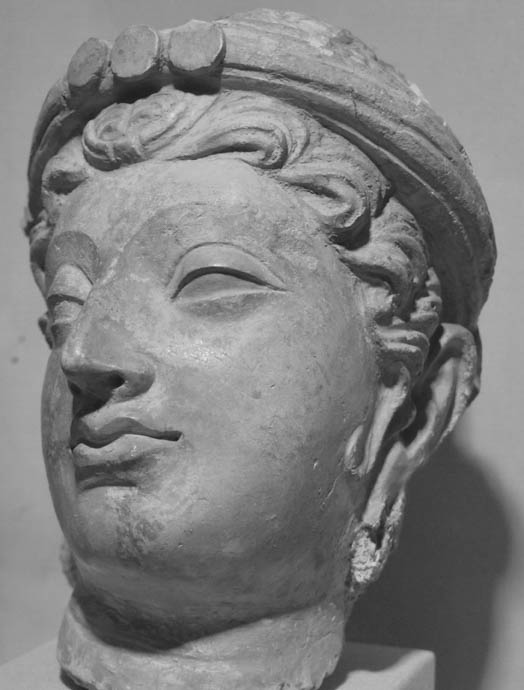
Tête d'un Bodhisattva. Sculpture en stuc de style kouchan. Originaire du Gandhara et datée autour du IIIe siècle.

### Galerie des bronzes
La galerie des bronzes présente des œuvres pionnières en bronze dans l'art indien. Elle a récemment bénéficié d'une importante rénovation, qui a amélioré la présentation d'informations sur les pièces. Une disposition qui juxtapose les sculptures avec des descriptions détaillées fournissant le contexte, la signification et les processus de production des objets.

Elle est composée notamment des bronzes Pala du VIIIe au Xe siècle, principalement à thème bouddhiste, qui proviennent de Nalanda au Bihar. Les bronzes de la région himalayenne, en particulier ceux du Cachemire et de l'Himachal Pradesh, forment une collection remarquable de bronzes de l'Inde du Nord, tandis que les bronzes Chola sont emblématiques de l'Inde du Sud. Une sélection de bronzes népalais et tibétains est également exposée. Parmi les pièces importantes exposées, il y a les quatre statues de Bouddha de Phophnar (Madhya Pradesh), connues pour leur excellence. Deux artéfacts majeurs des régions septentrionales sont la Svachchhanda Bhairavi, qui met en évidence l'habileté des métallurgistes de Chamba, et le Vishnu Vaikuntha, témoignant du haut niveau d'artisanat des artistes du Cachemire. La statue de Vasudeva-Kamalaja (moitié Vishnou et moitié Lakshmi) exposée ici est un superbe exemple de l'art et de l'iconographie du bronze népalais.

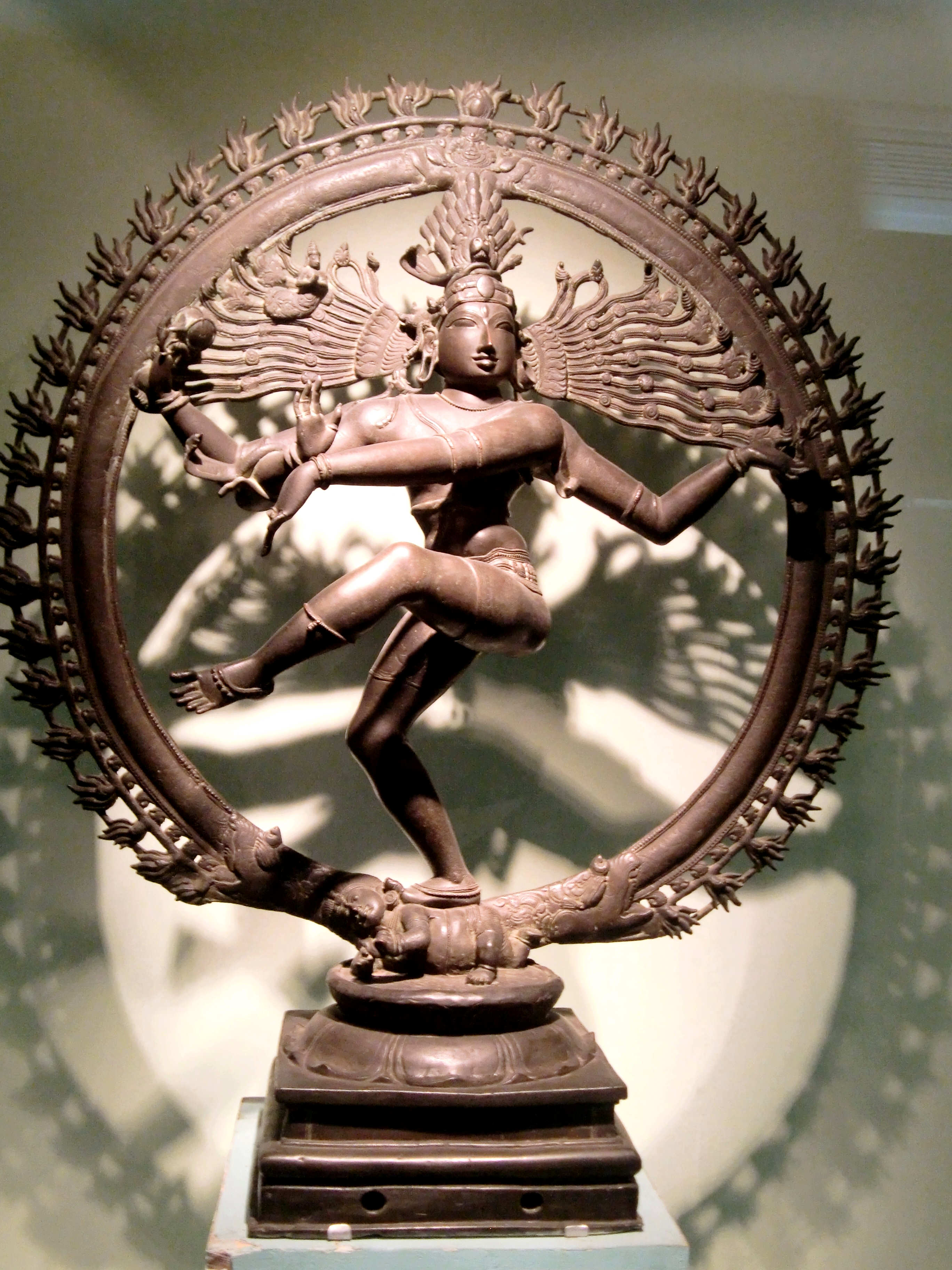
Shiva Nataraja (Seigneur de la danse) dansant le Tandava, statue de bronze du XIIe siècle (dynastie Chola).
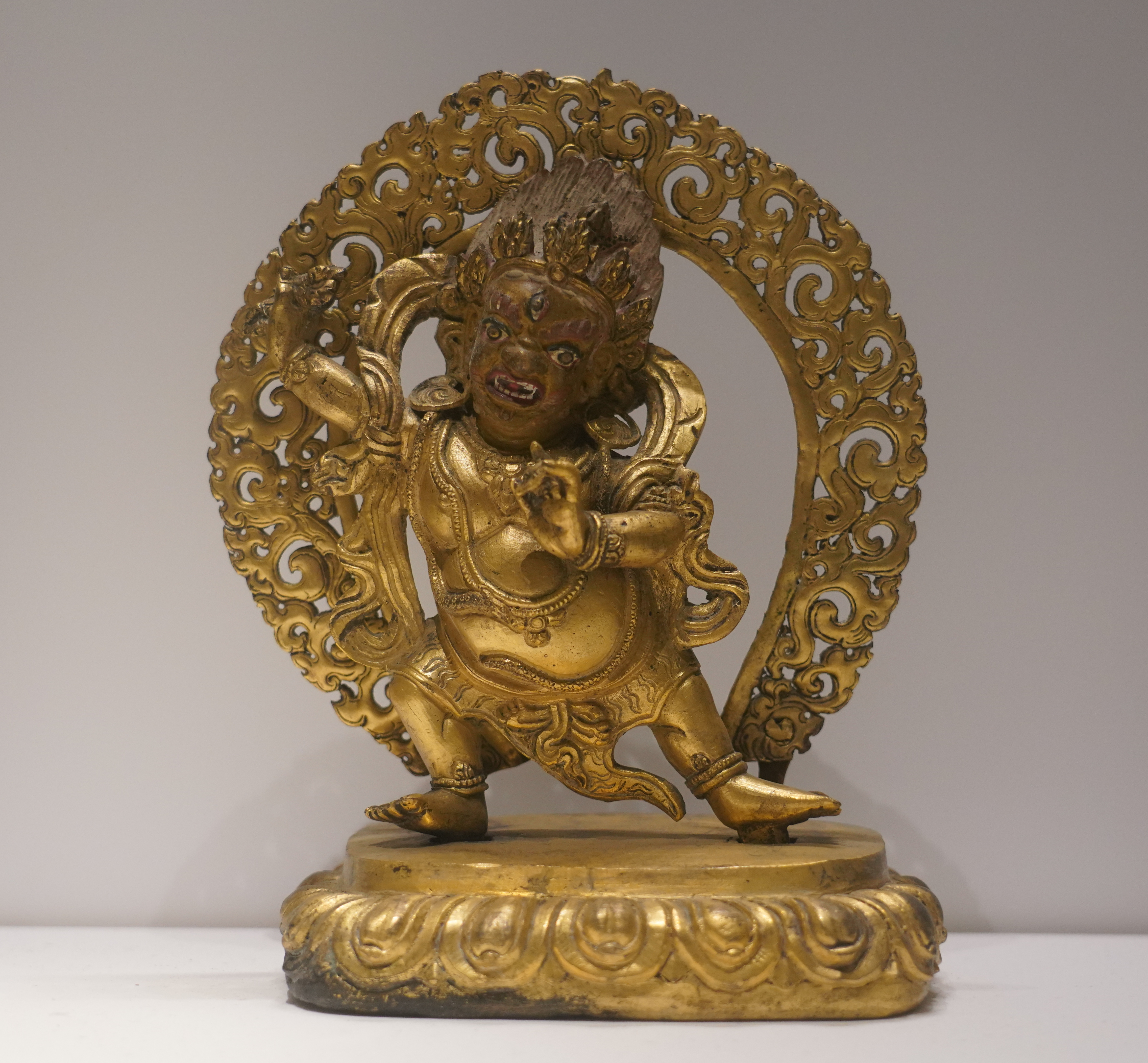
Canda Vajrapani. Statue en bronze du XVIe ou XVIIe siècle, originaire du Tibet.
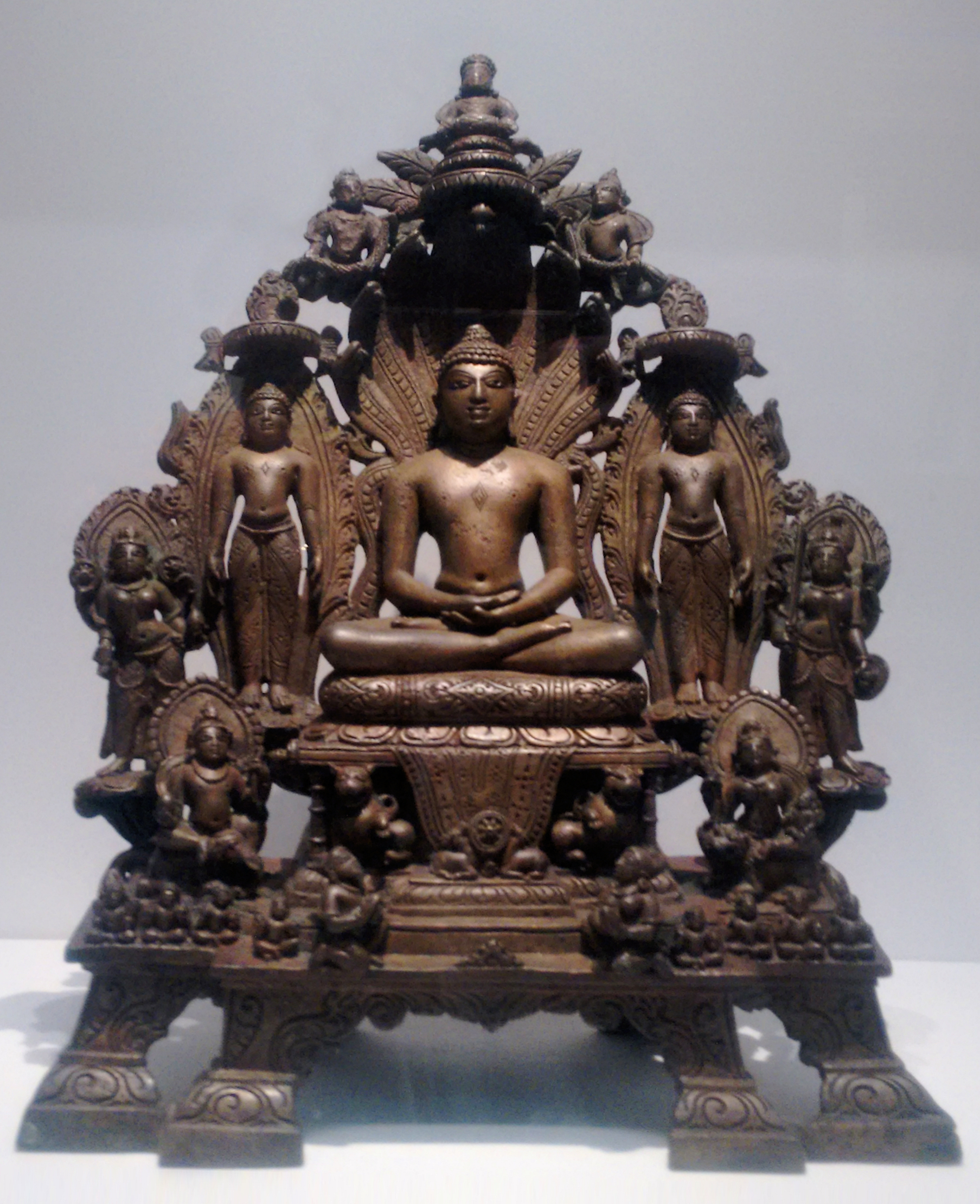
Parshvanatha et deux autres tirthankaras, yakshas et yakshis. Statue Maitraka datée du IXe siècle, issue d'Akota près de Baroda.
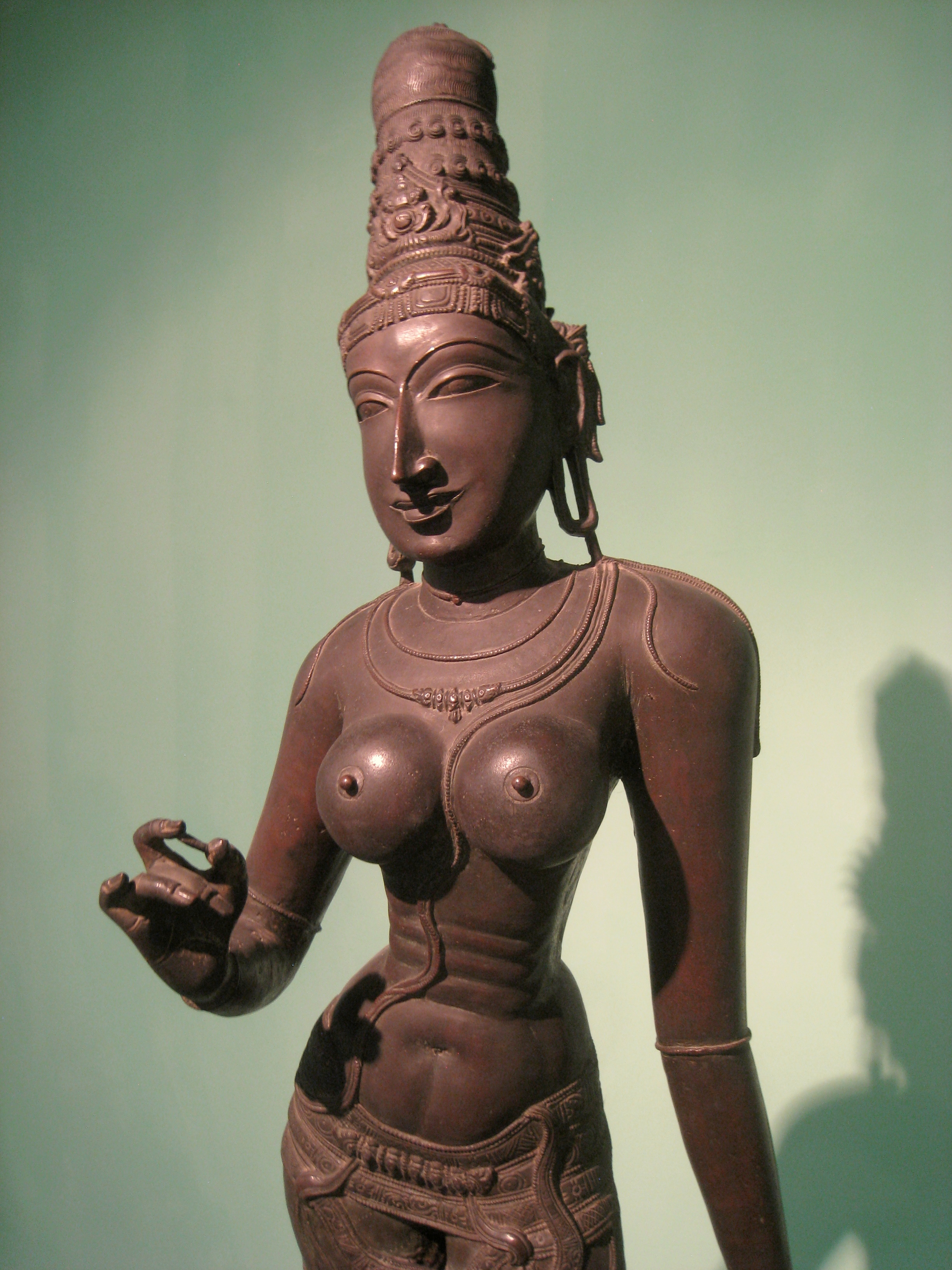
La Devi. Sculpture en bronze du XVe siècle de style Vijayanagara. De provenance sud-indienne.
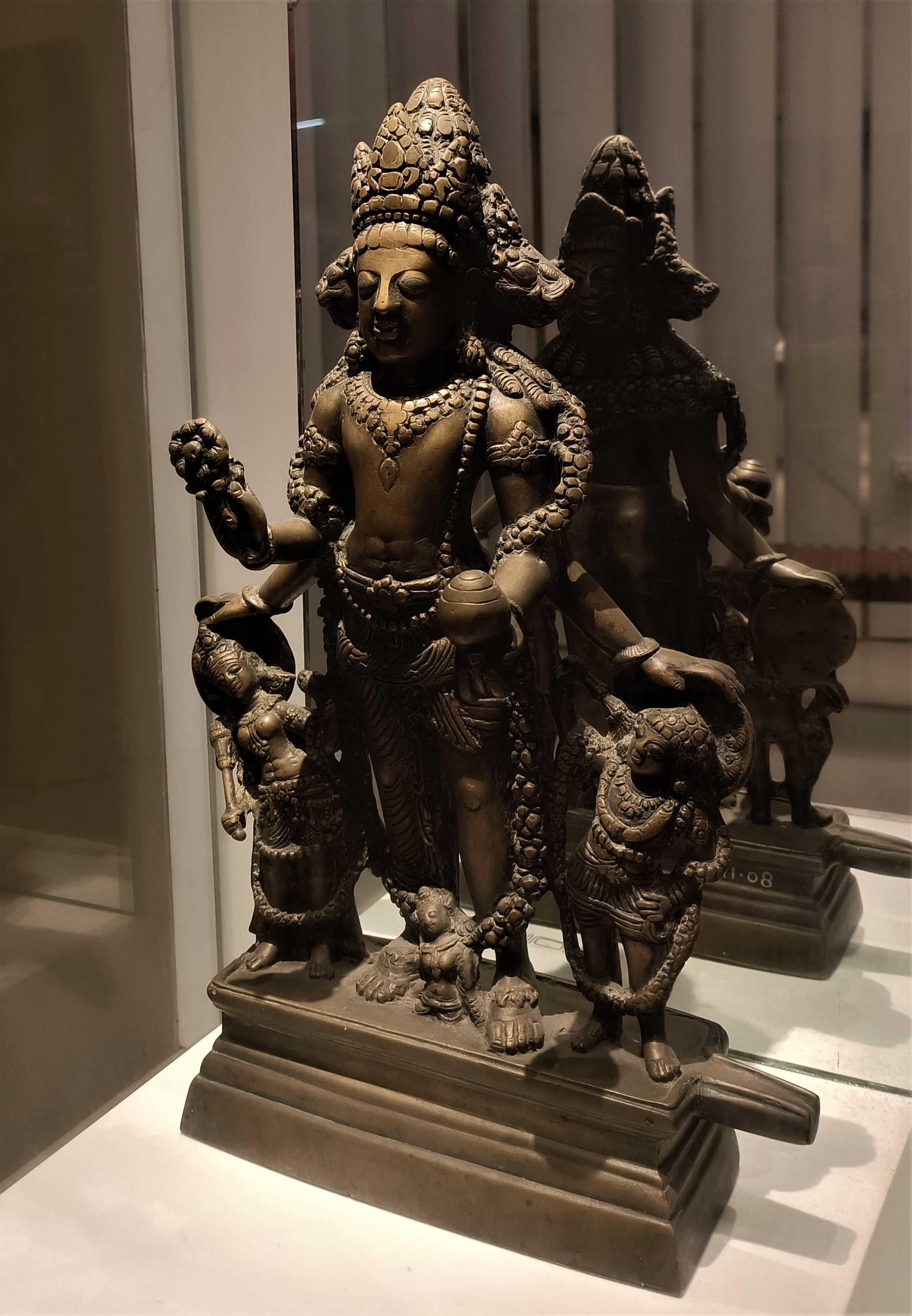
Vaikuntha Chaturmurti, iconographie vishnouïte. Statue en alliage de laiton du IXe siècle, Cachemire.

### Galerie centrasiatique
La collection vaste et variée de cette galerie a été mise au jour, examinée et collectée par Aurel Stein, l'un des principaux explorateurs archéologiques du début du XXe siècle. Il a collecté ces matériaux culturels dans plus de 100 cités anciennes le long de la Route de la soie, particulièrement en Sérinde, au cours de trois grandes expéditions qu'il a menées en 1900-1901, 1906-1908 et 1913-1916. Plus de 12 000 artéfacts sont détenus par le musée, comprenant des peintures murales, des bannières en soie et en coton peinte, des sculptures en bois, en stuc et en terre cuite, des pièces de monnaie, de la porcelaine et des poteries, des objets en cuir, en verre et en fibres, des artéfacts précieux en or et en argent, ainsi que des documents religieux et profanes.

La collection Aurel Stein, une des collections majeures d'antiquités centrasiatiques, principalement sérindiennes, est aujourd'hui dispersée entre de nombreuses institutions au Royaume-Uni et en Europe, dont le British Museum, la British Library, la Bibliothèque Bodléienne ou le Victoria and Albert Museum, et en Asie du Sud, surtout au Musée national de New Delhi.

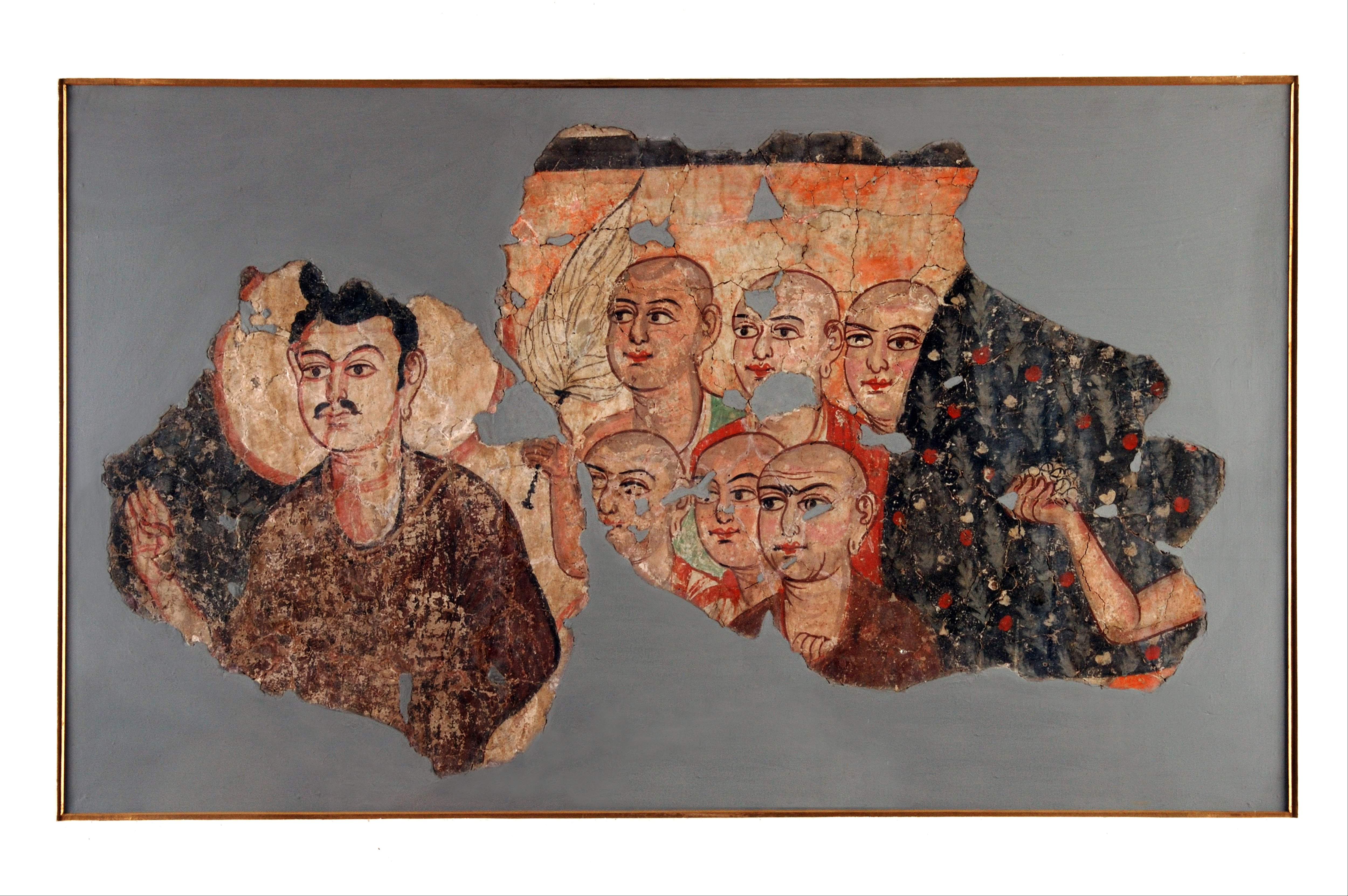
Bouddha et six disciples. Peinture murale du IIIe au IVe siècle, découverte à Miran.
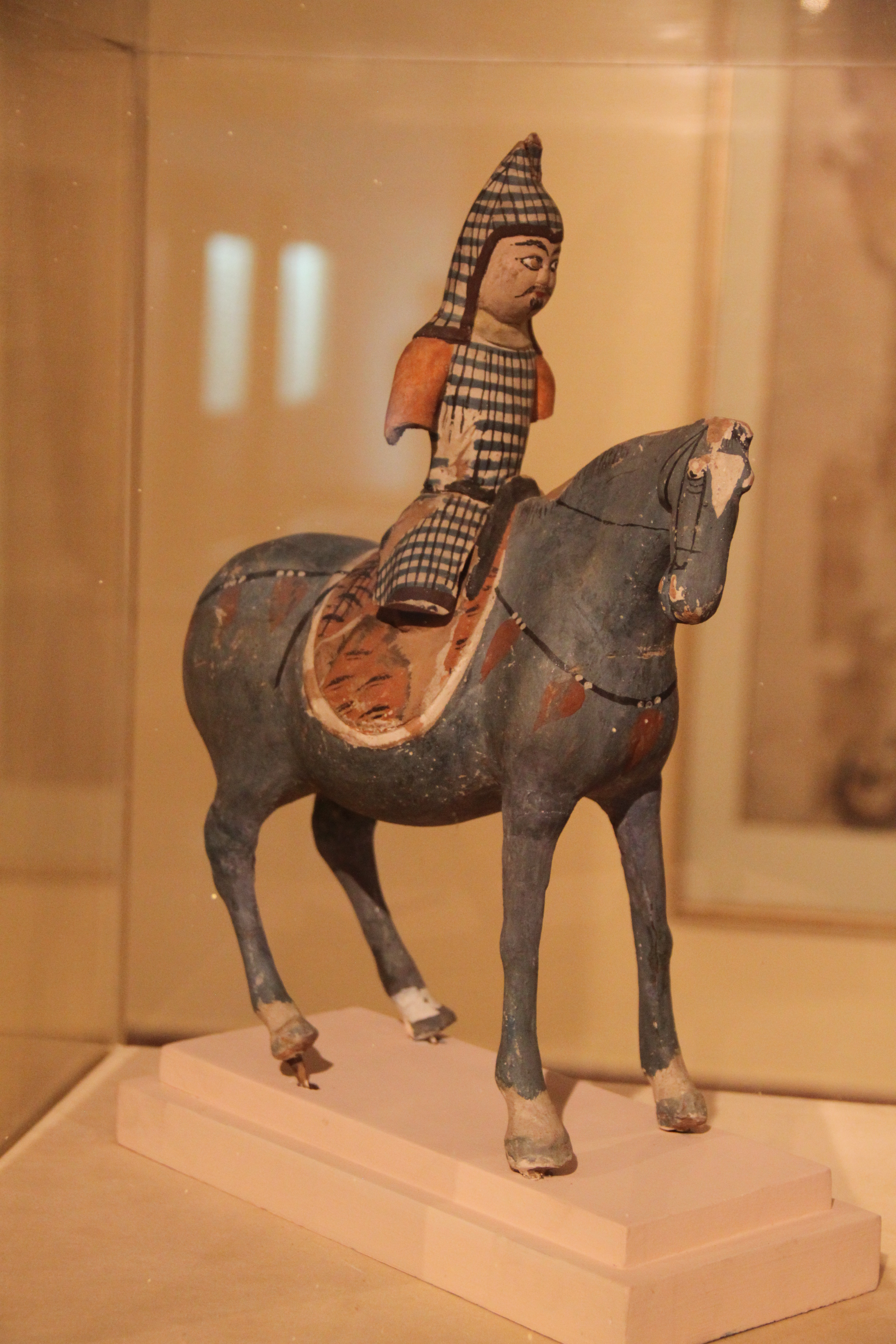
Un cheval et son cavalier. Figurine en terre cuite peinte, datée du VIe au VIIIe siècle.
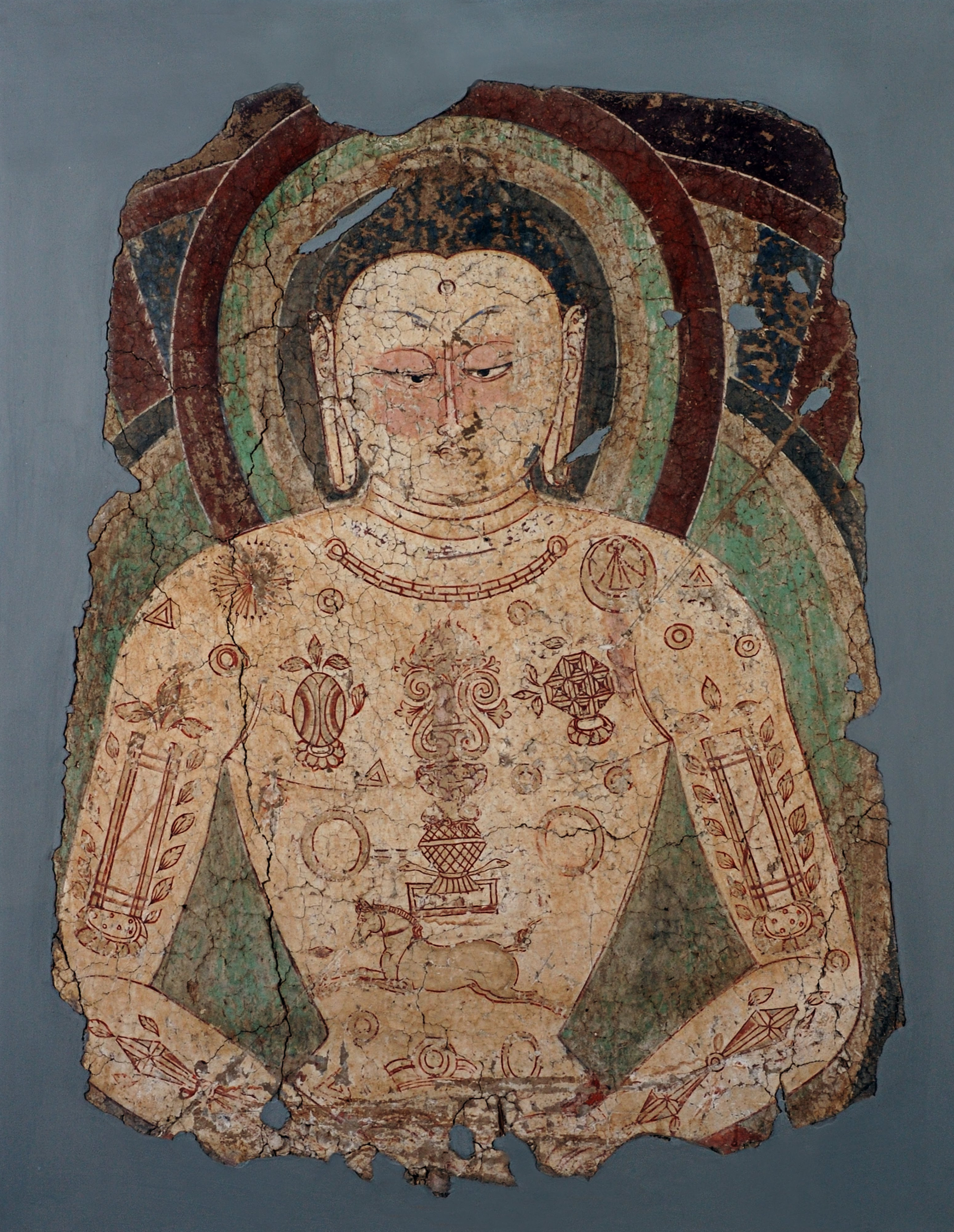
Le Bouddha Vairochana. Peinture murale du VIIe ou VIIIe siècle, issue de Balawaste, près de Khotan.
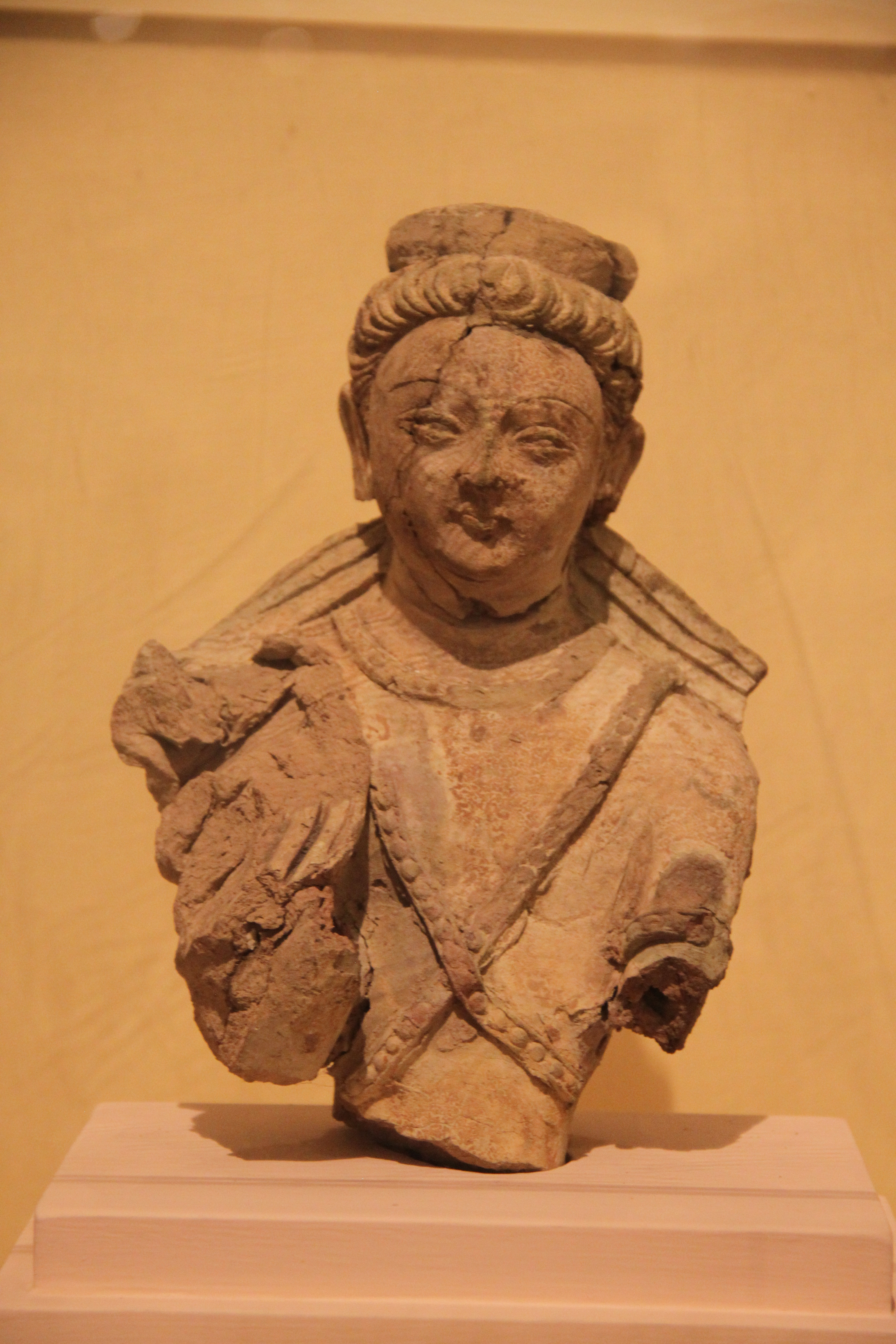
Sculpture en stuc d'un Boddhisattva, datée du VIe ou VIIe siècle. En provenance de Sorchuk.
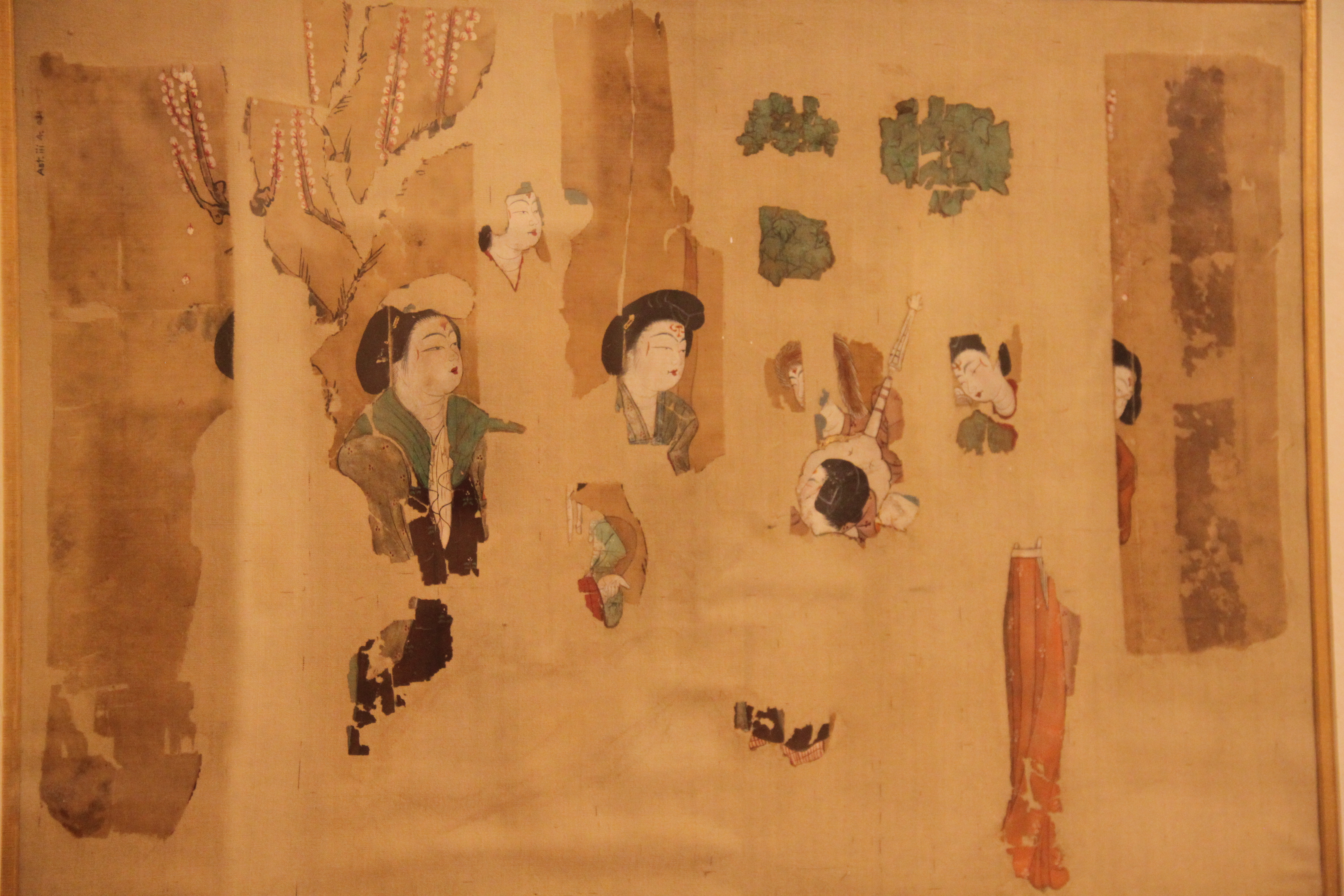
Damoiselles dans un jardin. Peinture sur soie Tang du VIIe ou VIIIe siècle. Issue de la nécropole d'Astana.

### Galerie des arts précolombiens
Le Musée national de New Delhi se distingue aussi par sa collection d'artéfacts précolombiens, qui constitue avec la collection centrasiatique l'une des deux collections non indiennes du musée, et la seule centrée sur des territoires hors de l'aire d'influence culturelle indienne. Elle est unique à l'échelle de l'Asie, et est largement héritée de la collection de Alice et Nasli Heeramaneck. Un couple de marchands d'art réputés et de collectionneurs américano-indien, spécialisés dans les arts de l'Asie et les arts précolombiens, qui font don au musée de leur collection précolombienne en 1966, à la mémoire du père de Nasli Heeramaneck, Munchersa Heeramaneck,,.
La collection précolombienne est composée d'un peu plus de 500 artéfacts issus du Mexique, d'Amérique centrale et du sud. Elle représente entre 2 000 à 2 500 ans d'histoire de cette partie du monde, de 400 apr. J.-C. jusqu'à l'avènement de la colonisation espagnole, avec de rares pièces remontant jusqu'à 1000 et 600 av. J.-C.. Les artéfacts proviennent de diverses cultures et civilisations de l'actuelle Amérique latine, notamment Olmèque, Nazca, Paracas, Chimu, Maya, Inca, etc,.
Au fil du temps, des artéfacts issus d'autres parties du monde (Europe de l'Ouest, Asie orientale et du sud-est, Iran, etc.) ont été intégrés dans la présentation de cette galerie, qui fonctionne désormais plutôt en tant que galerie des arts précolombiens et occidentaux.